# Constantin II (roi des Hellènes)
Vous lisez un « article de qualité » labellisé en 2021.  Il fait partie d'un « thème de qualité ».
Pour les articles homonymes, voir Constantin II et Constantin de Grèce.
Constantin II de Grèce (en grec : Κωνσταντίνος Βʹ της Ελλάδας / Konstantínos II tis Elládas), roi des Hellènes et prince de Danemark, est né le 2 juin 1940 au palais de Psychikó et mort le 10 janvier 2023 à Athènes, en Grèce.
Dernier souverain de Grèce, il règne officiellement du 6 mars 1964 au 1er juin 1973, date à laquelle il est renversé par la dictature des colonels. La démocratie restaurée, cette déposition est confirmée par un référendum organisé le 8 décembre 1974. Constantin II se pose ensuite en prétendant au trône.
Né au début de la Seconde Guerre mondiale, le futur Constantin II passe l'essentiel de ses premières années en Afrique du Sud, où une partie de sa famille a trouvé refuge après l'invasion de la Grèce par les forces de l'Axe. Rentré en Grèce en 1946, il est nommé diadoque, autrement dit prince héritier, quand Paul Ier monte sur le trône, l'année suivante. Proche de ses parents, l'enfant est éduqué selon les préceptes du pédagogue Kurt Hahn, avant d'être initié à la vie politique par son père. Adolescent, le prince se passionne pour le sport. En 1960, il participe aux Jeux olympiques d'été de Rome, lors desquels il obtient une médaille d'or en voile avec ses coéquipiers Odysséas Eskitzóglou et Geórgios Zaïmis.
Après un entraînement dans les trois armes, Constantin se fiance à la princesse Anne-Marie de Danemark, qu'il épouse juste après avoir accédé au trône, en 1964. Devenu roi à l'âge de 24 ans, Constantin II est aux prises avec de multiples difficultés, tant sur la scène internationale, avec la crise de Chypre, que sur la scène intérieure, où il entre bientôt en conflit avec Geórgios Papandréou. Convaincu que le Premier ministre représente un danger pour la couronne, le souverain déclenche, en 1965, une crise politique qui déstabilise la Grèce. Victime d'un putsch militaire le 21 avril 1967, le roi choisit la voie de la collaboration, avant de tenter un contre-coup d'État, qui échoue le 13 décembre suivant. Il part alors en exil en Italie, mais la dictature des colonels qui gouverne la Grèce maintient la monarchie jusqu'en 1973.
Frappé par des difficultés financières et en butte à des problèmes conjugaux, Constantin II part s'installer au Danemark (1973), avant de s'établir au Royaume-Uni (1974) avec sa femme et leurs trois enfants : Alexia (née en 1965), Paul (né en 1967) et Nikólaos (né en 1969). Pendant ce temps, le régime des colonels s'effondre, après l'échec de la conquête de Chypre. Une transition démocratique se déroule alors et les Grecs sont consultés sur la forme du régime qui va désormais les gouverner. Organisé le 8 décembre 1974, ce référendum confirme la mise en place de la Troisième République hellénique. Maintenu en exil jusqu'aux années 2000, Constantin II n'est ensuite autorisé à séjourner en Grèce qu'à deux reprises, en 1981 (lors des funérailles de sa mère, la reine Frederika) et en 1993 (pour des vacances familiales). Entre-temps, l'ex-roi a eu deux autres enfants : Théodora (1983) et Phílippos (1986).
En conflit avec les autorités hellènes à propos de la possession des biens de sa famille, Constantin II parvient, en 1991, à récupérer 68 tonnes d'objets personnels que lui remet le gouvernement Mitsotákis. Puis, en 2002, la Justice européenne oblige la Grèce à lui verser 12 millions d'euros d'indemnité pour la confiscation de ses domaines. Peu de temps après, l'ex-souverain parvient à rentrer dans son pays dans le cadre de son travail pour le Comité international olympique. Au fil des années, les relations de Constantin II avec les autorités républicaines se normalisent et il fait le choix de revenir vivre en Grèce en 2013. Installé à Porto Heli puis à Athènes, il y mène une vie relativement discrète, même si la publication de ses mémoires en 2015 soulève des critiques. Toujours privé de sa citoyenneté grecque car il refuse d'utiliser un nom de famille, l'ancien monarque voit sa santé décliner à partir de 2016 et souffre de problèmes de mobilité. Constantin II meurt en 2023, à l'âge de 82 ans.

## Famille
Constantin II est le fils du roi Paul Ier de Grèce (1901-1964) et de son épouse la princesse Frederika de Hanovre (1917-1981), princesse de Hanovre et duchesse de Brunswick. Par son père, il est donc le petit-fils du roi Constantin Ier de Grèce (1868-1923) et de la princesse Sophie de Prusse (1870-1932) tandis que, par sa mère, il descend du duc souverain Ernest-Auguste de Brunswick (1887-1953) et de la princesse Victoria-Louise de Prusse (1892-1980).
Le 18 septembre 1964, Constantin II épouse, à Athènes, la princesse Anne-Marie de Danemark (1946), fille du roi Frédéric IX de Danemark (1899-1972) et de la princesse Ingrid de Suède (1910-2000). 
Constantin II et son épouse ont donc la particularité généalogique d'être à la fois des descendants du roi Christian IX de Danemark (1818-1906), surnommé « le beau-père de l'Europe », et de la reine Victoria du Royaume-Uni (1819-1901), surnommée « la grand-mère de l'Europe ».
Du mariage de Constantin II et d'Anne-Marie naissent cinq enfants :
- Alexia de Grèce (1965), princesse de Grèce et de Danemark, qui épouse, le 9 juillet 1999, le roturier[1],[2] espagnol Carlos Morales Quintana (1970) ;
- Paul de Grèce (1967), diadoque de Grèce et prince de Danemark, qui épouse, le 1er juillet 1995, la roturière[3] anglo-américaine Marie-Chantal Miller (1968) ;
- Nikólaos de Grèce (1969), prince de Grèce et de Danemark, qui épouse, en premières noces, le 25 août 2010, la roturière[3],[4] suisso-vénézuélienne Tatiana Blatnik (1980), dont il divorce en 2024, puis, en secondes noces, le 7 février 2025, la roturière grecque Chrysí Vardinogiánnis (1981) ;
- Théodora de Grèce (1983), princesse de Grèce et de Danemark, qui épouse, le 28 septembre 2024, le roturier[5] américain Matthew Kumar (1983) ;
- Phílippos de Grèce (1986), prince de Grèce et de Danemark, qui épouse civilement, le 12 décembre 2020, et religieusement, le 23 octobre 2021 la roturière[6] suisse Nina Flohr (1987).

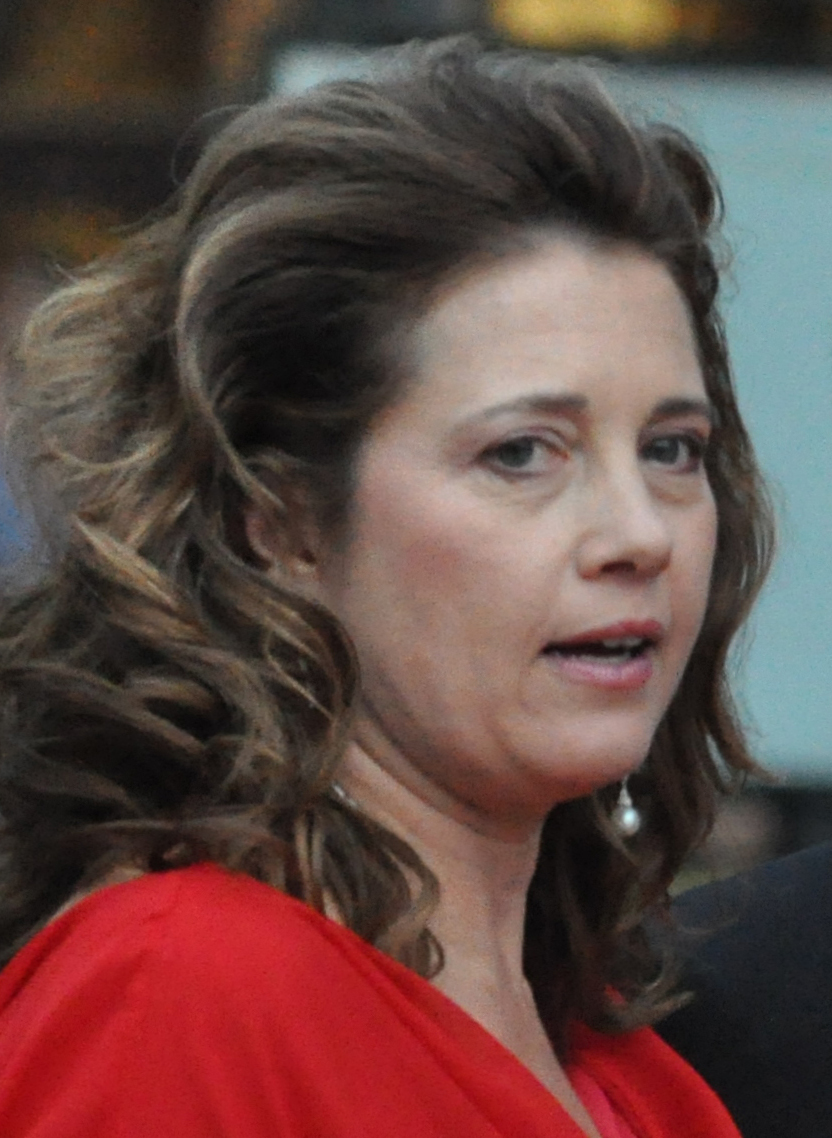
Alexia de Grèce.
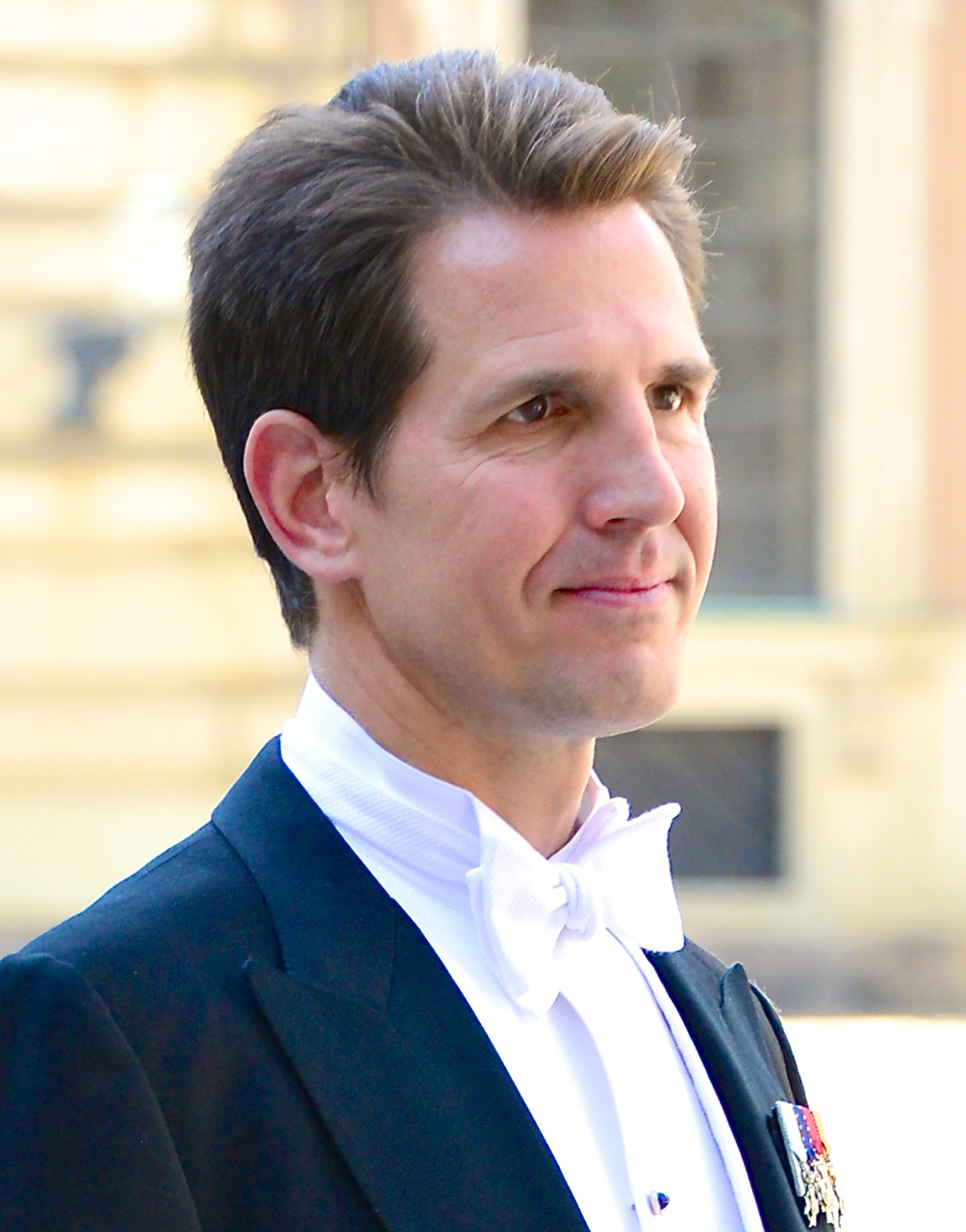
Paul de Grèce.
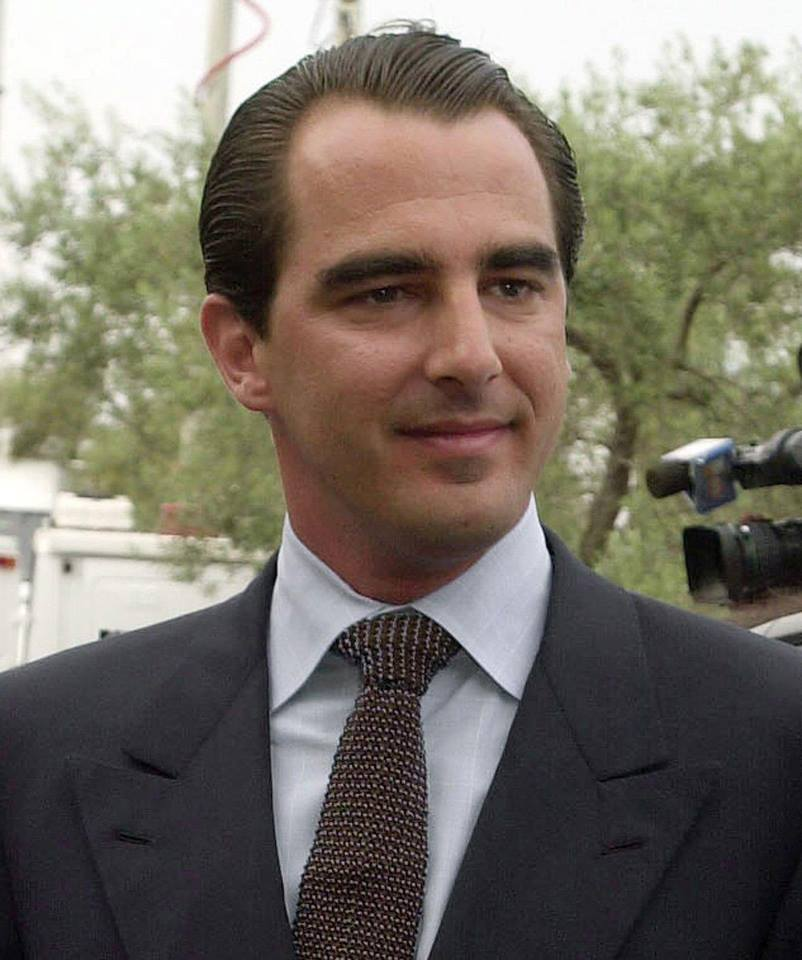
Nikólaos de Grèce.
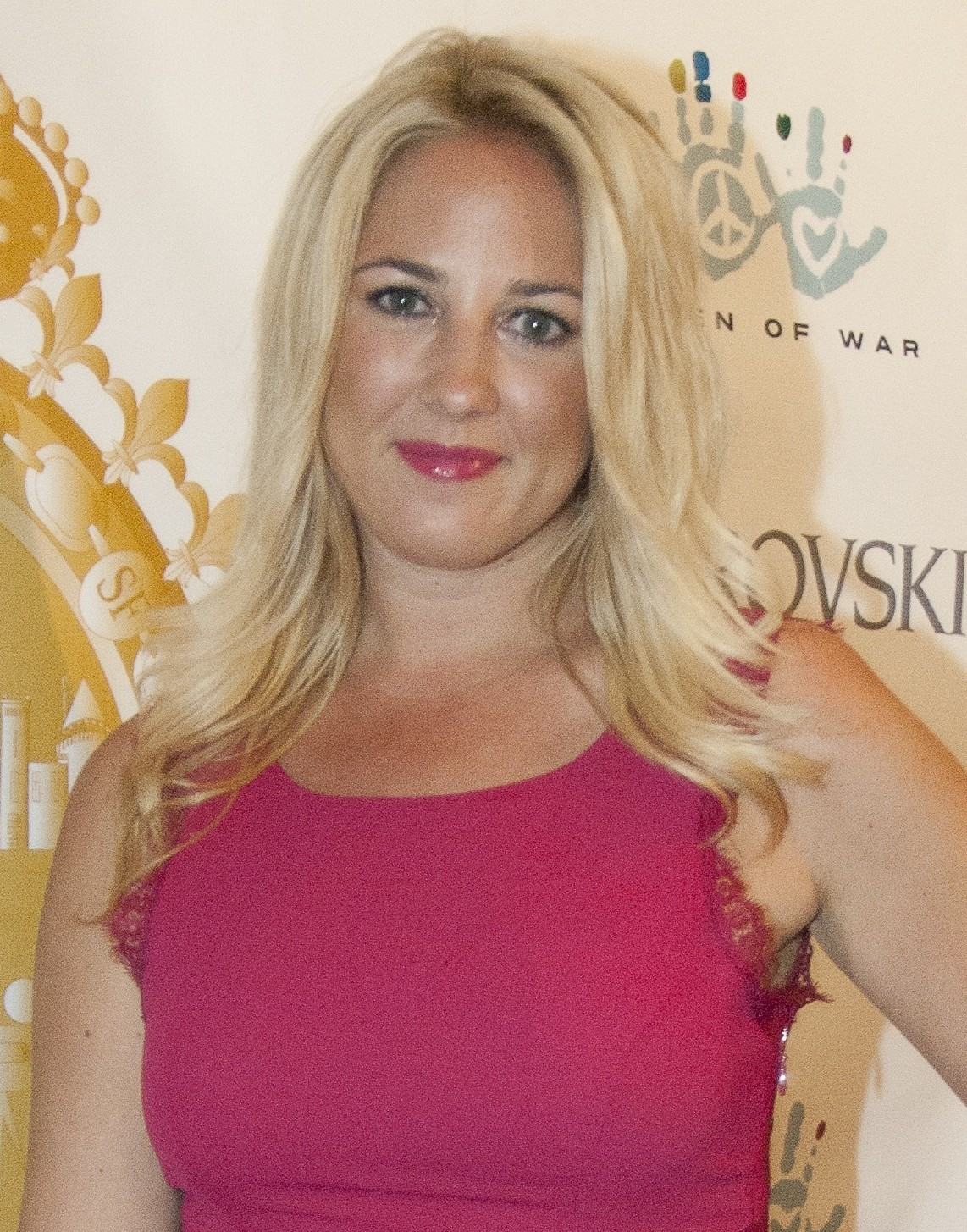
Théodora de Grèce.
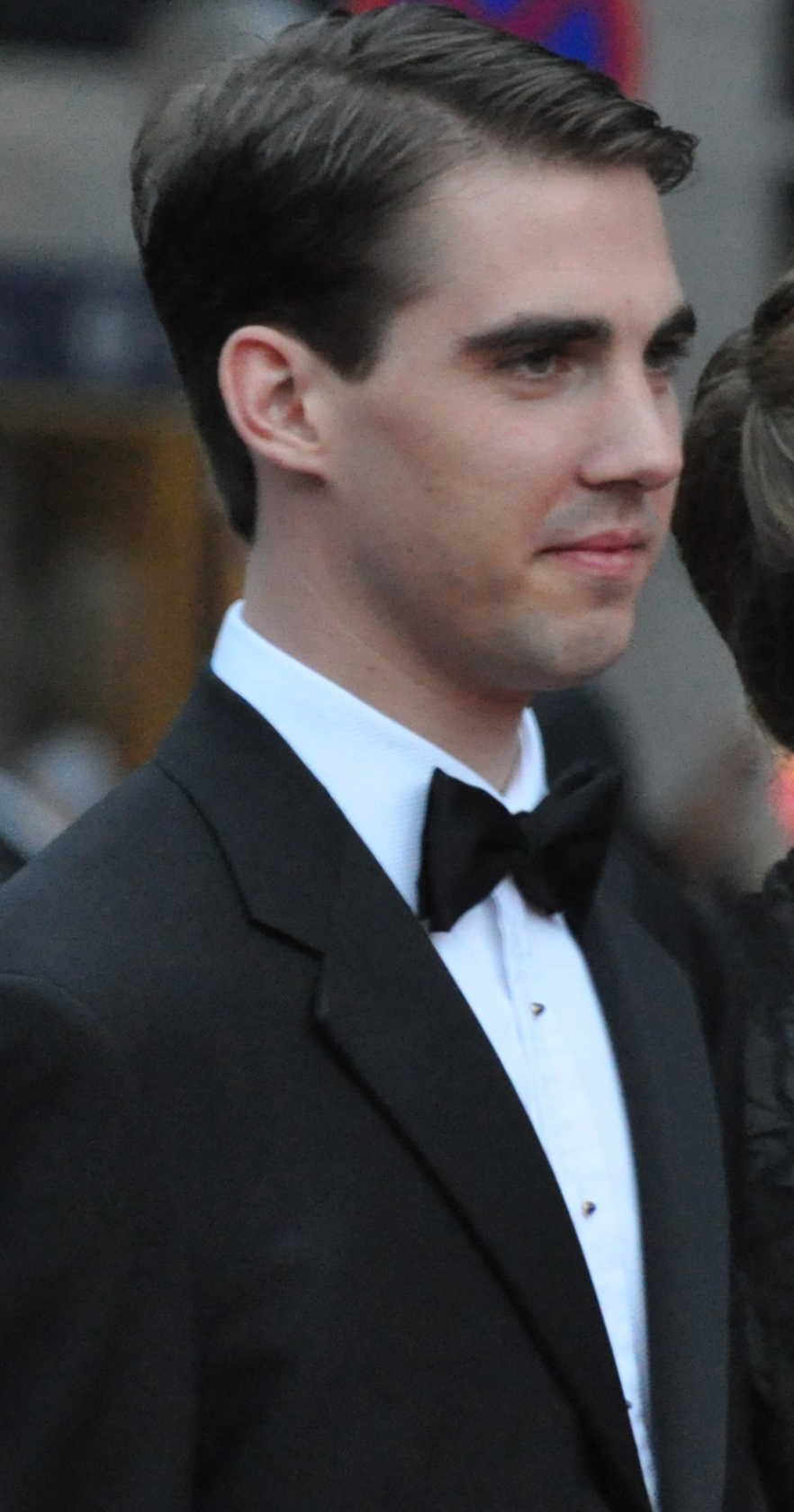
Phílippos de Grèce.

## Biographie

### Une enfance en exil (1940-1946)

#### Une naissance en pleine guerre mondiale
Fils du diadoque Paul et de la princesse royale Frederika, le prince Constantin voit le jour le 2 juin 1940, au palais de Psychikó, dans la banlieue d'Athènes. Pour la famille royale, qui attendait avec anxiété la naissance d'un héritier mâle, il s'agit là d'une excellente nouvelle et l'enfant est accueilli avec fierté par ses parents,, qui lui choisissent, lors de son baptême au palais royal d'Athènes, le 20 juillet 1940, pour parrain l'armée. Malgré tout, le contexte international interdit que l'événement soit longuement célébré. De fait, au moment où Constantin voit le jour, les troupes du Troisième Reich s'emparent d'une bonne partie de l'Europe et la France s'effondre sous les coups de la Blitzkrieg. Devant les succès hitlériens, l'Italie fasciste entre à son tour dans la Seconde Guerre mondiale, le 10 juin 1940. Benito Mussolini lance alors une violente campagne de propagande contre la Grèce, accusant le gouvernement du roi Georges II d'abriter des navires britanniques dans ses eaux territoriales et de violer ainsi sa propre neutralité.

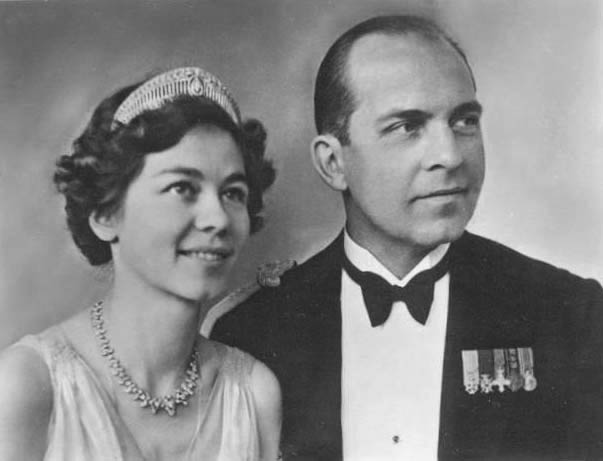
Les parents de Constantin en 1938.

Quelques mois plus tard, le 28 octobre, Rome pose un ultimatum à Athènes lui demandant d'accepter, dans les trois heures, le stationnement de troupes italiennes sur le sol hellène et l'occupation de certaines bases stratégiques. Sans surprise, le gouvernement grec refuse, déclenchant ainsi la guerre italo-grecque,. Le roi Georges II prend alors la tête des forces armées hellènes. En contact permanent avec les Alliés, il préside quotidiennement le conseil de guerre à l'Hôtel Grande-Bretagne, sur la place Sýntagma, tandis que le diadoque Paul fait le lien avec le théâtre des opérations, dans le nord-ouest du pays. Contrairement aux attentes de Mussolini, la Grèce se défend avec succès et parvient même à occuper le sud de l'Albanie, pays sous domination italienne depuis 1939,,.
Cependant, après une série de victoires grecques, la situation militaire se dégrade avec l'invasion des Balkans par l'armée allemande. Le 6 avril 1941, la Luftwaffe déclenche en effet l'opération Châtiment qui vise à punir Belgrade pour avoir renversé le régent Paul et dénoncé le pacte tripartite. C'est le début d'une campagne militaire qui aboutit au dépeçage du royaume de Yougoslavie et à l'arrivée des soldats allemands aux portes de la Grèce. Rapidement, l'armée hellène et le corps expéditionnaire envoyé en soutien par Londres sont dépassés et Thessalonique est occupée par les Allemands le 9 avril. Le même jour, la ligne Metaxás, une série de fortifications, est franchie et la IIe armée hellène capitule,. Dans ces conditions, les forces grecques et alliées n'ont d'autre choix que de se retirer plus au sud. Durant sa retraite, la Ire armée hellène est prise à revers et doit offrir sa reddition aux Allemands le 20 avril. En fait, dès la mi-avril, la situation est devenue si alarmante qu'à Athènes, le Premier ministre demande à Georges II d'accepter la capitulation, ce que ce dernier refuse catégoriquement,,,.

#### De la Crète à l'Afrique

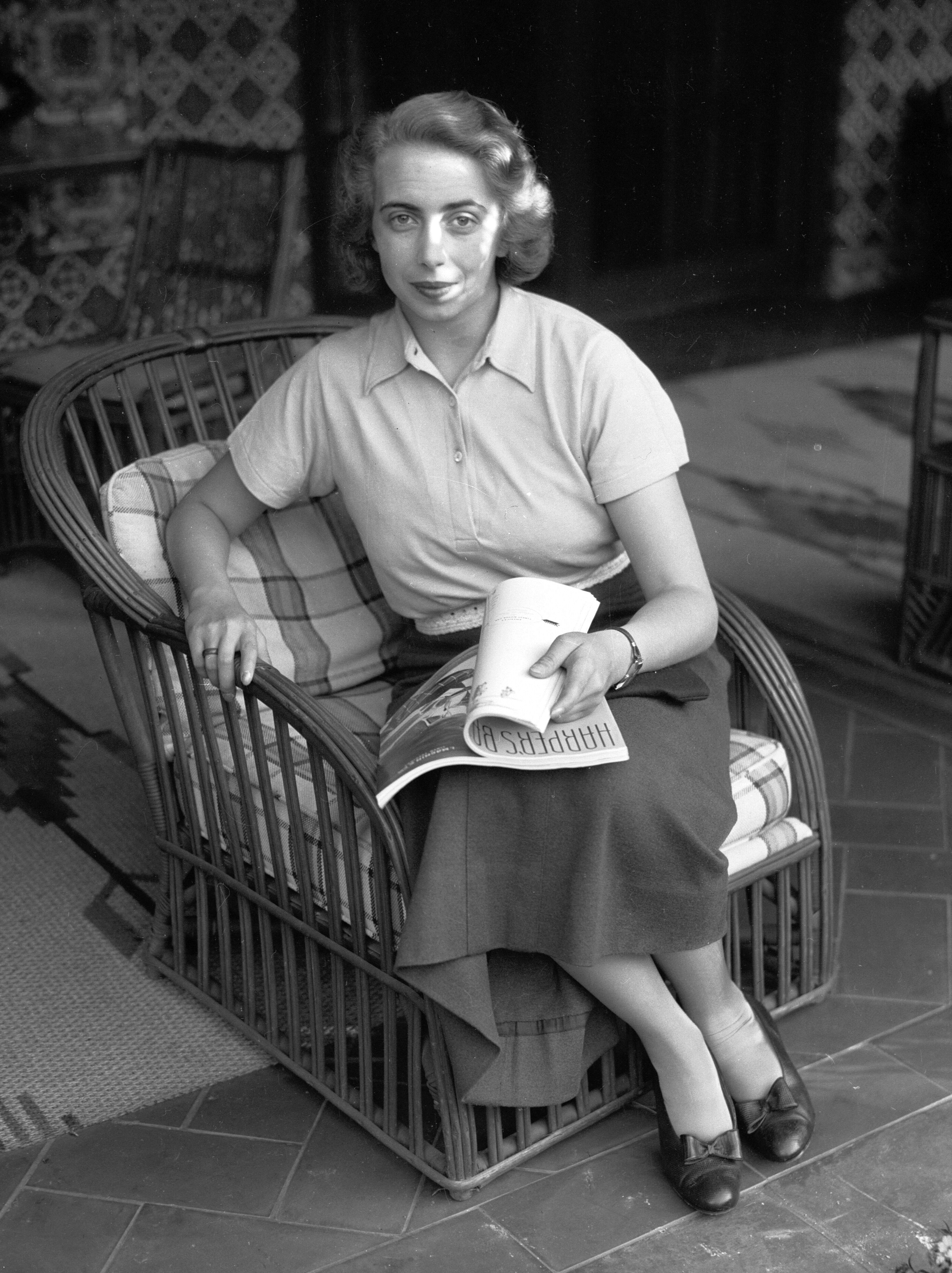
La princesse Catherine, tante de Constantin, en 1935.

Conscient que l'arrestation de la famille royale constitue un objectif majeur pour la Wehrmacht, le roi Georges II et son gouvernement envisagent, dès le 9 avril 1941, de quitter la Grèce continentale pour trouver refuge en Crète. Le 22 avril, la princesse Frederika, ses enfants, Constantin et Sophie, et la majeure partie des autres membres de la dynastie embarquent donc pour la grande île à bord d'un hydravion britannique. Le lendemain, ils sont rejoints par le roi Georges II et le diadoque Paul. Cependant, la bataille de Crète rend rapidement la situation de la famille royale très précaire, c'est pourquoi le petit Constantin et sa parentèle trouvent refuge en Égypte le 30 avril, quinze jours avant l'attaque lancée par les parachutistes allemands contre l'île,,,. Seuls Georges II, le diadoque Paul et leur cousin le prince Pierre restent plus longtemps en Crète, d'où ils sont cependant évacués à leur tour le 20 mai,.
À Alexandrie, les exilés royaux sont accueillis par la diaspora grecque, qui leur procure vêtements, argent et logement. Tandis qu'à Athènes, un gouvernement collaborateur est mis en place par les occupants, en Égypte, la présence de la dynastie hellène inquiète le roi Farouk Ier et ses ministres pro-Italiens. Constantin et sa famille doivent donc chercher un autre refuge pour passer la guerre et poursuivre leur lutte contre les forces de l'Axe. Le souverain britannique s'opposant à la présence de la princesse Frederika et de ses enfants au Royaume-Uni, il est finalement décidé que Georges II et le diadoque Paul pourraient s'installer à Londres mais que le reste de leur famille devrait s'établir en Afrique du Sud jusqu'à la fin du conflit,.
Le 27 juin 1941, la majorité des princes de Grèce embarque donc pour un voyage à bord du navire hollandais Nieuw Amsterdam, qui les mène à Durban le 8 juillet,,. Après un séjour de deux mois dans le dominion britannique, le diadoque gagne l'Angleterre avec son frère et Constantin ne revoit donc presque plus son père durant trois ans. L'enfant, sa sœur et leur mère sont alors logés avec la princesse Catherine dans la résidence officielle du gouverneur Patrick Duncan, à Westbrooks,. Le groupe déménage ensuite à plusieurs reprises, avant de s'établir à la villa Irene de Pretoria, chez le Premier ministre Jan Smuts, qui devient rapidement un ami proche des exilés,,. En janvier 1944, Frederika retrouve finalement son époux au Caire, et leurs enfants les rejoignent en mars. En dépit de conditions matérielles difficiles, la famille noue alors des relations amicales avec plusieurs personnalités égyptiennes, parmi lesquelles la reine Farida, dont les filles ont sensiblement le même âge que Constantin, Sophie et Irène (née au Cap en 1942).

#### Un difficile retour en Grèce

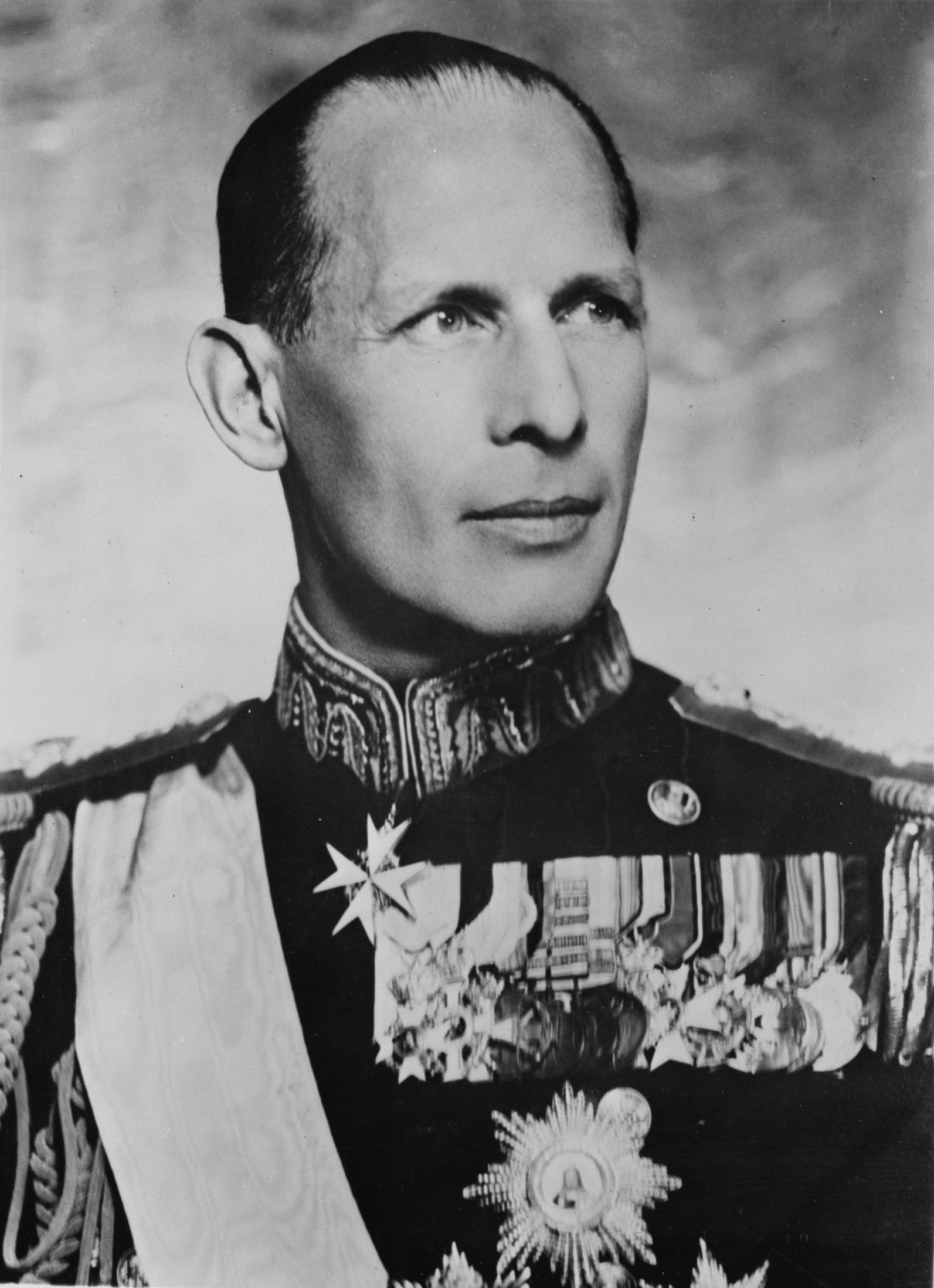
Le roi Georges II de Grèce, oncle de Constantin.

Alors que le royaume hellène est progressivement libéré durant l'année 1944 et que la majorité des exilés grecs peuvent regagner leur foyer, le petit Constantin et sa famille doivent rester en Égypte du fait de la montée de l'opposition républicaine dans leur pays. Sous la pression de Churchill et d'Eden, le roi Georges II, toujours en exil à Londres, doit en effet nommer régent l'archevêque Damaskinos d'Athènes le 29 décembre 1944. Or, le primat de l'Église orthodoxe forme immédiatement un gouvernement à majorité républicaine avec à sa tête le général Nikólaos Plastíras. Humilié, malade et sans plus aucun pouvoir, Georges II envisage un moment d'abdiquer en faveur du diadoque Paul, mais décide finalement de n'en rien faire,,. Plus combatif que son frère mais aussi plus populaire que lui, l'héritier du trône aurait souhaité rentrer en Grèce au moment de la Libération d'Athènes. Il estime en effet que, de retour dans son pays, il aurait été rapidement proclamé régent, ce qui aurait barré la voie à Damaskinos et rendu la restauration de la monarchie plus aisée.
Après des mois de tergiversations, un référendum est finalement organisé en Grèce le 1er septembre 1946 afin de déterminer la forme du régime. Les monarchistes obtiennent alors 69 % des suffrages et la famille royale est invitée à rentrer. Georges II quitte donc le Royaume-Uni le 27 septembre et arrive le jour même près d'Éleusis, où il retrouve Paul, Frederika et leurs enfants. De là, la famille royale gagne Phalère puis Athènes, où elle est reçue par une foule en liesse,,. Malgré tout, la restauration ne suffit pas à faire oublier les souffrances de la population grecque. Le pays est totalement dévasté, les résidences royales ont été pillées et saccagées et une violente guerre civile, opposant communistes et monarchistes, frappe la Macédoine, la Thrace et l'Épire,. 
Dans un pays toujours touché par le rationnement et les privations, le diadoque, son épouse et leurs trois enfants réemménagent dans le petit palais de Psychikó. C'est là que l'héritier du trône et son épouse choisissent de fonder une école où Constantin et ses sœurs reçoivent leurs premières classes, sous la supervision de Jocelyn Winthrop Young, un disciple britannique du pédagogue juif allemand Kurt Hahn,,.

### Diadoque de Grèce (1947-1964)

#### Une éducation princière
Avec le décès de son oncle, le roi Georges II, le 1er avril 1947, et la montée de son père sur le trône sous le nom de Paul Ier, Constantin devient diadoque, c'est-à-dire héritier de la couronne. Il n'a alors que six ans,, et il déménage avec sa famille au palais de Tatoï. Durant les premières années du règne de son père, le quotidien du prince ne subit guère de bouleversements. Le petit garçon et ses sœurs Sophie et Irène sont élevés dans une relative simplicité et la communication est au centre de la pédagogie de leurs parents, qui passent tout le temps qu'ils peuvent avec leur progéniture,. Encadrés par une armada de gouvernantes et de tuteurs britanniques, les enfants parlent l'anglais en famille, même s'ils dominent parfaitement le grec. Jusqu'à l'âge de neuf ans, Constantin continue à étudier, avec ses sœurs et d'autres camarades issus de la bonne société athénienne, au palais de Psychikó. 

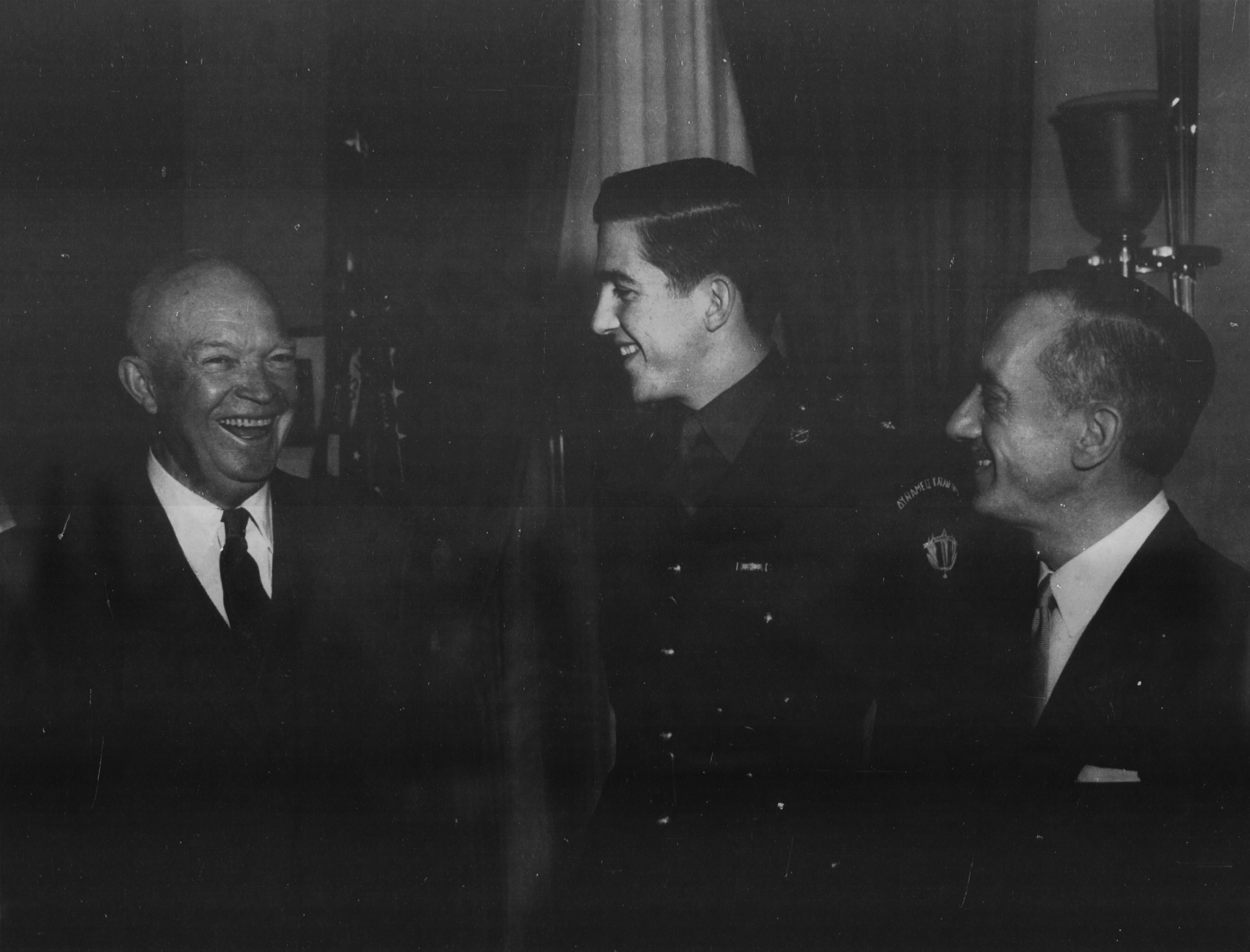
Constantin entouré du président américain Eisenhower et du diplomate grec Aléxis Liátis (1959).

Après cet âge, Paul Ier décide de commencer la formation de son fils pour le trône
. Le prince est alors inscrit au lycée Anávryta, qui suit la pédagogie de Kurt Hahn. Il y mène la vie d'interne jusqu'à sa majorité, tandis que ses sœurs partent étudier à Salem, en Allemagne,,. À partir de 1955, le prince reçoit également une formation militaire, sous la direction du général Mikhaíl Arnaoútis, qui devient plus tard son aide-de-camp et son secrétaire privé.
Adolescent, Constantin commet de nombreuses frasques. Il s'échappe un jour du lycée pour se rendre dans un village de pêcheurs. Sans le sou et affamé, il tente d'y marchander de la nourriture, mais finit par être reconnu et renvoyé au palais royal. Amateur de vitesse, le diadoque apprend très jeune à conduire mais détruit, durant une de ses sorties, le portail de son établissement en le franchissant à toute vitesse avec sa voiture. En grandissant, il gagne aussi la réputation d'être un coureur de jupons,. Le prince ne se fait cependant pas remarquer que pour ses impairs. Garçon plein d'énergie, il intègre le mouvement scout et pratique beaucoup de sports. Doué pour la natation, le squash et l'équitation, il devient aussi ceinture noire de karaté,,. Cependant, son grand amour est la navigation à voile, qu'il a découverte en exil à Alexandrie avec son père. 
En parallèle de sa scolarité et de ses activités sportives, Constantin accompagne régulièrement ses parents dans leurs fonctions officielles. En 1953, il se rend ainsi avec les souverains à Céphalonie pour y réconforter les victimes du tremblement de terre. Tout au long de son enfance et de son adolescence, il participe par ailleurs aux grands événements du gotha, ce qui l'amène à parcourir une bonne partie de l'Europe de l'Ouest. En 1948, il assiste ainsi au mariage de son cousin le roi Michel Ier de Roumanie à Athènes. En 1951, il se rend à Marienburg à l'occasion des noces de son oncle le prince Ernest-Auguste de Hanovre. En 1954, il participe à la croisière des rois organisée par sa mère en Méditerranée. En 1959, il rend visite à ses tantes Hélène de Roumanie et Irène d'Aoste à Florence. En 1961, il participe aux noces du duc de Kent à York. Enfin, en 1962, il est aux premières loges lors du mariage de sa sœur Sophie avec l'héritier du trône d'Espagne à Athènes.

#### Les Jeux olympiques de 1960 et le Jamboree mondial de 1963

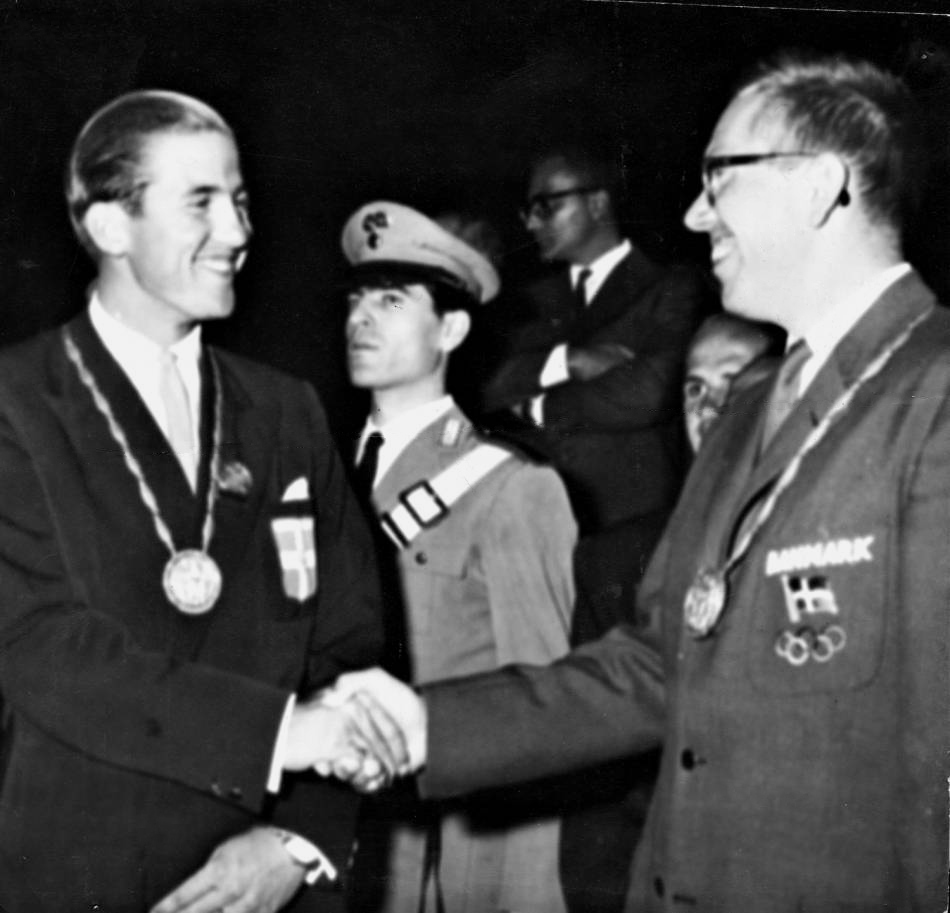
Constantin et l'athlète Paul Elvstrøm lors des Jeux olympiques de 1960.

En 1958, le roi Paul Ier offre à son fils un voilier de classe Lightning en guise de cadeau de Noël. Par la suite, Constantin passe l'essentiel de son temps libre à s'entraîner avec le bateau dans la baie de Phalère. Après quelques mois, la marine hellénique confie au prince un Dragon, avec lequel il décide de participer aux Jeux olympiques d'été suivants. 
Finalement nommé porte-drapeau de l'équipe grecque, le diadoque se rend à Rome pour l'inauguration des Jeux de 1960. Il concourt ensuite en navigation à voile dans la baie de Naples, et obtient la médaille d'or à l'épreuve de Dragon avec ses coéquipiers Odysséas Eskitzóglou et Geórgios Zaïmis. Pour les Grecs, c'est un grand moment de fierté nationale, d'autant que le pays n'a pas remporté de titre suprême depuis la victoire de Konstantínos Tsiklitíras en 1912,,.
L'année 1963 offre à l'héritier du trône une autre occasion d'occuper le devant de la scène. En tant que chef des scouts grecs, le prince est en effet chargé de présider l'ouverture du XIe Jamboree mondial, qui se déroule non loin du site de Marathon, en Grèce. Présent à l'ensemble des manifestations organisées par le mouvement, le prince reçoit des mains de Charles Maclean le Loup d'argent, plus haute distinction des Scouts britanniques, lors de la clôture du Jamboree,.

#### Préparation au pouvoir

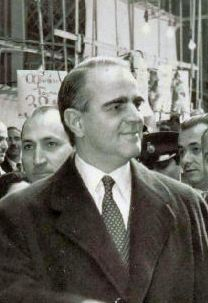
Le Premier ministre Konstantínos Karamanlís.

Le 2 juin 1958 est célébrée la majorité du diadoque, qui prête alors serment d'allégeance à son père et aux institutions du royaume devant l'archevêque d'Athènes,. Le prince reçoit ensuite un entraînement militaire dans les différents corps de l'armée hellène. Après un séjour à l'école des Évelpides et à l'Académie navale, il intègre une école d'aviation de l'OTAN située à Garmisch-Partenkirchen, en Allemagne de l'Ouest. Le diadoque participe par ailleurs à un programme spécial de sciences constitutionnelles et politiques à la Faculté de Droit de l'Université d'Athènes,. Il commence, en outre, à représenter son père au cours de certaines cérémonies officielles,. 
Paul Ier ayant beaucoup souffert de ne pas avoir été préparé au pouvoir par son frère lorsqu'il était diadoque, prend grand soin de ne pas commettre la même erreur avec son fils. Le monarque autorise ainsi Constantin à assister aux réunions du cabinet à partir de l'âge de neuf ans, mais à condition de ne pas y prendre la parole. Une fois devenu adulte, l'héritier du trône reçoit la permission d'intervenir pendant les discussions avec les ministres et de donner son opinion aux membres du gouvernement,. En dépit des efforts du roi, Constantin n'acquiert cependant jamais son sens du tact et de la diplomatie. En grandissant, il professe, au contraire, des opinions politiques tranchées. D'autre part, d'après Panagiotis Dimitrakis, il n'hésite pas à se montrer grossier avec la classe politique. Après un séjour de ses parents à l'étranger, il déclare ainsi, en présence du Premier ministre Konstantínos Karamanlís, que ce dernier « a été un bon garçon durant leur absence », sans que ceux-ci réagissent. 
En 1964, la santé de Paul Ier se dégrade rapidement. Un cancer de l'estomac lui est diagnostiqué et il est opéré d'un ulcère en février. En attendant son rétablissement, il nomme Constantin régent. Cependant, l'état du monarque empirant, le prince part à Tinos pour y chercher une icône considérée comme miraculeuse par les orthodoxes. L'image sainte ne suffit toutefois pas à guérir le souverain, qui meurt le 6 mars, à l'âge de 62 ans,,.

### Un début de règne troublé (1964-1967)

#### Un jeune roi inexpérimenté face à la crise chypriote

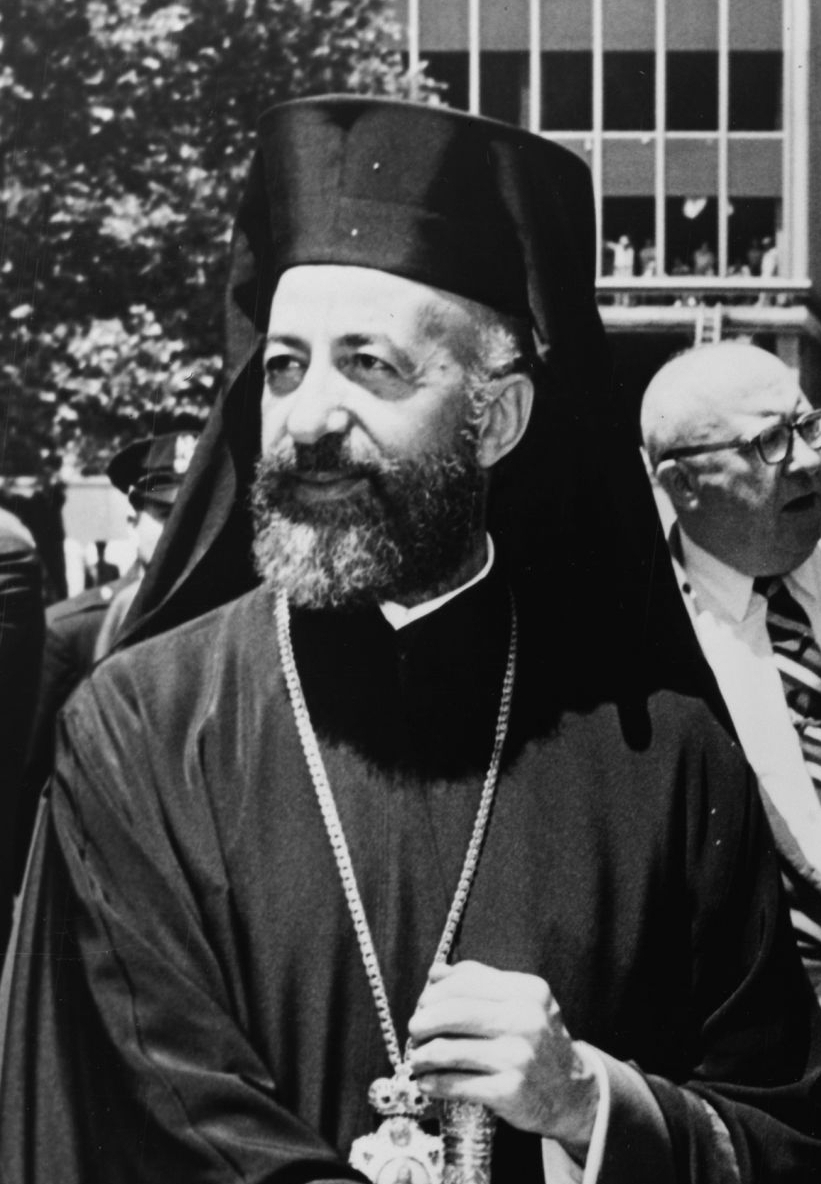
Makários III, archevêque de Nicosie et président de Chypre, en 1962.

Le fils de Paul Ier monte sur le trône sous le nom de Constantin II, bien que certains de ses partisans préfèrent l'appeler Constantin XIII afin de souligner la continuité entre l'ancien Empire byzantin et le royaume de Grèce,. Du fait de son jeune âge (il n'a alors que 23 ans), le nouveau monarque est volontiers taxé par ses opposants de souverain inexpérimenté, voire de roi sous influence. Il est ainsi soupçonné d'avoir des accointances avec l'extrême-droite et les services secrets américains tandis que sa mère, la reine douairière Frederika, est présentée comme l'éminence grise de son régime,. 
Pourtant, l'intronisation de Constantin est également perçue comme une promesse de changement par une partie de l'opinion publique hellène. La différence d'âge entre le monarque et le Premier ministre Geórgios Papandréou, nommé à la tête du cabinet en février 1964, donne en effet le sentiment d'une complicité quasi filiale entre les deux hommes. Leur relation ne tarde pourtant pas à s'assombrir rapidement.
La première grande crise du règne de Constantin éclate dès juillet 1964, lorsque la Turquie menace officiellement d'envahir Chypre, où se multiplient les violences entre insulaires grecs et turcs. Athènes fait alors connaître son intention de riposter afin de soutenir sa propre communauté et mettre, par la même occasion, en œuvre l'énosis, autrement dit le rattachement de l'île à la Grèce,,. Cependant, monseigneur Makários III, le leader des Chypriotes grecs, se rapproche des pays du bloc de l'Est pour obtenir leur soutien face à Ankara, ce qui permet finalement d'apaiser la situation et empêche momentanément toute invasion étrangère.

#### Un mariage royal
Depuis son adolescence, Constantin jouit d'une réputation de séducteur,. Jeune homme, il entretient une relation avec l'actrice Alíki Vouyoukláki, et la presse lui prête également une liaison avec l'Américaine Elizabeth Taylor. Constantin fréquente en outre l'une de ses cousines éloignées, la comtesse Xenia Cheremetieff, petite-fille du prince Youssoupoff. Cependant, la reine Frederika refusant ostensiblement de voir ses enfants contracter des unions inégales,, les journaux envisagent plutôt un mariage du diadoque avec Désirée de Suède, Irène des Pays-Bas ou même Pilar d'Espagne, pourtant sensiblement plus âgée que lui. 

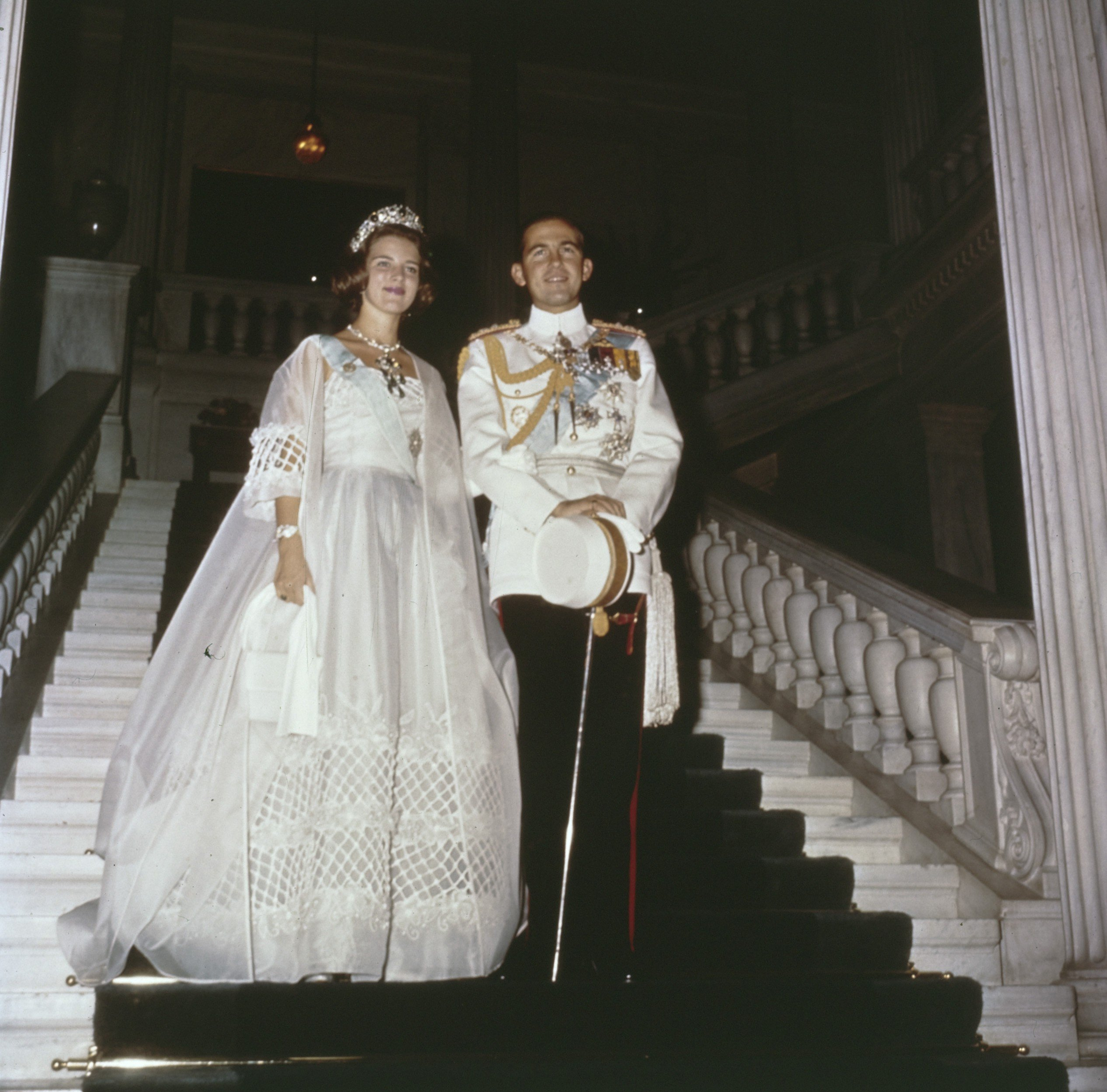
Constantin II et Anne-Marie lors de leur gala prénuptial (1964).

C'est toutefois une autre princesse, la jeune Anne-Marie de Danemark, qui attire l'attention de Constantin lors d'un voyage en famille en Scandinavie en 1959. À l'époque, Anne-Marie n'a que 13 ans, mais elle fait excellente impression au prince et à ses parents. Le diadoque retrouve ensuite sa cousine en 1961 et lui demande secrètement sa main. De fait, le roi Frédéric IX juge sa fille beaucoup trop jeune pour le mariage et la loi danoise interdit expressément les unions avant l'âge de 18 ans. Dans les mois qui suivent, Constantin prend donc prétexte de sa pratique de la voile pour rendre plusieurs fois visite à Anne-Marie dans son pays. Les deux jeunes gens se retrouvent aussi lors du mariage de Sophie de Grèce et de Juan Carlos d'Espagne, en 1962,, puis lors du centenaire de la dynastie hellène, en 1963. C'est alors que leurs fiançailles sont annoncées publiquement. 
Le mariage des deux jeunes gens est programmé pour septembre 1964 et des pourparlers sont engagés, entre Copenhague et Athènes, pour définir la dot de la fiancée. Le décès inattendu de Paul Ier vient toutefois compliquer l'organisation du mariage, car il fait de Constantin le nouveau roi des Hellènes. À la demande de la reine douairière Frederika, la cérémonie est cependant maintenue à la date du 18 septembre. Le 30 août 1964, jour de ses dix-huit ans, Anne-Marie renonce à ses droits sur le trône de Danemark et embrasse la foi orthodoxe avant de s'envoler pour Athènes. L'union d'Anne-Marie et de Constantin II donne lieu à des festivités fastueuses. Elles réunissent des représentants de la plupart des monarchies et sont l'occasion d'un grand spectacle au stade panathénaïque, auquel assistent pas moins de 100 000 personnes,. Le faste déployé est aussi prétexte à de nombreuses critiques, tant la situation de la plupart des Grecs est misérable en comparaison des sommes dépensées pour l'événement.

#### L'Apostasie de 1965 et ses conséquences
Une vive tension se développe entre Constantin II et le Premier ministre Geórgios Papandréou lorsque le gouvernement décide de démobiliser certains officiers, comme le chef d'État-major Ioánnis Gennimatás, jugés trop proches de l'extrême-droite. Le mécontentement du roi vis-à-vis du chef du cabinet s'amplifie encore en juillet 1965, quand Geórgios Papandréou demande à prendre la tête du ministère de la Défense et exige la démission du ministre Pétros Garoufaliás. Le monarque considère en effet que les affaires militaires sont une prérogative de la couronne. Il regarde en outre avec méfiance le Premier ministre depuis que le nom de son fils, Andréas Papandréou, a été associé au « scandale de l'ASPIDA », un complot contre l'État organisé par des officiers considérés par la droite comme d'extrême-gauche, mais plus probablement vaguement de centre-gauche,,,.

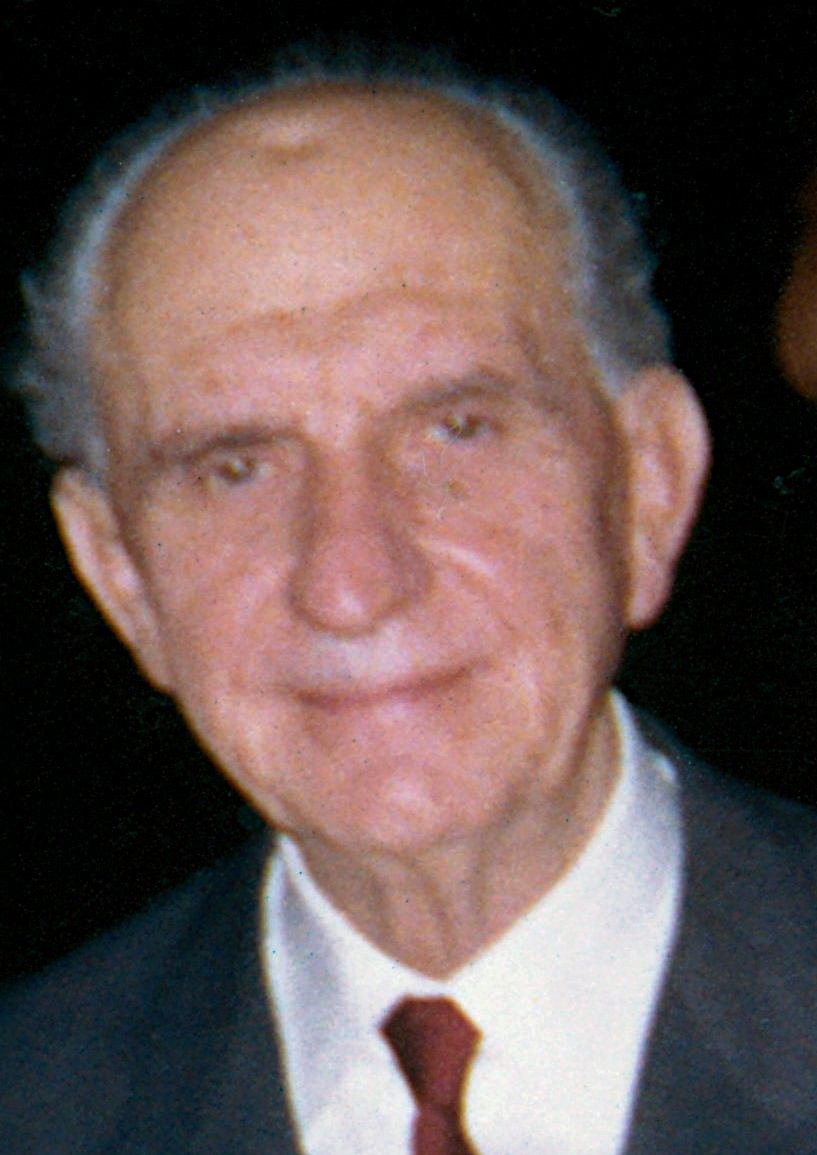
Le Premier ministre Geórgios Papandréou.

Après un échange public de lettres à la tonalité acrimonieuse, Geórgios Papandréou présente sa démission au souverain, le 15 juillet 1965. L'Union du centre détenant la majorité au Parlement, le Premier ministre est en effet convaincu que Constantin II n'a d'autre choix que de la refuser, ou de convoquer de nouvelles élections législatives. Or, c'est un tout autre scénario qui se dessine. Profitant des divisions existant au sein du parti majoritaire (composé de centristes, de radicaux et de conservateurs), le monarque nomme Geórgios Athanasiádis-Nóvas à la tête d'un nouveau cabinet, constitué de transfuges de l'Union du centre, eux-mêmes soutenus par l'Union nationale radicale. Le souverain provoque ainsi une grave crise politique, connue sous le nom d'« Apostasie de 1965 » et considérée par les soutiens de Geórgios Papandréou comme un véritable putsch royal,,,.
Tandis que les manifestations en faveur de Geórgios Papandréou se multiplient en Grèce, Geórgios Athanasiádis-Nóvas échoue à obtenir la confiance du Parlement. Le roi refuse pourtant de rappeler son ancien Premier ministre et nomme Ilías Tsirimókos à la tête du cabinet le 20 août. Cependant, le nouveau gouvernement échoue lui aussi à obtenir le soutien des députés et tombe quelques semaines plus tard, le 17 septembre. Le roi fait alors appel à Stéfanos Stefanópoulos, un ancien proche de Geórgios Papandréou, pour former un nouveau cabinet, qui obtient finalement la confiance des parlementaires, avant de s'effondrer à son tour le 22 décembre 1966,,.
Alors que Geórgios Papandréou et ses partisans affichent des positions de plus en plus républicaines, Constantin II doit aussi affronter les divisions qui secouent la famille royale. Le 10 juillet 1965, la reine Anne-Marie donne naissance à une petite fille, prénommée Alexia. En accord avec la Constitution de 1952, l'enfant est alors proclamée diadoque, c'est-à-dire héritière du trône, en remplacement de la princesse Irène,. Or, cette décision déclenche l'ire d'un cousin du monarque, le prince Pierre, qui n'a jamais accepté sa relégation dans l'ordre de succession à la couronne,. Dans ces conditions, le prince se présente en opposant à Constantin II, dont il condamne publiquement l'attitude vis-à-vis de Geórgios Papandréou.

### La Dictature des colonels (1967-1973)

#### Le coup d'État du 21 avril 1967
Après la chute du gouvernement de Stéfanos Stefanópoulos, le 22 décembre 1966, un cabinet intérimaire apolitique est mis en place en attendant la tenue de nouvelles élections législatives, prévues le 28 mai 1967. Convaincu d'une large victoire, Geórgios Papandréou se montre tout d'abord satisfait par ce compromis. Cependant, la perspective de voir son fils Andréas perdre son immunité parlementaire après la dissolution de la chambre lui fait craindre la mise en accusation de celui-ci dans le cadre du « scandale de l'ASPIDA ». L'Union du centre retire donc finalement son soutien au gouvernement de transition, qui s'effondre le 3 avril 1967,,,.
Alors que le monde est plongé dans la Guerre froide, l'instabilité politique qui s'installe en Grèce préoccupe de plus en plus les États-Unis et leurs alliés britanniques, d'autant qu'elle pourrait avoir des répercussions dramatiques sur la situation chypriote. Or, aux yeux des occidentaux, Andréas Papandréou apparaît désormais comme un dangereux sympathisant de l'Union soviétique et l'influence qu'il exerce sur son père inquiète suffisamment la CIA pour qu'une intervention directe soit envisagée en Grèce,,. Dans le pays même, la figure d'Andréas Papandréou suscite des craintes similaires du côté des conservateurs et d'une bonne partie de l'armée,,. 
Dans ce contexte difficile, un groupe d'officiers de second ordre dirigés par le général de brigade Stylianós Pattakós et les colonels Geórgios Papadópoulos et Nikólaos Makarézos organisent un coup d'État dans la nuit du 20 au 21 avril 1967,. Pris par surprise, Constantin II est informé vers 2 heures du matin que des mouvements de troupes se déroulent à travers la capitale et le palais de Tatoï se retrouve peu après encerclé par des chars d'assaut,. Dans le même temps, le Premier ministre Panagiótis Kanellópoulos est arrêté par les militaires, tout comme nombre de personnalités du pays,,. Le 21 avril à 8 heures, les trois officiers putschistes se rendent à Tatoï pour y rencontrer le souverain et le convaincre d'apporter son soutien au coup d'État. Les échanges sont vifs et Constantin II refuse d'accéder aux demandes des insurgés,. Il accepte néanmoins de se rendre au ministère de la Défense afin d'y discuter de la restauration de l'ordre constitutionnel.
Une fois au ministère, Constantin II obtient de s'entretenir avec le Premier ministre Panagiótis Kanellópoulos, qui l'exhorte à utiliser son statut de commandant en chef de l'armée pour écraser le coup d'État. Craignant un bain de sang, le roi choisit malgré tout de négocier un accord avec les putschistes afin de gagner du temps,,,. Après plusieurs heures de discussion, le souverain obtient des militaires qu'un civil, le procureur Konstantínos Kóllias, soit placé à la tête d'un cabinet dont celui-ci nommerait lui-même les membres. En contrepartie, Constantin II accepte de légitimer la dictature en apparaissant publiquement aux côtés des putschistes et en donnant sa sanction au nouveau gouvernement,,. 
Du côté des chancelleries américaine et britannique, la décision du monarque est jugée positivement, car elle permet aux civils de rester à la tête de l'État. Cependant, ces derniers ne tardent pas à apparaître comme de simples hommes de paille, manipulés par la junte militaire. Pour l'historien Panagiotis Dimitrakis, la décision de Constantin II apparaît donc comme une faute tactique et morale, à un moment où il dispose des moyens d'écraser le coup d'État grâce à ses appuis militaires et diplomatiques. Pour le biographe Nicholas Tantzos, en revanche, le choix du monarque est pragmatique, à un moment où sa vie et celles de sa famille et de ses collaborateurs sont directement menacées. Quoi qu'il en soit, Constantin II explique, plus tard, que le 21 avril 1967 constitue « le pire jour de [sa] vie ».

#### De la cohabitation au contre-coup d'État du 13 décembre 1967
Un mois après l'instauration de la Dictature des colonels, la reine Anne-Marie donne naissance à son deuxième enfant, le diadoque Paul. Lors de son baptême, le petit prince reçoit pour parrain l'Armée grecque. Un tel choix n'est pas exceptionnel puisque plusieurs autres membres de la famille royale (dont Constantin II lui-même) ont également eu les forces armées pour parrain. Cependant, cette décision n'est pas anodine à un moment où la Grèce vit sous le joug des militaires et le choix du couple royal apparaît comme une marque de reconnaissance envers la junte. C'est d'ailleurs ainsi qu'est perçue la cérémonie à l'étranger et aucun membre de la famille de la reine n'est autorisé à assister au baptême du fait de l'opposition de Copenhague à la dictature instaurée à Athènes.

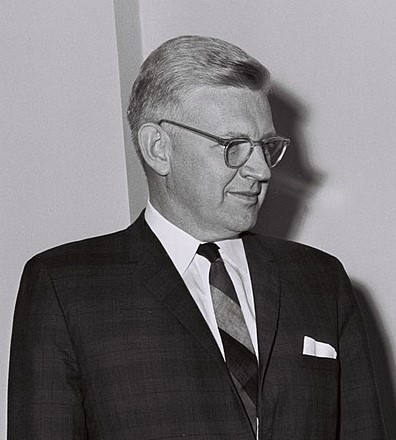
Le diplomate américain Phillips Talbot (1961) refuse de soutenir le roi lors de son contre-coup d'État.

Pourtant, Constantin II n'offre qu'un soutien apparent au régime, qui le place sous surveillance rapprochée durant un mois. Désireux de renverser les colonels avant qu'ils mettent en œuvre leur projet de réforme constitutionnelle, le souverain passe de longues semaines à identifier leurs complices au sein des forces armées et à rechercher des militaires prêts à le soutenir dans son projet de contre-coup d'État,,. Il profite, par ailleurs, d'un voyage privé aux États-Unis à l'occasion de la Coupe de l'America, en septembre 1967, pour s'entretenir avec le président Lyndon Johnson à propos des affaires grecques. Le monarque ressort alors de la Maison-Blanche avec le sentiment que le gouvernement américain approuve et encourage son désir de renverser la dictature,,. 
Pendant ce temps, la situation se tend à nouveau à Chypre, où les colonels voudraient réaliser l'énosis. En novembre 1967, le général Geórgios Grívas, commandant en chef des Chypriotes grecs et fervent partisan du rattachement de l'île au royaume hellène, attaque plusieurs villages peuplés de Chypriotes turcs. Par ses actions, le militaire provoque l'ire de la Turquie, qui mobilise. Après avoir un moment envisagé la guerre contre leur puissant voisin, les colonels sont finalement contraints par la communauté internationale d'abandonner Grívas, qui doit renoncer à ses fonctions dans l'armée chypriote. Encore une fois, la perspective d'étendre le territoire grec s'évanouit, et la junte au pouvoir se retrouve éclaboussée par cet échec,,.
Après plusieurs projets avortés, Constantin II se résout finalement à organiser un contre-coup d'État le 13 décembre 1967. À 8 heures du matin, il informe l'ambassadeur américain Phillips Talbot de son plan, mais ce dernier lui refuse toute assistance. À 10 h 30, le roi et sa famille quittent secrètement Tatoï afin de rejoindre Kavala. Bénéficiant du soutien de la marine et de l'aviation, qui lui sont restées fidèles, le roi cherche à soulever les troupes stationnées à Thessalonique et à la frontière gréco-turque. Il a en effet conscience que les forces armées présentes dans la capitale sont acquises à Geórgios Papadópoulos et qu'il lui est impossible de les retourner sans appui extérieur. Malheureusement pour le monarque, ses soutiens dans l'armée de terre sont arrêtés un à un dans la journée. Refusant de prendre le risque d'une nouvelle guerre civile, Constantin II décide finalement de mettre un terme à son initiative, ce qu'il annonce à la radio le 14 décembre, à 3 heures du matin,,.

#### Roi en exil (1967-1973)
Après l'échec du contre-coup d'État, Constantin II fait le choix de l'exil et prend la direction de l'Italie avec les siens. Le départ du monarque ne se réalise cependant pas sans angoisse, d'autant que l'appareil qui transporte la famille royale possède tout juste assez de carburant pour traverser l'Adriatique,. Surtout, d'après la revue Newsweek, des avions militaires prennent en chasse l'appareil  alors qu'il survole le nord de la Grèce et l'un d'eux sollicite même l'autorisation d'abattre l'avion royal. Quoi qu'il en soit, Constantin II et ses proches arrivent sains et saufs à Rome, où ils s'installent à l'ambassade hellène. De fait, le régime des colonels fait le choix de ne pas abolir la monarchie et une régence est mise en place avec le colonel Geórgios Zoitákis à sa tête. Dans ces conditions, Constantin II continue, pendant plusieurs années, à bénéficier d'une partie de la liste civile.

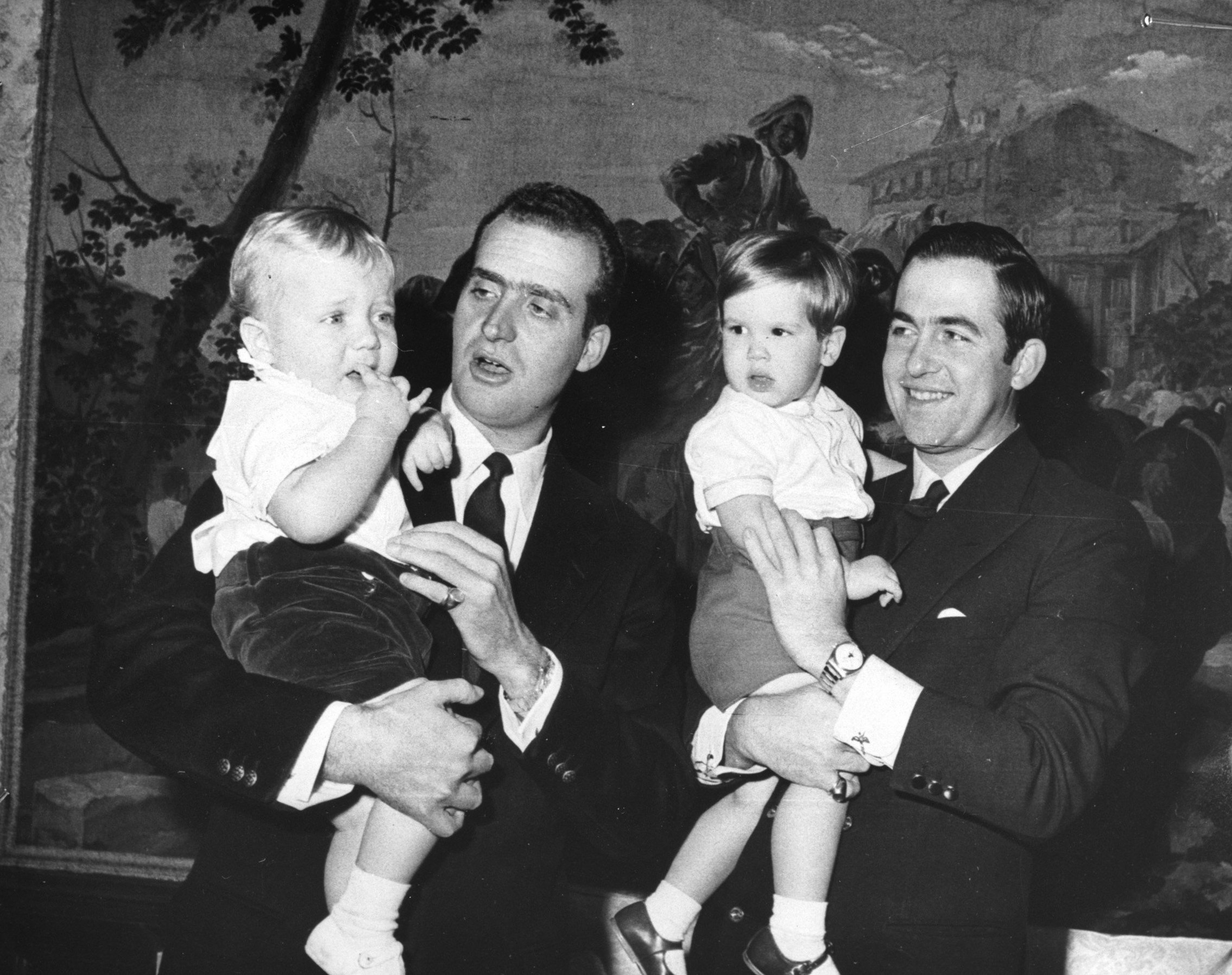
Juan Carlos d'Espagne et Constantin II de Grèce tenant dans leurs bras leurs fils respectifs, Felipe et Paul (1968).

Début 1968, la Dictature des colonels propose au roi et à sa famille de rentrer à Athènes mais Constantin II refuse de revenir en Grèce pour y jouer les monarques fantoches,,. Après quelque temps à l'ambassade, les exilés royaux sont donc contraints de trouver leur propre résidence. D'abord hébergés par le grand-duc Maurice de Hesse, à la villa Polissena, puis par un riche bienfaiteur arménien ayant lui-même connu les affres de l'exil,, ils s'établissent finalement au no 13 de la via di Porta Latina, dans une grande villa appartenant à la comtesse Cristina Paolozzi. C'est dans ce nouvel environnement que naît le prince Nikólaos, le 1er octobre 1969. Leur famille s'agrandissant, le roi et la reine des Hellènes ouvrent alors une petite école dans leur résidence afin d'y éduquer leurs enfants dans la culture grecque.
Tandis qu'à Athènes, la junte militaire renforce sa position avec la mise en place d'une nouvelle Constitution,, Constantin II continue à œuvrer pour revenir au pouvoir. Il établit ainsi des contacts avec nombre d'exilés même si certains, comme Konstantínos Karamanlís, ne se montrent guère empressés de le rencontrer,. Le roi mène, par ailleurs, une diplomatie active, mais ses succès sont là aussi limités. Boudé par les Américains, qui refusent longtemps de le rencontrer, Constantin II cherche à se rapprocher du Royaume-Uni, où il est reçu à plusieurs reprises par la reine Élisabeth II, le Premier ministre Harold Wilson et d'autres personnalités politiques,. Malgré tout, l'attitude des Britanniques vis-à-vis du roi est ambiguë, comme l'illustre l'interdiction faite au prince Charles d'assister au baptême du petit Nikólaos en 1970.
En sa qualité de chef d'État, le roi continue, par ailleurs, à être convié aux cérémonies officielles qui sont organisées à travers le monde. En 1968, le roi se rend ainsi en Grande-Bretagne à l'occasion des funérailles de la duchesse de Kent. Il y retourne l'année suivante pour le vingt-et-unième anniversaire du prince de Galles et les obsèques de la princesse Alice de Battenberg,. La même année, il voyage aussi aux États-Unis pour les funérailles de l'ancien président Dwight Eisenhower. En 1971, il participe aux célébrations du 2 500e anniversaire de la fondation de l'Empire perse,. Enfin, en 1972, il se rend à Copenhague pour les funérailles du roi Frédéric IX, père d'Anne-Marie, et à Madrid pour le baptême du fils aîné du duc et de la duchesse de Cadix. En dépit des apparences, ces séjours à l'étranger ne sont pas sans risque, puisque le roi est victime de deux tentatives d'assassinat à cette période : l'une à Téhéran et l'autre à Londres,.

### L'abolition de la monarchie (1973-1974)

#### Entre déposition et difficultés conjugales
En Grèce, le colonel Geórgios Papadópoulos impose progressivement sa mainmise sur la dictature, écartant un à un ses anciens alliés. Déjà Premier ministre depuis 1967, il devient ainsi régent après avoir démis le colonel Geórgios Zoitákis de ses fonctions en 1972,. Peu de temps après, le portrait du roi est remplacé par un phœnix, symbole de la dictature militaire, sur les pièces de monnaie émises par le pays,. À la même époque, le couple formé par Constantin II et Anne-Marie de Danemark traverse une crise profonde, causée par le tempérament volage du roi des Hellènes,. Désireuse d'affaiblir le monarque, la dictature fait alors circuler des rumeurs sur son divorce imminent et des articles sont bientôt publiés à ce sujet par la presse française (France Dimanche) et grecque (Acropolis, To Víma), obligeant le roi à émettre des démentis.

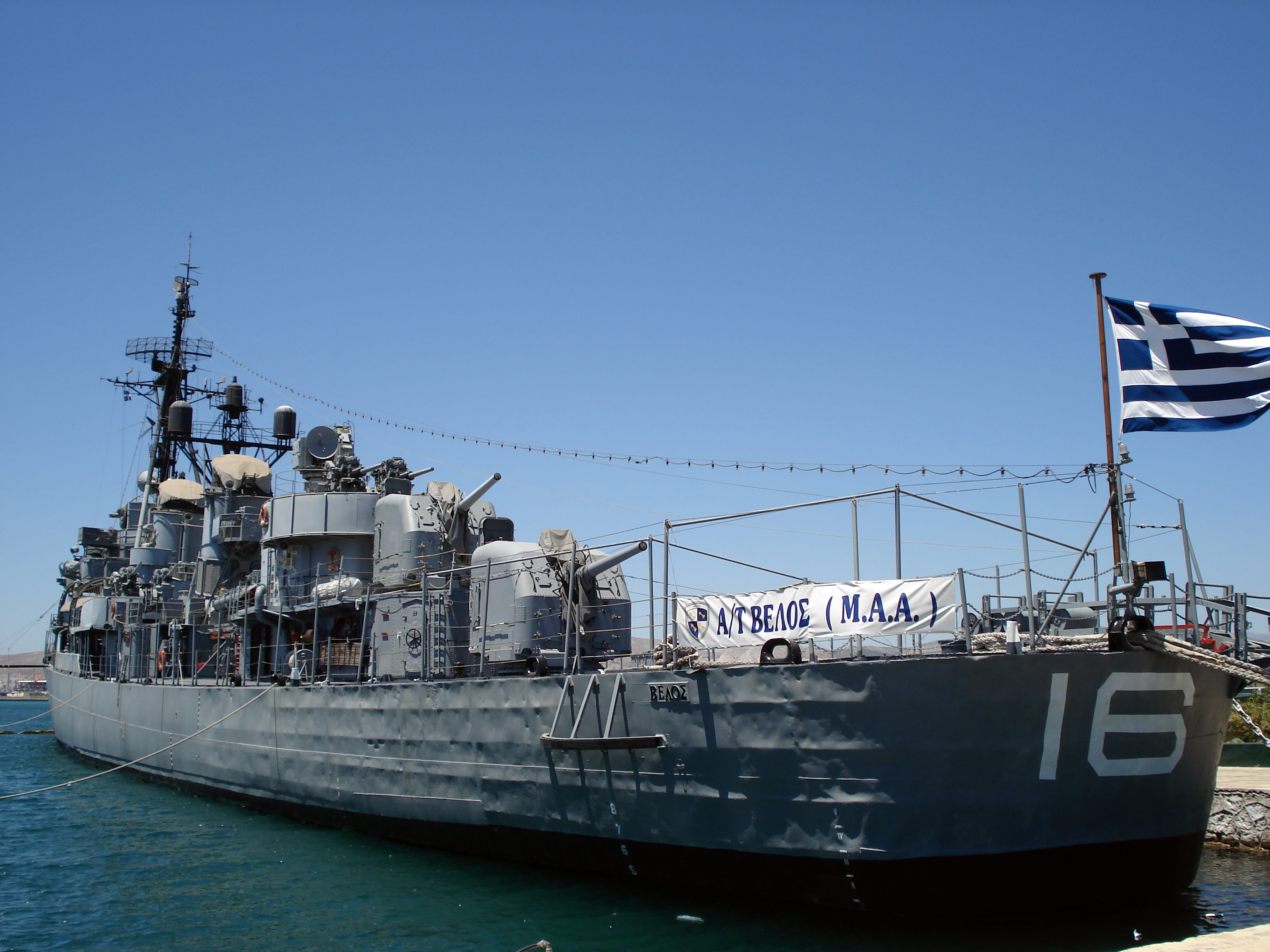
Le, symbole des liens unissant la marine et la couronne grecques (2006).

L'année 1973 voit l'opposition démocratique grandir dans le pays. À partir de février, des manifestations estudiantines éclatent à la faculté de droit. Surtout, en mai, la marine tente de se soulever contre la dictature. Éventé, son projet est rapidement écrasé le 23 mai, mais la défection de l'équipage du Velos, deux jours plus tard, ternit durablement l'image du régime,. Convaincu que Constantin II est à l'initiative du complot, le colonel Geórgios Papadópoulos proclame l'abolition de la monarchie le 1er juin 1973,. Un référendum est ensuite organisé, le 29 juillet, pour confirmer sa décision. Autorisé à diffuser un message à son peuple, le roi des Hellènes n'est pas entendu et 78,6 % des votants se déclarent en faveur de la République,. En dépit de ces résultats, l'opposition à la dictature continue à se développer dans le pays. Le 14 novembre 1973, les étudiants de l'Université polytechnique se soulèvent, mais leur mouvement est écrasé dans le sang dans la nuit du 16 au 17 novembre,,.
Face à ces événements dramatiques, Constantin II tergiverse. Surpris par la mutinerie du commandant du Velos et de ses hommes, le roi hésite pendant deux jours à se rendre à Fiumicino pour les accueillir, ce qu'il ne fait finalement pas. De la même façon, après les violences à l'Université polytechnique, le roi envisage de publier une condamnation officielle, mais s'abstient finalement : Konstantínos Karamanlís l'a en effet convaincu que des éléments communistes sont sans doute à l'origine du soulèvement et qu'il ne vaut donc mieux pas y apporter de soutien. Le roi perd ainsi une autre chance d'apparaître comme un véritable opposant à la dictature.

#### De la chute du colonel Papadópoulos à la partition de Chypre

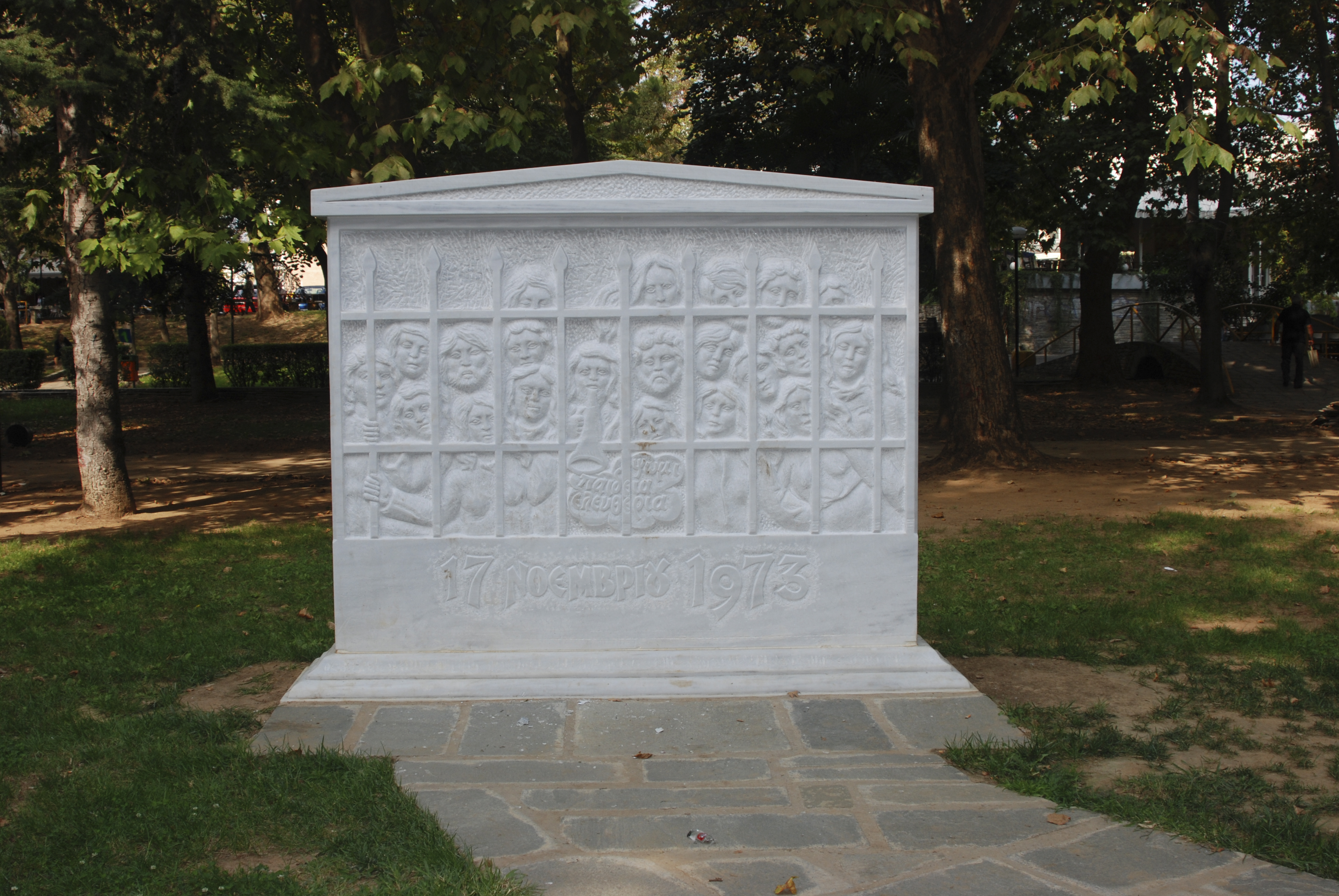
Monument commémoratif en hommage aux victimes de la répression du 17 novembre 1973.

Convaincu de sa puissance après l'écrasement des étudiants de l'Université polytechnique, le colonel Geórgios Papadópoulos est pourtant renversé par le général de brigade Dimítrios Ioannídis le 25 novembre 1973. Un nouveau gouvernement se met alors en place, avec Phaídon Gizíkis comme président de la République, mais la Dictature des colonels reste en place,. Quelques mois avant ces événements, Constantin II et ses proches quittent l'Italie pour s'installer au Danemark. Victime de difficultés financières après le retrait de la liste civile, l'ancienne famille royale est accueillie pendant environ un an par la reine Margrethe II, à Amalienborg. En 1974, le monarque et ses proches s'installent finalement au Royaume-Uni, d'abord à Chobham, dans le Surrey, puis à Hampstead, dans la banlieue de Londres. L'ancien roi reprend alors des cours de droit, d'économie, de relations internationales et de sciences politiques à l'Université de Cambridge.
Pendant ce temps, à Athènes, les nouveaux maîtres du régime mettent en œuvre une politique farouchement nationaliste. Désireux de réaliser enfin l'énosis, les militaires fomentent un coup d'État contre monseigneur Makários III, le 15 juillet 1974,,. Réalisant que le complot vise en fait à unir Chypre à la Grèce, Ankara déclenche alors une opération militaire de grande envergure. Le 20 juillet, l'armée turque envahit ainsi le nord de l'île. Prises par surprise, les forces grecques n'interviennent pas, sachant leur défaite assurée,. Une fois la signature d'un cessez-le-feu obtenue, le 23 juillet, le président Phaídon Gizíkis n'a d'autre choix que de former un gouvernement d'union nationale. Il demande alors à Konstantínos Karamanlís de rentrer à Athènes pour prendre la tête du cabinet et ce dernier accepte, après en avoir informé l'ex-roi : c'est le début de la transition démocratique,,. Cependant, à Chypre, les violences se poursuivent et des milliers de personnes sont déplacées. Le 14 août, une seconde offensive turque est lancée sur l'île, dont le tiers nord passe bientôt sous le contrôle direct de la Turquie,.

#### La Metapolítefsi et la confirmation de la République

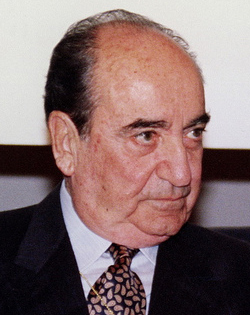
En 1988, Konstantínos Mitsotákis émet des doutes sur l'organisation du référendum de 1974.

Le 1er août 1974, Konstantínos Karamanlís rétablit la Constitution (monarchique) de 1952, et convoque, peu de temps après, de nouvelles élections. Cependant, la présidence de Phaídon Gizíkis est maintenue et Constantin II n'est pas invité à rentrer en Grèce. Mécontent de cette situation, l'ex-roi envisage de revenir dans son pays sans en être autorisé par le gouvernement, mais il est finalement persuadé de n'en rien faire par le Premier ministre britannique Harold Wilson. Le 17 novembre, Karamanlís remporte une majorité confortable lors des élections législatives,. 
Quelques semaines plus tard, le 8 décembre, un nouveau référendum institutionnel est organisé pour déterminer la forme du futur régime. Sans réel soutien de la classe politique, qui s'abstient de donner des consignes de vote à ses électeurs, Constantin II n'est pas autorisé à faire campagne dans son pays et doit se contenter d'allocutions télévisées enregistrées depuis la Grande-Bretagne. Finalement, seuls 30,8 % des votants (principalement concentrés dans le Péloponnèse, resté très monarchiste) se prononcent en faveur de la restauration,. Pour l'historien Richard Clogg, ce référendum est sans doute la plus juste des six consultations populaires qui se sont déroulées au XXe siècle pour décider du régime qui dirigerait la Grèce. Cela n'empêche cependant pas Konstantínos Mitsotákis, le successeur de Karamanlís à la tête de la Nouvelle Démocratie, de questionner publiquement, en 1988, les conditions dans lesquelles les Grecs se sont exprimés en 1974,.
La monarchie abolie, Karamanlís interdit à l'ex-roi et à sa famille de rentrer en Grèce en tant que simples citoyens. Tandis qu'une nouvelle Constitution est rédigée,, une série de procès est organisée pour juger les responsables de la junte militaire et leurs principaux soutiens,. Dans ce contexte électrique, les services secrets grecs sont sur le qui-vive car ils craignent une nouvelle tentative de putsch militaire, et la découverte du « coup d'État des pyjamas », en février 1975, semble leur donner raison,. Cependant, les partisans de la junte ne sont pas les seuls à inquiéter les autorités de la Troisième République hellénique. Constantin II est, lui-aussi, suspecté de vouloir reprendre le pouvoir par la force, et son nom est associé à au moins un complot. L'historien Panagiotis Dimitrakis, qui n'est pas un partisan de l'ancien monarque, émet des doutes sur la responsabilité réelle de Constantin II dans ces affaires, mais pointe son incapacité à contrôler ses partisans les plus radicaux. Le journal I Kathimeriní considère, quant à lui, que l'ancien roi est directement impliqué dans le complot contre Karamanlís.
Tandis que les perspectives de restauration s'éloignent de plus en plus à Athènes, les choses en vont tout autrement à Madrid. Après la mort du général Franco, l'infant Juan Carlos est proclamé roi et Sophie, la sœur aînée de Constantin II, monte sur le trône avec son époux le 22 novembre 1975. C'est le début d'une transition démocratique qui transforme l'Espagne en monarchie parlementaire,.

### Un prétendant en exil (1974-2002)

#### Vie familiale

Constantin II et Anne-Marie en compagnie de leurs deux plus jeunes enfants, Théodora et Phílippos (1986).

Après avoir vécu une période d'éloignement au début des années 1970,, Constantin II et Anne-Marie de Danemark se réconcilient et prennent la décision d'agrandir leur famille. Cependant, l'ex-reine des Hellènes subit une nouvelle fausse couche en février 1980 et elle apparaît encore très affectée par cet événement au moment du baptême du prince Pierre de Yougoslavie, qui se déroule quelques mois plus tard. En juin 1983, Anne-Marie donne finalement naissance à la princesse Théodora, bientôt suivie du prince Phílippos en avril 1986,. Trois ans plus tard, les anciens souverains célèbrent leurs noces d'argent dans le faste, au Danemark,. 
De fait, après leur déposition, Constantin et Anne-Marie bénéficient de l'aide et de la protection des familles souveraines de Danemark, d'Espagne, de Grande-Bretagne, de Suède et de Norvège, auxquelles ils sont étroitement apparentés,. Ils reçoivent également le soutien financier du roi Hussein de Jordanie et du chah d'Iran Mohammad Reza Pahlavi, dont l'ancien roi des Hellènes est un ami proche. Dans ces conditions, l'ex-couple royal continue à être invité à tous les moments forts de la vie du gotha et passe de longs séjours à Copenhague et à Madrid, où il gagne une réputation d'hôte exigeant.
Les portes de leur pays leur restant résolument fermées, Constantin et Anne-Marie créent, en 1980, le collège hellénique de Londres afin de fournir à leurs enfants une éducation de qualité dans la langue de leurs compatriotes,,. Une fois leur scolarité secondaire complétée, le diadoque Paul et son frère Nikólaos suivent une formation militaire au Royaume-Uni avant de partir aux États-Unis pour y continuer leurs études. De son côté, la princesse Alexia effectue sa formation universitaire en Angleterre, où elle devient enseignante.

#### Des relations tendues avec la République hellénique

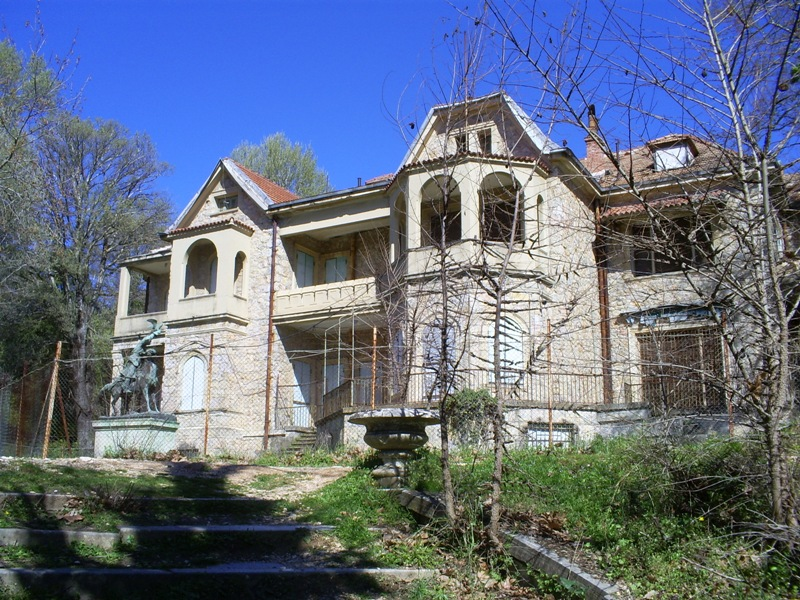
Le palais de Tatoï (2002).

Le 6 février 1981, Frederika de Hanovre meurt à Madrid au cours d'une opération des paupières,. Consciente de sa propre impopularité et désireuse d'en préserver son fils alors que sa situation politique était précaire, la reine douairière était partie vivre en Inde avec la princesse Irène entre 1969 et 1974,. Elle s'était ensuite installée en Espagne à partir de 1978 mais se rendait fréquemment à Londres pour y retrouver Constantin II et les siens. La disparition de sa mère conduit l'ex-roi à solliciter l'autorisation du gouvernement grec d'inhumer sa dépouille à Tatoï, mais ce dernier renâcle,. L'intervention du gouvernement espagnol permet finalement d'enterrer Frederika auprès de Paul Ier, mais Constantin II, son épouse et leurs enfants ne sont autorisés à rentrer en Grèce que pour quelques heures. En dépit du refus des autorités hellènes de permettre aux citoyens grecs d'assister aux funérailles, une foule nourrie se réunit autour du palais royal,, obligeant l'ancien souverain à appeler ses fidèles au calme. Face au désordre, l'opposition s'émeut et le gouvernement en est réduit à se justifier d'avoir donné son accord aux obsèques.
Quelques mois après ces événements, une autre cérémonie royale provoque des frictions entre l'ex-roi et la République hellénique. Président depuis peu, Konstantínos Karamanlís fait en effet connaître son refus d'assister au mariage du prince Charles et de lady Diana Spencer car Constantin II a été invité aux noces avec le titre de « roi des Hellènes », ce qui est jugé insultant par la République,. De la même façon, lors des Jeux olympiques d'été de 1984, la présentation de l'ancien monarque par un commentateur sous le nom de « roi Constantin » donne lieu à une protestation officielle de la part du gouvernement grec. En 1989-1990, la République hellénique traverse une grave crise, du fait de l'implication de plusieurs personnalités, parmi lesquelles le chef du PASOK Andréas Papandréou, dans un important scandale politico-financier,. Dans ce contexte difficile, Constantin II donne une interview au New York Times dans laquelle il se pose en alternative au régime corrompu (7 décembre 1989). Cette intervention, et les vœux de l'ex-roi en janvier 1990, déclenchent un tollé en Grèce, où la gauche accuse l'ancien monarque de vouloir déstabiliser le pays,.

#### Une réconciliation manquée
Depuis 1973 et la proclamation de la République par Geórgios Papadópoulos, les biens de l'ancienne famille royale sont placés sous séquestre, interdisant ainsi à Constantin II et à ses proches d'en disposer. En 1991, cependant, le gouvernement Mitsotákis permet à l'ancien souverain de récupérer 68 tonnes d'objets personnels, qui sont alors envoyées au Royaume-Uni,,. Le réchauffement des relations entre l'ex-roi et les autorités grecques se poursuit en 1992, quand le gouvernement propose à l'ex-roi un accord concernant ses propriétés, qui reste finalement lettre morte,. Enfin, en 1993, Konstantínos Mitsotákis autorise les membres de l'ancienne dynastie à visiter la Grèce en août. L'attitude équivoque de Constantin II, qui profite de ce séjour familial pour aller à la rencontre de députés et de militaires grecs, aboutit néanmoins à l'expulsion du petit groupe après deux semaines de voyage en yacht,.

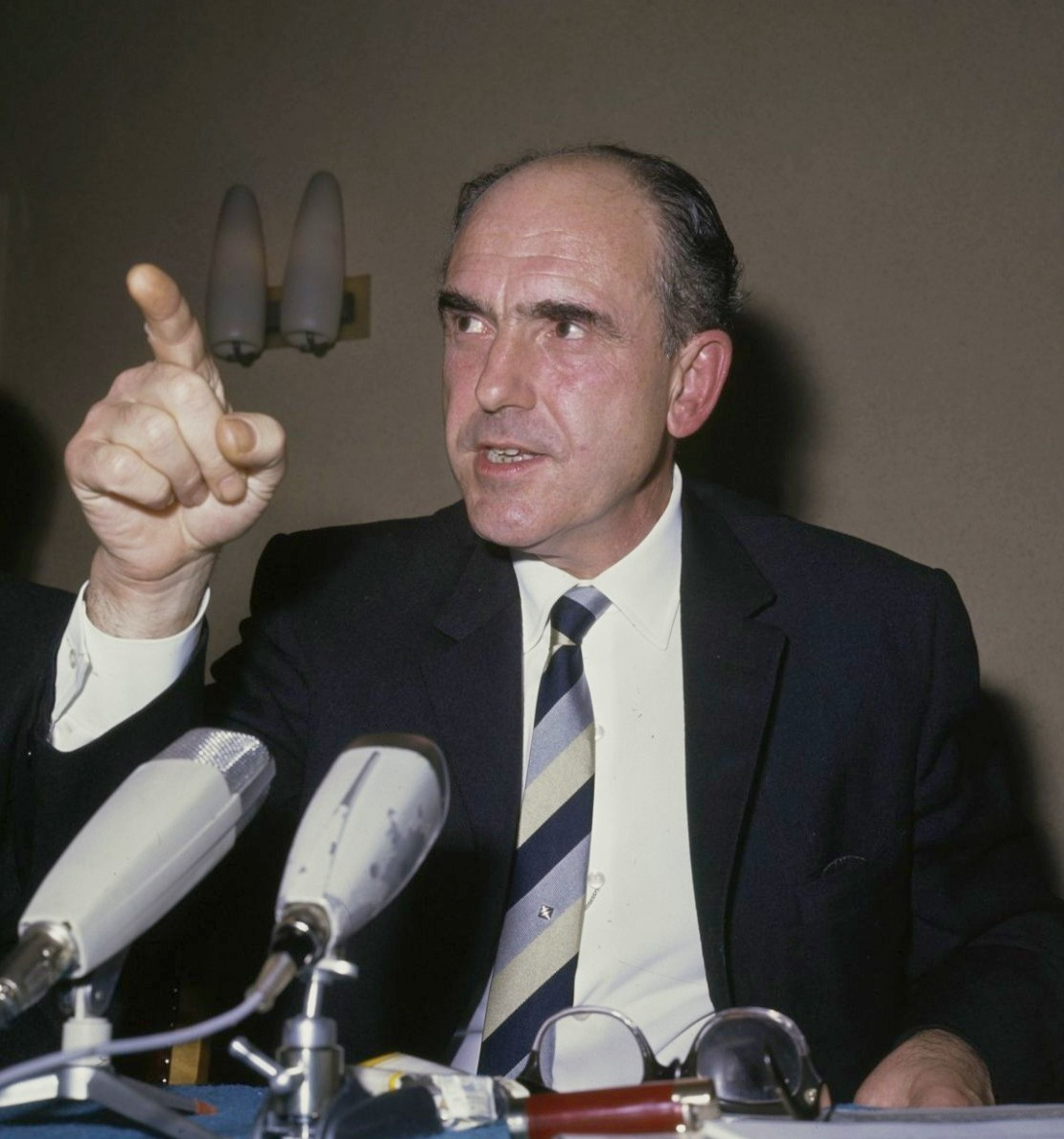
Le Premier ministre Andréas Papandréou (1968), ennemi de l'ancienne famille royale.

À la suite de cet événement, la République hellénique reprend ses distances avec Constantin II. De retour au pouvoir, Andréas Papandréou fait voter, en 1994, une loi confisquant les biens de l'ancienne famille royale, sous le prétexte qu'ils appartiennent au patrimoine national. Le Premier ministre retire, par ailleurs, à l'ex-souverain et à ses proches leur nationalité grecque, sauf à renoncer publiquement à leurs droits dynastiques. Effaré par ce qu'il considère comme une injustice, Constantin II se tourne alors vers les tribunaux de son pays. En avril 1996, la Cour de cassation lui donne raison en considérant que la confiscation des biens de l'ancienne dynastie est contraire à la Constitution. Cependant, le Conseil d'État passe outre en décrétant, quelque temps après, que la mesure prise par le gouvernement est conforme à la loi fondamentale. Dans ces conditions, une cour suprême spéciale est réunie à Athènes en juillet 1997 et sa décision est défavorable à l'ex-roi. 
Finalement, Constantin II, sa sœur Irène et leur tante Catherine portent plainte pour discrimination devant la Cour européenne des droits de l'homme, à Strasbourg. En novembre 2002, le tribunal européen leur donne raison et oblige la Grèce à les indemniser,. Après de nouvelles péripéties (Athènes réclamant à l'ancien roi le remboursement de 50 millions d'euros d'arriérés d'impôts sur les biens qui avaient été mis sous séquestre), Constantin II reçoit 12 millions d'euros d'indemnité, sa sœur 900 000 euros et leur tante 300 000 euros, mais la confiscation des domaines royaux est confirmée. Avec la somme qu'il touche, l'ex-monarque crée, en 2003, la fondation Anne-Marie, dont le but officiel est de mener à bien des projets sociaux et culturels en Grèce. L'ancienne famille royale reste, par contre, privée de sa nationalité grecque, ce qui conduit l'ex-roi et ses proches à demander à la reine Margrethe II un passeport diplomatique danois.
En 1995, le mariage du diadoque Paul avec la richissime héritière américaine Marie-Chantal Miller est l'occasion d'un nouveau bras de fer entre l'ancienne dynastie et le gouvernement d'Andréas Papandréou. Les autorités hellènes accusent en effet Constantin II et les siens de remettre en cause la validité du référendum de 1974 en faisant de l'union du diadoque un véritable mariage princier,. Cela n'empêche pas quarante-neuf chaînes de télévision du monde entier (dont plusieurs grecques) de retransmettre les épousailles.

### Un progressif retour en Grèce

#### Un prétendant très occupé
Tout au long de ses années d'exil londonien, Constantin II maintient des activités politiques depuis son bureau de l'hôtel Claridge's. Chaque jour, il y rencontre des personnalités grecques et étrangères et répond aux nombreux courriers que ses fidèles lui adressent,. Depuis 1966, il préside en outre l'association Round Square, qui fédère les écoles qui continuent à suivre les préceptes éducatifs de Kurt Hahn. L'ancien souverain se montre par ailleurs actif dans le domaine du sport. Membre, puis membre honoraire, du Comité international olympique,, il participe à l'organisation des Jeux de Barcelone de 1992 avec son beau-frère le roi Juan Carlos Ier et milite, ensuite, pour faire venir les Jeux à Athènes. À partir de 1994, Constantin II est par ailleurs co-président honoraire de la Fédération mondiale de voile, avec son cousin le roi Harald V de Norvège,.
En 2003, Constantin II et Anne-Marie effectuent un voyage surprise en Grèce, sans que cela débouche sur une autre crise avec le gouvernement,. L'année suivante, l'ex-roi revient dans son pays à l'occasion des Jeux olympiques d'Athènes. Quelques mois plus tard, le 24 décembre, l'ex-monarque et sa famille sont reçus au palais présidentiel d'Athènes (autrement dit à l'ancien palais royal), où ils sont invités par le président Konstantínos Stefanópoulos. Malgré cette normalisation apparente, de nouvelles tensions apparaissent, en 2006, entre l'État grec et l'ancienne dynastie lorsque Constantin II met en vente chez Christie's une partie des collections de sa famille. Le gouvernement considère, en effet, que les objets mis aux enchères appartiennent au patrimoine national hellène et que l'ex-roi se les est appropriés de manière frauduleuse. Cela n'empêche cependant pas la vente de se dérouler et de rapporter 14,2 millions d'euros à Constantin II.
En 2009, l'ancien monarque est opéré du cœur au Wellington Hospital de Londres. Un an plus tard, son deuxième fils, le prince Nikólaos, se marie à une Suisso-Vénézuélienne du nom de Tatiana Blatnik. Signe que les relations entre l'ex-famille royale et la République se sont apaisées, la cérémonie est célébrée sur l'île de Spetsès sans que les autorités s'en offusquent,. Dans les années qui suivent les épousailles, la princesse Théodora devient actrice aux États-Unis tandis que le prince Phílippos entame une carrière dans la finance à New York. De son côté, la princesse Alexia, qui a épousé l'architecte Carlos Morales Quintana en 1999, s'est installée en Espagne, où elle élève ses enfants. Enfin, le diadoque Paul a établi sa résidence à Londres, où il seconde son père.

#### Installation en Grèce

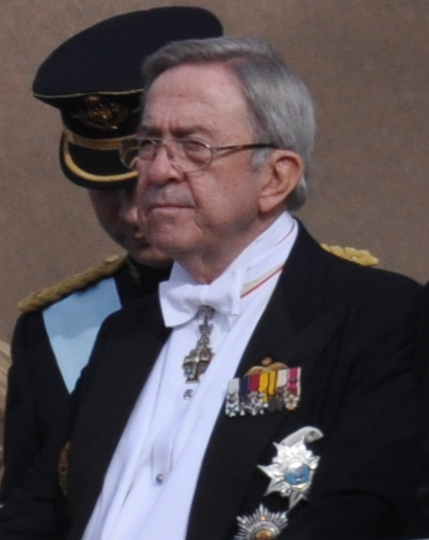
Constantin II en 2010.

En 2013, Constantin II et Anne-Marie prennent la décision de revenir vivre définitivement en Grèce, où Nikólaos et son épouse se sont installés quelques mois auparavant,. Ils vendent alors leur magnifique demeure située à Hampstead et en acquièrent une autre à Porto Heli, réalisant par la même une belle opération financière. De fait, la crise économique que traverse alors la Grèce y a fait chuter les cours de l'immobilier, qui sont au contraire à un niveau très élevé en Grande-Bretagne,. En 2014, l'ancien couple royal fête ses noces d'or à Athènes, en compagnie de nombreuses personnalités du gotha,,. En 2022, Constantin II et Anne-Marie vendent leur résidence de Porto Heli pour s'installer dans la capitale grecque, sur l'avenue Vasilíssis Sofías (nommée d'après Sophie de Prusse, épouse du roi Constantin Ier et grand-mère de Constantin II), à proximité des bâtiments gouvernementaux et des établissements hospitaliers dans le quartier chic de Kolonáki.

#### Une personnalité restée clivante
Selon une enquête publiée le 22 avril 2007 par le journal To Víma et menée par Kapa Research SA, seuls 11,6 % des Grecs soutiennent encore, à cette date, l'idée d'une monarchie parlementaire. Ainsi, comme l'indique la journaliste belge Régine Salens sur le site monarchiste Noblesse & Royauté, en 2015 : « […] les membres de la famille royale [de Grèce] ne jouissent […] pas de la popularité qu'un prince Alexandre […] peut avoir actuellement en Serbie ou d'une reconnaissance d'un statut particulier comme le roi Michel de Roumanie et sa famille. Soucieux […] du meilleur pour sa patrie, Constantin de Grèce reste malgré tout très en marge, vivant sa vie paisiblement et ne s'investissant que par le biais de sa fondation Anna Maria […], ce qui fait que […] le sentiment monarchiste soit extrêmement limité ». 
En dépit du soutien qu'il a publiquement affiché au Premier ministre Aléxis Tsípras durant la crise de la dette publique,, l'ancien souverain reste une personnalité décriée à gauche. Le journal Efimerida ton Syntakton a ainsi qualifié la publication des mémoires de Constantin II, en 2015, de « simple tentative de blanchiment ». Un point, en particulier, continue à cristalliser l'opposition à l'ancien souverain : celui de son identité et de sa grécité. Issu de la maison de Glücksbourg, qui a autrefois régné sur les duchés de Schleswig, de Holstein, de Sonderbourg et de Glücksbourg, Constantin II considère qu'il n'a pas à proprement parler de nom. Il a d'ailleurs reçu, en cela, le soutien du gouvernement danois, qui a confirmé publiquement, en 1983, que les membres de la famille royale de Danemark (à laquelle appartiennent les princes de Grèce) ne portent pas le nom de Glücksbourg, ni aucun autre patronyme. Cela n'empêche pas les opposants à l'ancien souverain de continuer à l'appeler « Monsieur Glücksbourg » (Γλύξμπουργκ en grec), dans le but de souligner ses origines étrangères,,.

### Problèmes de santé et mort
Les années passant, la santé de l'ancien souverain décline et il commence à souffrir de problèmes de mobilité,. Victime d'un accident vasculaire cérébral en 2018, il effectue après cette date des séjours fréquents à l'hôpital. En juin 2020, Constantin II fête ses 80 ans dans une relative intimité, du fait de la pandémie de Covid-19,,. Il se rend néanmoins à Saint-Moritz, en décembre suivant, pour assister au mariage civil de son fils Phílippos avec la Suissesse Nina Flohr, avant d'apparaître à Athènes en octobre 2021, à l'occasion de leur mariage religieux. En janvier 2022, l'ancien roi est brièvement hospitalisé après avoir contracté la Covid-19,.
Le 6 janvier 2023, le journal grec I Kathimeriní annonce que Constantin II est hospitalisé en unité de soins intensifs à la suite d'un accident cardio-vasculaire. Les cinq enfants du roi ainsi que ses sœurs, la reine Sophie et la princesse Irène, font le déplacement le jour même pour être à son chevet. Selon l'ERT, l'ancien monarque est en réanimation depuis plusieurs jours à l'hôpital privé Hygeia (el), à Athènes. Le roi Constantin II meurt finalement d'une attaque cérébrale le 10 janvier 2023, à l'âge de 82 ans. Dans les heures qui suivent l'annonce de son décès, le gouvernement grec s'oppose à l'organisation de funérailles d'État et annonce que l'ancien roi sera enterré comme un « citoyen privé »,. La cour royale de Danemark, nation dont Constantin II était prince, fait quant à elle mettre le drapeau en berne sur sa résidence d'Amalienborg le 11 janvier.

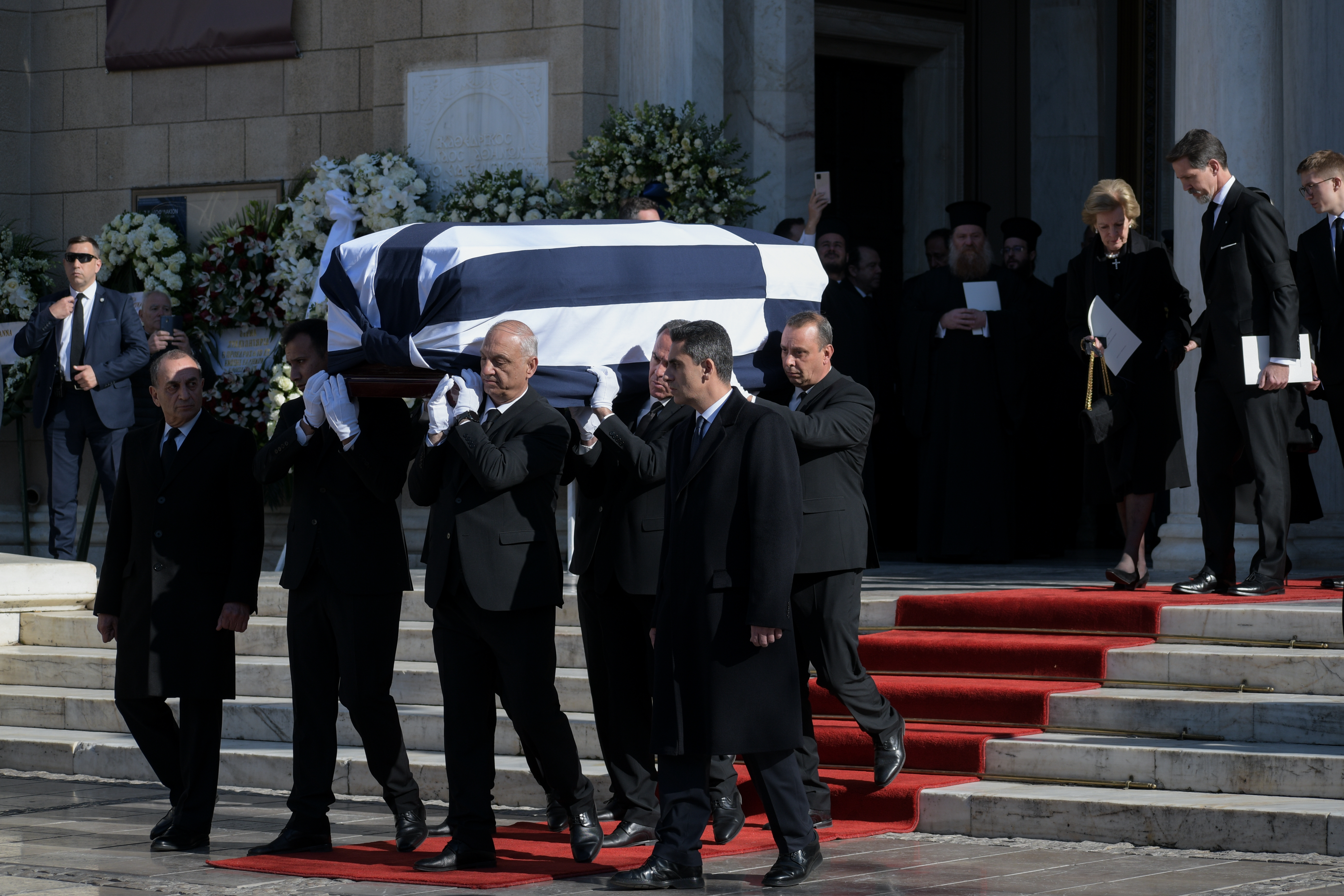
Sortie du cercueil de Constantin II après ses funérailles (2023).

Les funérailles de Constantin II se déroulent le 16 janvier 2023 à la cathédrale métropolitaine d'Athènes, en présence de plusieurs têtes couronnées et personnalités du gotha, parmi lesquelles le roi Felipe VI, la reine Letizia, le roi émérite Juan Carlos Ier et la reine émérite Sophie d'Espagne, le roi Charles XVI Gustave et la reine Silvia de Suède, le prince Albert II de Monaco, la reine Margrethe II, le prince héritier Frederik, le prince Joachim et la princesse Benedikte de Danemark, le grand-duc Henri de Luxembourg, le roi Philippe et la reine Mathilde de Belgique, le roi Willem-Alexander, la reine Máxima et la princesse Beatrix des Pays-Bas, le prince héritier Haakon et la princesse héritière Mette-Marit de Norvège ou la princesse Anne du Royaume-Uni,. Au total, dix-sept délégations royales et princières assistent aux funérailles, obligeant finalement les autorités grecques à déployer un vaste dispositif de sécurité dans la capitale.
Constantin II est ensuite inhumé dans les jardins du palais de Tatoï, aux côtés des autres membres de la dynastie hellène. Son fils aîné, le diadoque Paul, lui succède comme chef de l'ancienne famille royale et comme prétendant au trône de Grèce.
Le 27 février 2024, un an après la mort de Constantin II, un office religieux commémoratif est célébré en sa mémoire en la chapelle Saint-Georges de Windsor, en présence de sa veuve et de la plupart de ses descendants, ainsi que de membres de trois maisons royales, notamment la reine Camilla, le roi Felipe VI, la reine Letizia, le roi émérite Juan Carlos Ier, la reine émérite Sophie d'Espagne, la princesse Benedikte de Danemark et la princesse Irène de Grèce.

## Dans la culture populaire

### Documentaires
La vie de Constantin II est au centre de plusieurs documentaires :
- (en) Once a King de Selina Scott (1993)[331] ;
- (en) Constantine: A King's Story de James Castle (2004)[332] ;
- (en) King Without a Country d'Elizabeth Filippouli (2007)[333].

### Fiction et docufiction
À la télévision, le rôle de Constantin II est interprété par différents acteurs :
- Robert Ashby dans l'épisode « How Do You Solve a Problem Like Camilla? » du docufiction britannique The Queen (2009)[334] ;
- Yon González dans le téléfilm espagnol Sofía (2011)[335] ;
- Edvard Rossland dans la série télévisée norvégienne La Roturière (2025)[336].

### Bande dessinée
L'auteur de bande dessinée argentin Quino fait allusion à la déposition de Constantin II par les colonels dans le tome 12 de Mafalda, intitulé Il était une fois Mafalda,.

### Numismatique

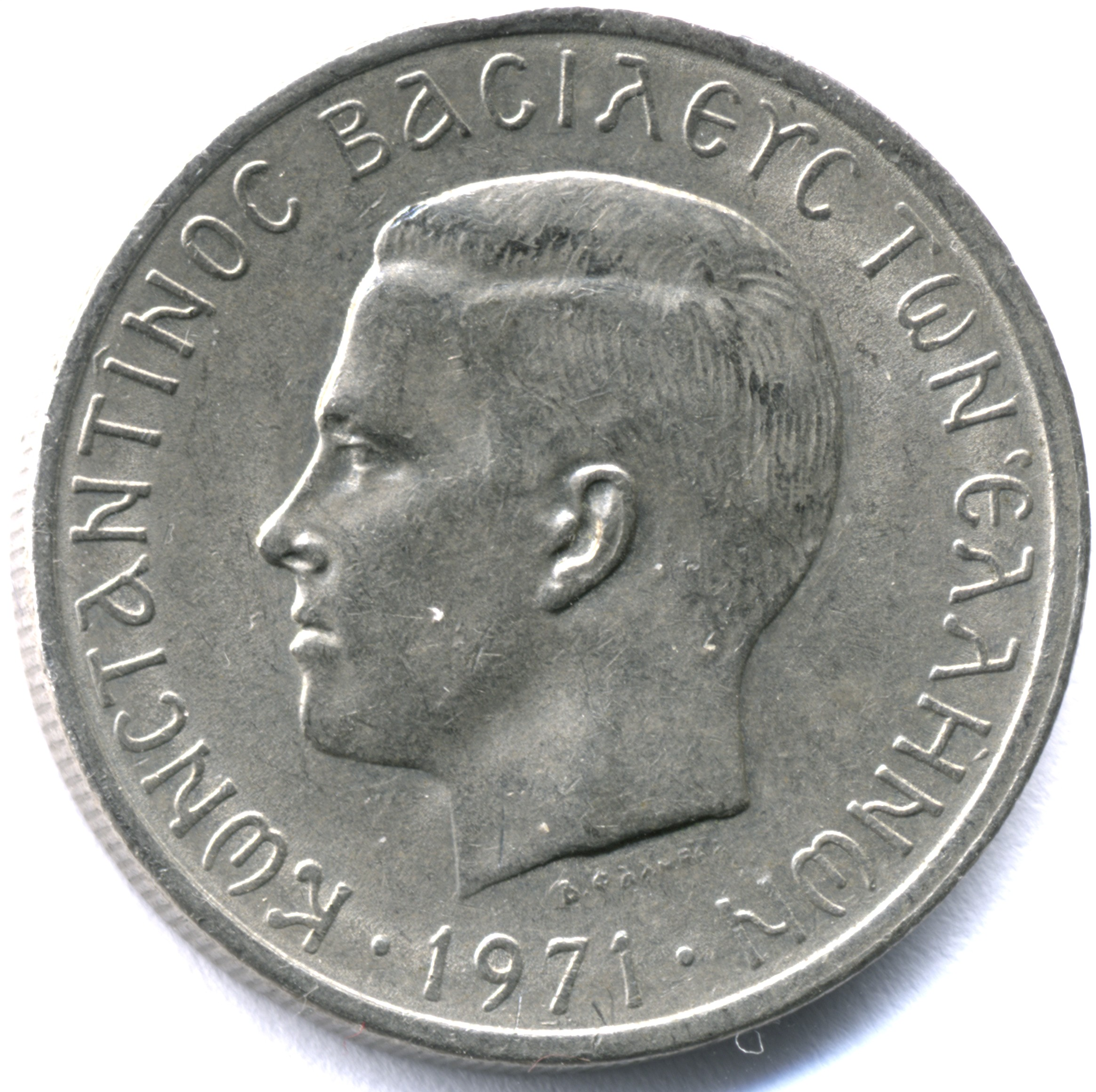
Pièce de deux drachmes à l'effigie de Constantin II (1971).

Plusieurs pièces de monnaie à l'effigie de Constantin II ont été émises par l'État grec entre 1966 et 1971. Parmi celles-ci, on peut citer une pièce commémorative de 30 drachmes montrant le roi avec Anne-Marie de Danemark et frappée à l'occasion de leur mariage, en 1964.

### Philatélie
La poste grecque a émis différents timbres à l'effigie de Constantin. Diadoque, il apparaît sur plusieurs séries de timbres d'usage courant ou commémoratifs :
- L'une le représente en compagnie de ses parents (1956) ;
- Une autre le montre seul (1956) ;
- Une troisième le représente en uniforme scout à l'occasion des cinquante ans du mouvement en Grèce (1960) ;
- Une quatrième montre le prince après sa victoire aux Jeux olympiques (1961) ;
- Une dernière le représente à nouveau en uniforme scout à l'occasion du XIe Jamboree mondial (1963)[340].

Roi, il apparaît sur de nouvelles séries de timbres commémoratifs :
- L'une le représente avec son épouse au moment de leur mariage (1964) ;
- Une autre représente le couple royal avec la princesse Alexia peu après la naissance de celle-ci (1966)[340].

## Arbres généalogiques

### Quartiers deConstantinII
|  |                                                                      |  |  |  |  |  |  |  |  |  |  |  |  |  |  |  |
|  | 16. Christian IX de Danemark                                         |  |  |  |  |  |  |  |  |  |  |  |  |  |  |  |
|  |                                                                      |  |  |  |  |  |  |  |  |  |  |  |  |  |  |  |
|  |                                                                      |  |  |  |  |  |  |  |  |  |  |  |  |  |  |  |
|  | 8. Georges Ier de Grèce                                              |  |  |  |  |  |  |  |  |  |  |  |  |  |  |  |
|  |                                                                      |  |  |  |  |  |  |  |  |  |  |  |  |  |  |  |
|  |                                                                      |  |  |  |  |  |  |  |  |  |  |  |  |  |  |  |
|  | 17. Louise de Hesse-Cassel                                           |  |  |  |  |  |  |  |  |  |  |  |  |  |  |  |
|  |                                                                      |  |  |  |  |  |  |  |  |  |  |  |  |  |  |  |
|  |                                                                      |  |  |  |  |  |  |  |  |  |  |  |  |  |  |  |
|  | 4. Constantin Ier de Grèce                                           |  |  |  |  |  |  |  |  |  |  |  |  |  |  |  |
|  |                                                                      |  |  |  |  |  |  |  |  |  |  |  |  |  |  |  |
|  |                                                                      |  |  |  |  |  |  |  |  |  |  |  |  |  |  |  |
|  | 18. Constantin Nikolaïevitch de Russie                               |  |  |  |  |  |  |  |  |  |  |  |  |  |  |  |
|  |                                                                      |  |  |  |  |  |  |  |  |  |  |  |  |  |  |  |
|  |                                                                      |  |  |  |  |  |  |  |  |  |  |  |  |  |  |  |
|  | 9. Olga Constantinovna de Russie                                     |  |  |  |  |  |  |  |  |  |  |  |  |  |  |  |
|  |                                                                      |  |  |  |  |  |  |  |  |  |  |  |  |  |  |  |
|  |                                                                      |  |  |  |  |  |  |  |  |  |  |  |  |  |  |  |
|  | 19. Alexandra de Saxe-Altenbourg                                     |  |  |  |  |  |  |  |  |  |  |  |  |  |  |  |
|  |                                                                      |  |  |  |  |  |  |  |  |  |  |  |  |  |  |  |
|  |                                                                      |  |  |  |  |  |  |  |  |  |  |  |  |  |  |  |
|  | 2. Paul Ier de Grèce                                                 |  |  |  |  |  |  |  |  |  |  |  |  |  |  |  |
|  |                                                                      |  |  |  |  |  |  |  |  |  |  |  |  |  |  |  |
|  |                                                                      |  |  |  |  |  |  |  |  |  |  |  |  |  |  |  |
|  | 20. Guillaume Ier d'Allemagne                                        |  |  |  |  |  |  |  |  |  |  |  |  |  |  |  |
|  |                                                                      |  |  |  |  |  |  |  |  |  |  |  |  |  |  |  |
|  |                                                                      |  |  |  |  |  |  |  |  |  |  |  |  |  |  |  |
|  | 10. Frédéric III d'Allemagne                                         |  |  |  |  |  |  |  |  |  |  |  |  |  |  |  |
|  |                                                                      |  |  |  |  |  |  |  |  |  |  |  |  |  |  |  |
|  |                                                                      |  |  |  |  |  |  |  |  |  |  |  |  |  |  |  |
|  | 21. Augusta de Saxe-Weimar-Eisenach                                  |  |  |  |  |  |  |  |  |  |  |  |  |  |  |  |
|  |                                                                      |  |  |  |  |  |  |  |  |  |  |  |  |  |  |  |
|  |                                                                      |  |  |  |  |  |  |  |  |  |  |  |  |  |  |  |
|  | 5. Sophie de Prusse                                                  |  |  |  |  |  |  |  |  |  |  |  |  |  |  |  |
|  |                                                                      |  |  |  |  |  |  |  |  |  |  |  |  |  |  |  |
|  |                                                                      |  |  |  |  |  |  |  |  |  |  |  |  |  |  |  |
|  | 22. Albert de Saxe-Cobourg-Gotha                                     |  |  |  |  |  |  |  |  |  |  |  |  |  |  |  |
|  |                                                                      |  |  |  |  |  |  |  |  |  |  |  |  |  |  |  |
|  |                                                                      |  |  |  |  |  |  |  |  |  |  |  |  |  |  |  |
|  | 11. Victoria du Royaume-Uni                                          |  |  |  |  |  |  |  |  |  |  |  |  |  |  |  |
|  |                                                                      |  |  |  |  |  |  |  |  |  |  |  |  |  |  |  |
|  |                                                                      |  |  |  |  |  |  |  |  |  |  |  |  |  |  |  |
|  | 23. Victoria du Royaume-Uni                                          |  |  |  |  |  |  |  |  |  |  |  |  |  |  |  |
|  |                                                                      |  |  |  |  |  |  |  |  |  |  |  |  |  |  |  |
|  |                                                                      |  |  |  |  |  |  |  |  |  |  |  |  |  |  |  |
|  | 1. Constantin II de Grèce                                            |  |  |  |  |  |  |  |  |  |  |  |  |  |  |  |
|  |                                                                      |  |  |  |  |  |  |  |  |  |  |  |  |  |  |  |
|  |                                                                      |  |  |  |  |  |  |  |  |  |  |  |  |  |  |  |
|  | 24. Georges V de Hanovre                                             |  |  |  |  |  |  |  |  |  |  |  |  |  |  |  |
|  |                                                                      |  |  |  |  |  |  |  |  |  |  |  |  |  |  |  |
|  |                                                                      |  |  |  |  |  |  |  |  |  |  |  |  |  |  |  |
|  | 12. Ernest-Auguste de Hanovre                                        |  |  |  |  |  |  |  |  |  |  |  |  |  |  |  |
|  |                                                                      |  |  |  |  |  |  |  |  |  |  |  |  |  |  |  |
|  |                                                                      |  |  |  |  |  |  |  |  |  |  |  |  |  |  |  |
|  | 25. Marie de Saxe-Altenbourg                                         |  |  |  |  |  |  |  |  |  |  |  |  |  |  |  |
|  |                                                                      |  |  |  |  |  |  |  |  |  |  |  |  |  |  |  |
|  |                                                                      |  |  |  |  |  |  |  |  |  |  |  |  |  |  |  |
|  | 6. Ernest-Auguste de Brunswick                                       |  |  |  |  |  |  |  |  |  |  |  |  |  |  |  |
|  |                                                                      |  |  |  |  |  |  |  |  |  |  |  |  |  |  |  |
|  |                                                                      |  |  |  |  |  |  |  |  |  |  |  |  |  |  |  |
|  | 26=16. Christian IX de Danemark                                      |  |  |  |  |  |  |  |  |  |  |  |  |  |  |  |
|  |                                                                      |  |  |  |  |  |  |  |  |  |  |  |  |  |  |  |
|  |                                                                      |  |  |  |  |  |  |  |  |  |  |  |  |  |  |  |
|  | 13. Thyra de Danemark                                                |  |  |  |  |  |  |  |  |  |  |  |  |  |  |  |
|  |                                                                      |  |  |  |  |  |  |  |  |  |  |  |  |  |  |  |
|  |                                                                      |  |  |  |  |  |  |  |  |  |  |  |  |  |  |  |
|  | 27=17. Louise de Hesse-Cassel                                        |  |  |  |  |  |  |  |  |  |  |  |  |  |  |  |
|  |                                                                      |  |  |  |  |  |  |  |  |  |  |  |  |  |  |  |
|  |                                                                      |  |  |  |  |  |  |  |  |  |  |  |  |  |  |  |
|  | 3. Frederika de Hanovre                                              |  |  |  |  |  |  |  |  |  |  |  |  |  |  |  |
|  |                                                                      |  |  |  |  |  |  |  |  |  |  |  |  |  |  |  |
|  |                                                                      |  |  |  |  |  |  |  |  |  |  |  |  |  |  |  |
|  | 28=10. Frédéric III d'Allemagne                                      |  |  |  |  |  |  |  |  |  |  |  |  |  |  |  |
|  |                                                                      |  |  |  |  |  |  |  |  |  |  |  |  |  |  |  |
|  |                                                                      |  |  |  |  |  |  |  |  |  |  |  |  |  |  |  |
|  | 14. Guillaume II d'Allemagne                                         |  |  |  |  |  |  |  |  |  |  |  |  |  |  |  |
|  |                                                                      |  |  |  |  |  |  |  |  |  |  |  |  |  |  |  |
|  |                                                                      |  |  |  |  |  |  |  |  |  |  |  |  |  |  |  |
|  | 29=11. Victoria du Royaume-Uni                                       |  |  |  |  |  |  |  |  |  |  |  |  |  |  |  |
|  |                                                                      |  |  |  |  |  |  |  |  |  |  |  |  |  |  |  |
|  |                                                                      |  |  |  |  |  |  |  |  |  |  |  |  |  |  |  |
|  | 7. Victoria-Louise de Prusse                                         |  |  |  |  |  |  |  |  |  |  |  |  |  |  |  |
|  |                                                                      |  |  |  |  |  |  |  |  |  |  |  |  |  |  |  |
|  |                                                                      |  |  |  |  |  |  |  |  |  |  |  |  |  |  |  |
|  | 30. Frédéric-Auguste de Schleswig-Holstein-Sonderbourg-Augustenbourg |  |  |  |  |  |  |  |  |  |  |  |  |  |  |  |
|  |                                                                      |  |  |  |  |  |  |  |  |  |  |  |  |  |  |  |
|  |                                                                      |  |  |  |  |  |  |  |  |  |  |  |  |  |  |  |
|  | 15. Augusta-Victoria de Schleswig-Holstein-Sonderbourg-Augustenbourg |  |  |  |  |  |  |  |  |  |  |  |  |  |  |  |
|  |                                                                      |  |  |  |  |  |  |  |  |  |  |  |  |  |  |  |
|  |                                                                      |  |  |  |  |  |  |  |  |  |  |  |  |  |  |  |
|  | 31. Adélaïde de Hohenlohe-Langenbourg                                |  |  |  |  |  |  |  |  |  |  |  |  |  |  |  |
|  |                                                                      |  |  |  |  |  |  |  |  |  |  |  |  |  |  |  |
|  |                                                                      |  |  |  |  |  |  |  |  |  |  |  |  |  |  |  |

### ConstantinIIet Anne-Marie dans l'Europe des prétendants
|  |  |                                                                           |                                                                           |                                                                           |                                                                           |                                                                           |                                                                           |  |  |                                                                                 |                                                                                 |                                                                                 |                                                                                 |                                                                                 |                                                                                 |                                                                    |                                                                    |                                                                    |                                                                    |                                                                    |                                                                    |                                                            |                                                            |                          |                          |                                                     |                                                     |                                                     |                                                     |                                                                |                                                                |                                                                |                                                                | François, duc de Saxe-Cobourg-Saalfeld ∞ Augusta, Ctesse Reuss d'Ebersdorf |                                                                  |                                                                  |                                                                  |                                                                  |                                                                  |  |  |                                                                 |                                                                 |                                                                 |                                                                 |                                                                 |                                                                 |  |  |                                                           |                                                           |                                                           |                                                           |                                                               |                                                               |                                                               |                                                               |                                                                |                                                                |                                                                |                                                                |                                                                |                                                                |  |  |                                                                  |                                                                  |                                                                  |                                                                  |                                                                  |                                                                  |  |  |                                                                      |                                                                      |                                                                      |                                                                      |                                                                      |                                                                      |  |  |  |  |  |  |  |  |  |  |  |  |  |  |  |  |  |  |  |  |  |  |  |  |  |  |  |  |  |  |  |  |  |  |  |  |  |  |  |  |  |  |  |  |  |  |  |  |  |  |  |  |  |  |  |  |
|  |  |                                                                           |                                                                           |                                                                           |                                                                           |                                                                           |                                                                           |  |  |                                                                                 |                                                                                 |                                                                                 |                                                                                 |                                                                                 |                                                                                 |                                                                    |                                                                    |                                                                    |                                                                    |                                                                    |                                                                    |                                                            |                                                            |                          |                          |                                                     |                                                     |                                                     |                                                     |                                                                |                                                                |                                                                |                                                                |                                                                            |                                                                  |                                                                  |                                                                  |                                                                  |                                                                  |  |  |                                                                 |                                                                 |                                                                 |                                                                 |                                                                 |                                                                 |  |  |                                                           |                                                           |                                                           |                                                           |                                                               |                                                               |                                                               |                                                               |                                                                |                                                                |                                                                |                                                                |                                                                |                                                                |  |  |                                                                  |                                                                  |                                                                  |                                                                  |                                                                  |                                                                  |  |  |                                                                      |                                                                      |                                                                      |                                                                      |                                                                      |                                                                      |  |  |  |  |  |  |  |  |  |  |  |  |  |  |  |  |  |  |  |  |  |  |  |  |  |  |  |  |  |  |  |  |  |  |  |  |  |  |  |  |  |  |  |  |  |  |  |  |  |  |  |  |  |  |  |  |
|  |  |                                                                           |                                                                           |                                                                           |                                                                           |                                                                           |                                                                           |  |  |                                                                                 |                                                                                 |                                                                                 |                                                                                 |                                                                                 |                                                                                 |                                                                    |                                                                    |                                                                    |                                                                    |                                                                    |                                                                    |                                                            |                                                            |                          |                          |                                                     |                                                     |                                                     |                                                     |                                                                |                                                                |                                                                |                                                                |                                                                            |                                                                  |                                                                  |                                                                  |                                                                  |                                                                  |  |  |                                                                 |                                                                 |                                                                 |                                                                 |                                                                 |                                                                 |  |  |                                                           |                                                           |                                                           |                                                           |                                                               |                                                               |                                                               |                                                               |                                                                |                                                                |                                                                |                                                                |                                                                |                                                                |  |  |                                                                  |                                                                  |                                                                  |                                                                  |                                                                  |                                                                  |  |  |                                                                      |                                                                      |                                                                      |                                                                      |                                                                      |                                                                      |  |  |  |  |  |  |  |  |  |  |  |  |  |  |  |  |  |  |  |  |  |  |  |  |  |  |  |  |  |  |  |  |  |  |  |  |  |  |  |  |  |  |  |  |  |  |  |  |  |  |  |  |  |  |  |  |
|  |  |                                                                           |                                                                           |                                                                           |                                                                           |                                                                           |                                                                           |  |  | Ernest Ier, duc de Saxe-Cobourg-Gotha ∞ Louise, Pcesse de Saxe-Gotha-Altenbourg | Ernest Ier, duc de Saxe-Cobourg-Gotha ∞ Louise, Pcesse de Saxe-Gotha-Altenbourg | Ernest Ier, duc de Saxe-Cobourg-Gotha ∞ Louise, Pcesse de Saxe-Gotha-Altenbourg | Ernest Ier, duc de Saxe-Cobourg-Gotha ∞ Louise, Pcesse de Saxe-Gotha-Altenbourg | Ernest Ier, duc de Saxe-Cobourg-Gotha ∞ Louise, Pcesse de Saxe-Gotha-Altenbourg | Ernest Ier, duc de Saxe-Cobourg-Gotha ∞ Louise, Pcesse de Saxe-Gotha-Altenbourg |                                                                    |                                                                    |                                                                    |                                                                    |                                                                    |                                                                    |                                                            |                                                            |                          |                          |                                                     |                                                     |                                                     |                                                     |                                                                |                                                                |                                                                |                                                                |                                                                            |                                                                  |                                                                  |                                                                  |                                                                  |                                                                  |  |  |                                                                 |                                                                 |                                                                 |                                                                 |                                                                 |                                                                 |  |  |                                                           |                                                           |                                                           |                                                           | Ferdinand, Pce de Saxe-Cobourg ∞ Antoinette, Pcesse de Koháry | Ferdinand, Pce de Saxe-Cobourg ∞ Antoinette, Pcesse de Koháry | Ferdinand, Pce de Saxe-Cobourg ∞ Antoinette, Pcesse de Koháry | Ferdinand, Pce de Saxe-Cobourg ∞ Antoinette, Pcesse de Koháry | Ferdinand, Pce de Saxe-Cobourg ∞ Antoinette, Pcesse de Koháry  | Ferdinand, Pce de Saxe-Cobourg ∞ Antoinette, Pcesse de Koháry  |                                                                |                                                                |                                                                |                                                                |  |  |                                                                  |                                                                  |                                                                  |                                                                  |                                                                  |                                                                  |  |  | Léopold Ier, roi des Belges ∞ Louise, Pcesse d'Orléans               | Léopold Ier, roi des Belges ∞ Louise, Pcesse d'Orléans               | Léopold Ier, roi des Belges ∞ Louise, Pcesse d'Orléans               | Léopold Ier, roi des Belges ∞ Louise, Pcesse d'Orléans               | Léopold Ier, roi des Belges ∞ Louise, Pcesse d'Orléans               | Léopold Ier, roi des Belges ∞ Louise, Pcesse d'Orléans               |  |  |  |  |  |  |  |  |  |  |  |  |  |  |  |  |  |  |  |  |  |  |  |  |  |  |  |  |  |  |  |  |  |  |  |  |  |  |  |  |  |  |  |  |  |  |  |  |  |  |  |  |  |  |  |  |
|  |  |                                                                           |                                                                           |                                                                           |                                                                           |                                                                           |                                                                           |  |  | Ernest Ier, duc de Saxe-Cobourg-Gotha ∞ Louise, Pcesse de Saxe-Gotha-Altenbourg | Ernest Ier, duc de Saxe-Cobourg-Gotha ∞ Louise, Pcesse de Saxe-Gotha-Altenbourg | Ernest Ier, duc de Saxe-Cobourg-Gotha ∞ Louise, Pcesse de Saxe-Gotha-Altenbourg | Ernest Ier, duc de Saxe-Cobourg-Gotha ∞ Louise, Pcesse de Saxe-Gotha-Altenbourg | Ernest Ier, duc de Saxe-Cobourg-Gotha ∞ Louise, Pcesse de Saxe-Gotha-Altenbourg | Ernest Ier, duc de Saxe-Cobourg-Gotha ∞ Louise, Pcesse de Saxe-Gotha-Altenbourg |                                                                    |                                                                    |                                                                    |                                                                    |                                                                    |                                                                    |                                                            |                                                            |                          |                          |                                                     |                                                     |                                                     |                                                     |                                                                |                                                                |                                                                |                                                                |                                                                            |                                                                  |                                                                  |                                                                  |                                                                  |                                                                  |  |  |                                                                 |                                                                 |                                                                 |                                                                 |                                                                 |                                                                 |  |  |                                                           |                                                           |                                                           |                                                           | Ferdinand, Pce de Saxe-Cobourg ∞ Antoinette, Pcesse de Koháry | Ferdinand, Pce de Saxe-Cobourg ∞ Antoinette, Pcesse de Koháry | Ferdinand, Pce de Saxe-Cobourg ∞ Antoinette, Pcesse de Koháry | Ferdinand, Pce de Saxe-Cobourg ∞ Antoinette, Pcesse de Koháry | Ferdinand, Pce de Saxe-Cobourg ∞ Antoinette, Pcesse de Koháry  | Ferdinand, Pce de Saxe-Cobourg ∞ Antoinette, Pcesse de Koháry  |                                                                |                                                                |                                                                |                                                                |  |  |                                                                  |                                                                  |                                                                  |                                                                  |                                                                  |                                                                  |  |  | Léopold Ier, roi des Belges ∞ Louise, Pcesse d'Orléans               | Léopold Ier, roi des Belges ∞ Louise, Pcesse d'Orléans               | Léopold Ier, roi des Belges ∞ Louise, Pcesse d'Orléans               | Léopold Ier, roi des Belges ∞ Louise, Pcesse d'Orléans               | Léopold Ier, roi des Belges ∞ Louise, Pcesse d'Orléans               | Léopold Ier, roi des Belges ∞ Louise, Pcesse d'Orléans               |  |  |  |  |  |  |  |  |  |  |  |  |  |  |  |  |  |  |  |  |  |  |  |  |  |  |  |  |  |  |  |  |  |  |  |  |  |  |  |  |  |  |  |  |  |  |  |  |  |  |  |  |  |  |  |  |
|  |  |                                                                           |                                                                           |                                                                           |                                                                           |                                                                           |                                                                           |  |  |                                                                                 |                                                                                 |                                                                                 |                                                                                 |                                                                                 |                                                                                 |                                                                    |                                                                    |                                                                    |                                                                    |                                                                    |                                                                    |                                                            |                                                            |                          |                          |                                                     |                                                     |                                                     |                                                     |                                                                |                                                                |                                                                |                                                                |                                                                            |                                                                  |                                                                  |                                                                  |                                                                  |                                                                  |  |  |                                                                 |                                                                 |                                                                 |                                                                 |                                                                 |                                                                 |  |  |                                                           |                                                           |                                                           |                                                           |                                                               |                                                               |                                                               |                                                               |                                                                |                                                                |                                                                |                                                                |                                                                |                                                                |  |  |                                                                  |                                                                  |                                                                  |                                                                  |                                                                  |                                                                  |  |  |                                                                      |                                                                      |                                                                      |                                                                      |                                                                      |                                                                      |  |  |  |  |  |  |  |  |  |  |  |  |  |  |  |  |  |  |  |  |  |  |  |  |  |  |  |  |  |  |  |  |  |  |  |  |  |  |  |  |  |  |  |  |  |  |  |  |  |  |  |  |  |  |  |  |
|  |  |                                                                           |                                                                           |                                                                           |                                                                           |                                                                           |                                                                           |  |  | Albert, Pce de Saxe-Cobourg-Gotha ∞ Victoria, reine du Royaume-Uni              | Albert, Pce de Saxe-Cobourg-Gotha ∞ Victoria, reine du Royaume-Uni              | Albert, Pce de Saxe-Cobourg-Gotha ∞ Victoria, reine du Royaume-Uni              | Albert, Pce de Saxe-Cobourg-Gotha ∞ Victoria, reine du Royaume-Uni              | Albert, Pce de Saxe-Cobourg-Gotha ∞ Victoria, reine du Royaume-Uni              | Albert, Pce de Saxe-Cobourg-Gotha ∞ Victoria, reine du Royaume-Uni              |                                                                    |                                                                    |                                                                    |                                                                    |                                                                    |                                                                    |                                                            |                                                            |                          |                          |                                                     |                                                     |                                                     |                                                     | Christian IX, roi de Danemark ∞ Louise, Pcesse de Hesse-Cassel | Christian IX, roi de Danemark ∞ Louise, Pcesse de Hesse-Cassel | Christian IX, roi de Danemark ∞ Louise, Pcesse de Hesse-Cassel | Christian IX, roi de Danemark ∞ Louise, Pcesse de Hesse-Cassel | Christian IX, roi de Danemark ∞ Louise, Pcesse de Hesse-Cassel             | Christian IX, roi de Danemark ∞ Louise, Pcesse de Hesse-Cassel   |                                                                  |                                                                  |                                                                  |                                                                  |  |  | Auguste, Pce de Saxe-Cobourg ∞ Clémentine, Pcesse d'Orléans     | Auguste, Pce de Saxe-Cobourg ∞ Clémentine, Pcesse d'Orléans     | Auguste, Pce de Saxe-Cobourg ∞ Clémentine, Pcesse d'Orléans     | Auguste, Pce de Saxe-Cobourg ∞ Clémentine, Pcesse d'Orléans     | Auguste, Pce de Saxe-Cobourg ∞ Clémentine, Pcesse d'Orléans     | Auguste, Pce de Saxe-Cobourg ∞ Clémentine, Pcesse d'Orléans     |  |  |                                                           |                                                           |                                                           |                                                           | Victoire, Pcesse de Saxe-Cobourg ∞ Louis, duc de Nemours      | Victoire, Pcesse de Saxe-Cobourg ∞ Louis, duc de Nemours      | Victoire, Pcesse de Saxe-Cobourg ∞ Louis, duc de Nemours      | Victoire, Pcesse de Saxe-Cobourg ∞ Louis, duc de Nemours      | Victoire, Pcesse de Saxe-Cobourg ∞ Louis, duc de Nemours       | Victoire, Pcesse de Saxe-Cobourg ∞ Louis, duc de Nemours       |                                                                |                                                                |                                                                |                                                                |  |  | Ferdinand II, roi de Portugal ∞ Marie II, reine de Portugal      | Ferdinand II, roi de Portugal ∞ Marie II, reine de Portugal      | Ferdinand II, roi de Portugal ∞ Marie II, reine de Portugal      | Ferdinand II, roi de Portugal ∞ Marie II, reine de Portugal      | Ferdinand II, roi de Portugal ∞ Marie II, reine de Portugal      | Ferdinand II, roi de Portugal ∞ Marie II, reine de Portugal      |  |  | Philippe, Cte de Flandre ∞ Marie, Pcesse de Hohenzollern-Sigmaringen | Philippe, Cte de Flandre ∞ Marie, Pcesse de Hohenzollern-Sigmaringen | Philippe, Cte de Flandre ∞ Marie, Pcesse de Hohenzollern-Sigmaringen | Philippe, Cte de Flandre ∞ Marie, Pcesse de Hohenzollern-Sigmaringen | Philippe, Cte de Flandre ∞ Marie, Pcesse de Hohenzollern-Sigmaringen | Philippe, Cte de Flandre ∞ Marie, Pcesse de Hohenzollern-Sigmaringen |  |  |  |  |  |  |  |  |  |  |  |  |  |  |  |  |  |  |  |  |  |  |  |  |  |  |  |  |  |  |  |  |  |  |  |  |  |  |  |  |  |  |  |  |  |  |  |  |  |  |  |  |  |  |  |  |
|  |  |                                                                           |                                                                           |                                                                           |                                                                           |                                                                           |                                                                           |  |  | Albert, Pce de Saxe-Cobourg-Gotha ∞ Victoria, reine du Royaume-Uni              | Albert, Pce de Saxe-Cobourg-Gotha ∞ Victoria, reine du Royaume-Uni              | Albert, Pce de Saxe-Cobourg-Gotha ∞ Victoria, reine du Royaume-Uni              | Albert, Pce de Saxe-Cobourg-Gotha ∞ Victoria, reine du Royaume-Uni              | Albert, Pce de Saxe-Cobourg-Gotha ∞ Victoria, reine du Royaume-Uni              | Albert, Pce de Saxe-Cobourg-Gotha ∞ Victoria, reine du Royaume-Uni              |                                                                    |                                                                    |                                                                    |                                                                    |                                                                    |                                                                    |                                                            |                                                            |                          |                          |                                                     |                                                     |                                                     |                                                     | Christian IX, roi de Danemark ∞ Louise, Pcesse de Hesse-Cassel | Christian IX, roi de Danemark ∞ Louise, Pcesse de Hesse-Cassel | Christian IX, roi de Danemark ∞ Louise, Pcesse de Hesse-Cassel | Christian IX, roi de Danemark ∞ Louise, Pcesse de Hesse-Cassel | Christian IX, roi de Danemark ∞ Louise, Pcesse de Hesse-Cassel             | Christian IX, roi de Danemark ∞ Louise, Pcesse de Hesse-Cassel   |                                                                  |                                                                  |                                                                  |                                                                  |  |  | Auguste, Pce de Saxe-Cobourg ∞ Clémentine, Pcesse d'Orléans     | Auguste, Pce de Saxe-Cobourg ∞ Clémentine, Pcesse d'Orléans     | Auguste, Pce de Saxe-Cobourg ∞ Clémentine, Pcesse d'Orléans     | Auguste, Pce de Saxe-Cobourg ∞ Clémentine, Pcesse d'Orléans     | Auguste, Pce de Saxe-Cobourg ∞ Clémentine, Pcesse d'Orléans     | Auguste, Pce de Saxe-Cobourg ∞ Clémentine, Pcesse d'Orléans     |  |  |                                                           |                                                           |                                                           |                                                           | Victoire, Pcesse de Saxe-Cobourg ∞ Louis, duc de Nemours      | Victoire, Pcesse de Saxe-Cobourg ∞ Louis, duc de Nemours      | Victoire, Pcesse de Saxe-Cobourg ∞ Louis, duc de Nemours      | Victoire, Pcesse de Saxe-Cobourg ∞ Louis, duc de Nemours      | Victoire, Pcesse de Saxe-Cobourg ∞ Louis, duc de Nemours       | Victoire, Pcesse de Saxe-Cobourg ∞ Louis, duc de Nemours       |                                                                |                                                                |                                                                |                                                                |  |  | Ferdinand II, roi de Portugal ∞ Marie II, reine de Portugal      | Ferdinand II, roi de Portugal ∞ Marie II, reine de Portugal      | Ferdinand II, roi de Portugal ∞ Marie II, reine de Portugal      | Ferdinand II, roi de Portugal ∞ Marie II, reine de Portugal      | Ferdinand II, roi de Portugal ∞ Marie II, reine de Portugal      | Ferdinand II, roi de Portugal ∞ Marie II, reine de Portugal      |  |  | Philippe, Cte de Flandre ∞ Marie, Pcesse de Hohenzollern-Sigmaringen | Philippe, Cte de Flandre ∞ Marie, Pcesse de Hohenzollern-Sigmaringen | Philippe, Cte de Flandre ∞ Marie, Pcesse de Hohenzollern-Sigmaringen | Philippe, Cte de Flandre ∞ Marie, Pcesse de Hohenzollern-Sigmaringen | Philippe, Cte de Flandre ∞ Marie, Pcesse de Hohenzollern-Sigmaringen | Philippe, Cte de Flandre ∞ Marie, Pcesse de Hohenzollern-Sigmaringen |  |  |  |  |  |  |  |  |  |  |  |  |  |  |  |  |  |  |  |  |  |  |  |  |  |  |  |  |  |  |  |  |  |  |  |  |  |  |  |  |  |  |  |  |  |  |  |  |  |  |  |  |  |  |  |  |
|  |  |                                                                           |                                                                           |                                                                           |                                                                           |                                                                           |                                                                           |  |  |                                                                                 |                                                                                 |                                                                                 |                                                                                 |                                                                                 |                                                                                 |                                                                    |                                                                    |                                                                    |                                                                    |                                                                    |                                                                    |                                                            |                                                            |                          |                          |                                                     |                                                     |                                                     |                                                     |                                                                |                                                                |                                                                |                                                                |                                                                            |                                                                  |                                                                  |                                                                  |                                                                  |                                                                  |  |  |                                                                 |                                                                 |                                                                 |                                                                 |                                                                 |                                                                 |  |  |                                                           |                                                           |                                                           |                                                           |                                                               |                                                               |                                                               |                                                               |                                                                |                                                                |                                                                |                                                                |                                                                |                                                                |  |  |                                                                  |                                                                  |                                                                  |                                                                  |                                                                  |                                                                  |  |  |                                                                      |                                                                      |                                                                      |                                                                      |                                                                      |                                                                      |  |  |  |  |  |  |  |  |  |  |  |  |  |  |  |  |  |  |  |  |  |  |  |  |  |  |  |  |  |  |  |  |  |  |  |  |  |  |  |  |  |  |  |  |  |  |  |  |  |  |  |  |  |  |  |  |
|  |  | Alfred Ier, duc de Saxe-Cobourg-Gotha ∞ Maria, Gde-Dsse de Russie         | Alfred Ier, duc de Saxe-Cobourg-Gotha ∞ Maria, Gde-Dsse de Russie         | Alfred Ier, duc de Saxe-Cobourg-Gotha ∞ Maria, Gde-Dsse de Russie         | Alfred Ier, duc de Saxe-Cobourg-Gotha ∞ Maria, Gde-Dsse de Russie         | Alfred Ier, duc de Saxe-Cobourg-Gotha ∞ Maria, Gde-Dsse de Russie         | Alfred Ier, duc de Saxe-Cobourg-Gotha ∞ Maria, Gde-Dsse de Russie         |  |  |                                                                                 |                                                                                 |                                                                                 |                                                                                 |                                                                                 |                                                                                 | Victoria, Pcesse royale du R.-U. ∞ Frédéric III, empereur allemand | Victoria, Pcesse royale du R.-U. ∞ Frédéric III, empereur allemand | Victoria, Pcesse royale du R.-U. ∞ Frédéric III, empereur allemand | Victoria, Pcesse royale du R.-U. ∞ Frédéric III, empereur allemand | Victoria, Pcesse royale du R.-U. ∞ Frédéric III, empereur allemand | Victoria, Pcesse royale du R.-U. ∞ Frédéric III, empereur allemand |                                                            |                                                            |                          |                          |                                                     |                                                     |                                                     |                                                     | Georges Ier, roi des Hellènes ∞ Olga, Gde-Dsse de Russie       | Georges Ier, roi des Hellènes ∞ Olga, Gde-Dsse de Russie       | Georges Ier, roi des Hellènes ∞ Olga, Gde-Dsse de Russie       | Georges Ier, roi des Hellènes ∞ Olga, Gde-Dsse de Russie       | Georges Ier, roi des Hellènes ∞ Olga, Gde-Dsse de Russie                   | Georges Ier, roi des Hellènes ∞ Olga, Gde-Dsse de Russie         |                                                                  |                                                                  |                                                                  |                                                                  |  |  | Ferdinand Ier, roi des Bulgares ∞ Marie-Louise, Pcesse de Parme | Ferdinand Ier, roi des Bulgares ∞ Marie-Louise, Pcesse de Parme | Ferdinand Ier, roi des Bulgares ∞ Marie-Louise, Pcesse de Parme | Ferdinand Ier, roi des Bulgares ∞ Marie-Louise, Pcesse de Parme | Ferdinand Ier, roi des Bulgares ∞ Marie-Louise, Pcesse de Parme | Ferdinand Ier, roi des Bulgares ∞ Marie-Louise, Pcesse de Parme |  |  |                                                           |                                                           |                                                           |                                                           | Gaston, Cte d'Eu ∞ Isabelle, Pcesse du Brésil                 | Gaston, Cte d'Eu ∞ Isabelle, Pcesse du Brésil                 | Gaston, Cte d'Eu ∞ Isabelle, Pcesse du Brésil                 | Gaston, Cte d'Eu ∞ Isabelle, Pcesse du Brésil                 | Gaston, Cte d'Eu ∞ Isabelle, Pcesse du Brésil                  | Gaston, Cte d'Eu ∞ Isabelle, Pcesse du Brésil                  |                                                                |                                                                |                                                                |                                                                |  |  | Marie-Anne, infante de Portugal ∞ Georges Ier, roi de Saxe       | Marie-Anne, infante de Portugal ∞ Georges Ier, roi de Saxe       | Marie-Anne, infante de Portugal ∞ Georges Ier, roi de Saxe       | Marie-Anne, infante de Portugal ∞ Georges Ier, roi de Saxe       | Marie-Anne, infante de Portugal ∞ Georges Ier, roi de Saxe       | Marie-Anne, infante de Portugal ∞ Georges Ier, roi de Saxe       |  |  | Albert Ier, roi des Belges ∞ Élisabeth, Dsse en Bavière              | Albert Ier, roi des Belges ∞ Élisabeth, Dsse en Bavière              | Albert Ier, roi des Belges ∞ Élisabeth, Dsse en Bavière              | Albert Ier, roi des Belges ∞ Élisabeth, Dsse en Bavière              | Albert Ier, roi des Belges ∞ Élisabeth, Dsse en Bavière              | Albert Ier, roi des Belges ∞ Élisabeth, Dsse en Bavière              |  |  |  |  |  |  |  |  |  |  |  |  |  |  |  |  |  |  |  |  |  |  |  |  |  |  |  |  |  |  |  |  |  |  |  |  |  |  |  |  |  |  |  |  |  |  |  |  |  |  |  |  |  |  |  |  |
|  |  | Alfred Ier, duc de Saxe-Cobourg-Gotha ∞ Maria, Gde-Dsse de Russie         | Alfred Ier, duc de Saxe-Cobourg-Gotha ∞ Maria, Gde-Dsse de Russie         | Alfred Ier, duc de Saxe-Cobourg-Gotha ∞ Maria, Gde-Dsse de Russie         | Alfred Ier, duc de Saxe-Cobourg-Gotha ∞ Maria, Gde-Dsse de Russie         | Alfred Ier, duc de Saxe-Cobourg-Gotha ∞ Maria, Gde-Dsse de Russie         | Alfred Ier, duc de Saxe-Cobourg-Gotha ∞ Maria, Gde-Dsse de Russie         |  |  |                                                                                 |                                                                                 |                                                                                 |                                                                                 |                                                                                 |                                                                                 | Victoria, Pcesse royale du R.-U. ∞ Frédéric III, empereur allemand | Victoria, Pcesse royale du R.-U. ∞ Frédéric III, empereur allemand | Victoria, Pcesse royale du R.-U. ∞ Frédéric III, empereur allemand | Victoria, Pcesse royale du R.-U. ∞ Frédéric III, empereur allemand | Victoria, Pcesse royale du R.-U. ∞ Frédéric III, empereur allemand | Victoria, Pcesse royale du R.-U. ∞ Frédéric III, empereur allemand |                                                            |                                                            |                          |                          |                                                     |                                                     |                                                     |                                                     | Georges Ier, roi des Hellènes ∞ Olga, Gde-Dsse de Russie       | Georges Ier, roi des Hellènes ∞ Olga, Gde-Dsse de Russie       | Georges Ier, roi des Hellènes ∞ Olga, Gde-Dsse de Russie       | Georges Ier, roi des Hellènes ∞ Olga, Gde-Dsse de Russie       | Georges Ier, roi des Hellènes ∞ Olga, Gde-Dsse de Russie                   | Georges Ier, roi des Hellènes ∞ Olga, Gde-Dsse de Russie         |                                                                  |                                                                  |                                                                  |                                                                  |  |  | Ferdinand Ier, roi des Bulgares ∞ Marie-Louise, Pcesse de Parme | Ferdinand Ier, roi des Bulgares ∞ Marie-Louise, Pcesse de Parme | Ferdinand Ier, roi des Bulgares ∞ Marie-Louise, Pcesse de Parme | Ferdinand Ier, roi des Bulgares ∞ Marie-Louise, Pcesse de Parme | Ferdinand Ier, roi des Bulgares ∞ Marie-Louise, Pcesse de Parme | Ferdinand Ier, roi des Bulgares ∞ Marie-Louise, Pcesse de Parme |  |  |                                                           |                                                           |                                                           |                                                           | Gaston, Cte d'Eu ∞ Isabelle, Pcesse du Brésil                 | Gaston, Cte d'Eu ∞ Isabelle, Pcesse du Brésil                 | Gaston, Cte d'Eu ∞ Isabelle, Pcesse du Brésil                 | Gaston, Cte d'Eu ∞ Isabelle, Pcesse du Brésil                 | Gaston, Cte d'Eu ∞ Isabelle, Pcesse du Brésil                  | Gaston, Cte d'Eu ∞ Isabelle, Pcesse du Brésil                  |                                                                |                                                                |                                                                |                                                                |  |  | Marie-Anne, infante de Portugal ∞ Georges Ier, roi de Saxe       | Marie-Anne, infante de Portugal ∞ Georges Ier, roi de Saxe       | Marie-Anne, infante de Portugal ∞ Georges Ier, roi de Saxe       | Marie-Anne, infante de Portugal ∞ Georges Ier, roi de Saxe       | Marie-Anne, infante de Portugal ∞ Georges Ier, roi de Saxe       | Marie-Anne, infante de Portugal ∞ Georges Ier, roi de Saxe       |  |  | Albert Ier, roi des Belges ∞ Élisabeth, Dsse en Bavière              | Albert Ier, roi des Belges ∞ Élisabeth, Dsse en Bavière              | Albert Ier, roi des Belges ∞ Élisabeth, Dsse en Bavière              | Albert Ier, roi des Belges ∞ Élisabeth, Dsse en Bavière              | Albert Ier, roi des Belges ∞ Élisabeth, Dsse en Bavière              | Albert Ier, roi des Belges ∞ Élisabeth, Dsse en Bavière              |  |  |  |  |  |  |  |  |  |  |  |  |  |  |  |  |  |  |  |  |  |  |  |  |  |  |  |  |  |  |  |  |  |  |  |  |  |  |  |  |  |  |  |  |  |  |  |  |  |  |  |  |  |  |  |  |
|  |  |                                                                           |                                                                           |                                                                           |                                                                           |                                                                           |                                                                           |  |  |                                                                                 |                                                                                 |                                                                                 |                                                                                 |                                                                                 |                                                                                 |                                                                    |                                                                    |                                                                    |                                                                    |                                                                    |                                                                    |                                                            |                                                            |                          |                          |                                                     |                                                     |                                                     |                                                     |                                                                |                                                                |                                                                |                                                                |                                                                            |                                                                  |                                                                  |                                                                  |                                                                  |                                                                  |  |  |                                                                 |                                                                 |                                                                 |                                                                 |                                                                 |                                                                 |  |  |                                                           |                                                           |                                                           |                                                           |                                                               |                                                               |                                                               |                                                               |                                                                |                                                                |                                                                |                                                                |                                                                |                                                                |  |  |                                                                  |                                                                  |                                                                  |                                                                  |                                                                  |                                                                  |  |  |                                                                      |                                                                      |                                                                      |                                                                      |                                                                      |                                                                      |  |  |  |  |  |  |  |  |  |  |  |  |  |  |  |  |  |  |  |  |  |  |  |  |  |  |  |  |  |  |  |  |  |  |  |  |  |  |  |  |  |  |  |  |  |  |  |  |  |  |  |  |  |  |  |  |
|  |  | Victoria-Mélita, Pcesse de Saxe-Cobourg-Gotha ∞ Cyrille, Gd-duc de Russie | Victoria-Mélita, Pcesse de Saxe-Cobourg-Gotha ∞ Cyrille, Gd-duc de Russie | Victoria-Mélita, Pcesse de Saxe-Cobourg-Gotha ∞ Cyrille, Gd-duc de Russie | Victoria-Mélita, Pcesse de Saxe-Cobourg-Gotha ∞ Cyrille, Gd-duc de Russie | Victoria-Mélita, Pcesse de Saxe-Cobourg-Gotha ∞ Cyrille, Gd-duc de Russie | Victoria-Mélita, Pcesse de Saxe-Cobourg-Gotha ∞ Cyrille, Gd-duc de Russie |  |  | Guillaume II, empereur allemand ∞ Augusta-Victora, Pcesse de Schleswig-Holstein | Guillaume II, empereur allemand ∞ Augusta-Victora, Pcesse de Schleswig-Holstein | Guillaume II, empereur allemand ∞ Augusta-Victora, Pcesse de Schleswig-Holstein | Guillaume II, empereur allemand ∞ Augusta-Victora, Pcesse de Schleswig-Holstein | Guillaume II, empereur allemand ∞ Augusta-Victora, Pcesse de Schleswig-Holstein | Guillaume II, empereur allemand ∞ Augusta-Victora, Pcesse de Schleswig-Holstein |                                                                    |                                                                    |                                                                    |                                                                    |                                                                    |                                                                    | Sophie, Pcesse de Prusse                                   | Sophie, Pcesse de Prusse                                   | Sophie, Pcesse de Prusse | Sophie, Pcesse de Prusse | Sophie, Pcesse de Prusse                            | Sophie, Pcesse de Prusse                            |                                                     |                                                     | Constantin Ier, roi des Hellènes                               | Constantin Ier, roi des Hellènes                               | Constantin Ier, roi des Hellènes                               | Constantin Ier, roi des Hellènes                               | Constantin Ier, roi des Hellènes                                           | Constantin Ier, roi des Hellènes                                 |                                                                  |                                                                  |                                                                  |                                                                  |  |  | Boris III, roi des Bulgares ∞ Jeanne, Pcesse de Savoie          | Boris III, roi des Bulgares ∞ Jeanne, Pcesse de Savoie          | Boris III, roi des Bulgares ∞ Jeanne, Pcesse de Savoie          | Boris III, roi des Bulgares ∞ Jeanne, Pcesse de Savoie          | Boris III, roi des Bulgares ∞ Jeanne, Pcesse de Savoie          | Boris III, roi des Bulgares ∞ Jeanne, Pcesse de Savoie          |  |  |                                                           |                                                           |                                                           |                                                           | Pierre, Pce de Grão-Pará ∞ Élisabeth Dobrzensky de Dobrzenicz | Pierre, Pce de Grão-Pará ∞ Élisabeth Dobrzensky de Dobrzenicz | Pierre, Pce de Grão-Pará ∞ Élisabeth Dobrzensky de Dobrzenicz | Pierre, Pce de Grão-Pará ∞ Élisabeth Dobrzensky de Dobrzenicz | Pierre, Pce de Grão-Pará ∞ Élisabeth Dobrzensky de Dobrzenicz  | Pierre, Pce de Grão-Pará ∞ Élisabeth Dobrzensky de Dobrzenicz  |                                                                |                                                                |                                                                |                                                                |  |  | Marie-Josèphe, Pcesse de Saxe ∞ Otto, Aduc d'Autriche            | Marie-Josèphe, Pcesse de Saxe ∞ Otto, Aduc d'Autriche            | Marie-Josèphe, Pcesse de Saxe ∞ Otto, Aduc d'Autriche            | Marie-Josèphe, Pcesse de Saxe ∞ Otto, Aduc d'Autriche            | Marie-Josèphe, Pcesse de Saxe ∞ Otto, Aduc d'Autriche            | Marie-Josèphe, Pcesse de Saxe ∞ Otto, Aduc d'Autriche            |  |  | Marie-José, Pcesse de Belgique ∞ Humbert II, roi d'Italie            | Marie-José, Pcesse de Belgique ∞ Humbert II, roi d'Italie            | Marie-José, Pcesse de Belgique ∞ Humbert II, roi d'Italie            | Marie-José, Pcesse de Belgique ∞ Humbert II, roi d'Italie            | Marie-José, Pcesse de Belgique ∞ Humbert II, roi d'Italie            | Marie-José, Pcesse de Belgique ∞ Humbert II, roi d'Italie            |  |  |  |  |  |  |  |  |  |  |  |  |  |  |  |  |  |  |  |  |  |  |  |  |  |  |  |  |  |  |  |  |  |  |  |  |  |  |  |  |  |  |  |  |  |  |  |  |  |  |  |  |  |  |  |  |
|  |  | Victoria-Mélita, Pcesse de Saxe-Cobourg-Gotha ∞ Cyrille, Gd-duc de Russie | Victoria-Mélita, Pcesse de Saxe-Cobourg-Gotha ∞ Cyrille, Gd-duc de Russie | Victoria-Mélita, Pcesse de Saxe-Cobourg-Gotha ∞ Cyrille, Gd-duc de Russie | Victoria-Mélita, Pcesse de Saxe-Cobourg-Gotha ∞ Cyrille, Gd-duc de Russie | Victoria-Mélita, Pcesse de Saxe-Cobourg-Gotha ∞ Cyrille, Gd-duc de Russie | Victoria-Mélita, Pcesse de Saxe-Cobourg-Gotha ∞ Cyrille, Gd-duc de Russie |  |  | Guillaume II, empereur allemand ∞ Augusta-Victora, Pcesse de Schleswig-Holstein | Guillaume II, empereur allemand ∞ Augusta-Victora, Pcesse de Schleswig-Holstein | Guillaume II, empereur allemand ∞ Augusta-Victora, Pcesse de Schleswig-Holstein | Guillaume II, empereur allemand ∞ Augusta-Victora, Pcesse de Schleswig-Holstein | Guillaume II, empereur allemand ∞ Augusta-Victora, Pcesse de Schleswig-Holstein | Guillaume II, empereur allemand ∞ Augusta-Victora, Pcesse de Schleswig-Holstein |                                                                    |                                                                    |                                                                    |                                                                    |                                                                    |                                                                    | Sophie, Pcesse de Prusse                                   | Sophie, Pcesse de Prusse                                   | Sophie, Pcesse de Prusse | Sophie, Pcesse de Prusse | Sophie, Pcesse de Prusse                            | Sophie, Pcesse de Prusse                            |                                                     |                                                     | Constantin Ier, roi des Hellènes                               | Constantin Ier, roi des Hellènes                               | Constantin Ier, roi des Hellènes                               | Constantin Ier, roi des Hellènes                               | Constantin Ier, roi des Hellènes                                           | Constantin Ier, roi des Hellènes                                 |                                                                  |                                                                  |                                                                  |                                                                  |  |  | Boris III, roi des Bulgares ∞ Jeanne, Pcesse de Savoie          | Boris III, roi des Bulgares ∞ Jeanne, Pcesse de Savoie          | Boris III, roi des Bulgares ∞ Jeanne, Pcesse de Savoie          | Boris III, roi des Bulgares ∞ Jeanne, Pcesse de Savoie          | Boris III, roi des Bulgares ∞ Jeanne, Pcesse de Savoie          | Boris III, roi des Bulgares ∞ Jeanne, Pcesse de Savoie          |  |  |                                                           |                                                           |                                                           |                                                           | Pierre, Pce de Grão-Pará ∞ Élisabeth Dobrzensky de Dobrzenicz | Pierre, Pce de Grão-Pará ∞ Élisabeth Dobrzensky de Dobrzenicz | Pierre, Pce de Grão-Pará ∞ Élisabeth Dobrzensky de Dobrzenicz | Pierre, Pce de Grão-Pará ∞ Élisabeth Dobrzensky de Dobrzenicz | Pierre, Pce de Grão-Pará ∞ Élisabeth Dobrzensky de Dobrzenicz  | Pierre, Pce de Grão-Pará ∞ Élisabeth Dobrzensky de Dobrzenicz  |                                                                |                                                                |                                                                |                                                                |  |  | Marie-Josèphe, Pcesse de Saxe ∞ Otto, Aduc d'Autriche            | Marie-Josèphe, Pcesse de Saxe ∞ Otto, Aduc d'Autriche            | Marie-Josèphe, Pcesse de Saxe ∞ Otto, Aduc d'Autriche            | Marie-Josèphe, Pcesse de Saxe ∞ Otto, Aduc d'Autriche            | Marie-Josèphe, Pcesse de Saxe ∞ Otto, Aduc d'Autriche            | Marie-Josèphe, Pcesse de Saxe ∞ Otto, Aduc d'Autriche            |  |  | Marie-José, Pcesse de Belgique ∞ Humbert II, roi d'Italie            | Marie-José, Pcesse de Belgique ∞ Humbert II, roi d'Italie            | Marie-José, Pcesse de Belgique ∞ Humbert II, roi d'Italie            | Marie-José, Pcesse de Belgique ∞ Humbert II, roi d'Italie            | Marie-José, Pcesse de Belgique ∞ Humbert II, roi d'Italie            | Marie-José, Pcesse de Belgique ∞ Humbert II, roi d'Italie            |  |  |  |  |  |  |  |  |  |  |  |  |  |  |  |  |  |  |  |  |  |  |  |  |  |  |  |  |  |  |  |  |  |  |  |  |  |  |  |  |  |  |  |  |  |  |  |  |  |  |  |  |  |  |  |  |
|  |  |                                                                           |                                                                           |                                                                           |                                                                           |                                                                           |                                                                           |  |  |                                                                                 |                                                                                 |                                                                                 |                                                                                 |                                                                                 |                                                                                 |                                                                    |                                                                    |                                                                    |                                                                    |                                                                    |                                                                    |                                                            |                                                            |                          |                          |                                                     |                                                     |                                                     |                                                     |                                                                |                                                                |                                                                |                                                                |                                                                            |                                                                  |                                                                  |                                                                  |                                                                  |                                                                  |  |  |                                                                 |                                                                 |                                                                 |                                                                 |                                                                 |                                                                 |  |  |                                                           |                                                           |                                                           |                                                           |                                                               |                                                               |                                                               |                                                               |                                                                |                                                                |                                                                |                                                                |                                                                |                                                                |  |  |                                                                  |                                                                  |                                                                  |                                                                  |                                                                  |                                                                  |  |  |                                                                      |                                                                      |                                                                      |                                                                      |                                                                      |                                                                      |  |  |  |  |  |  |  |  |  |  |  |  |  |  |  |  |  |  |  |  |  |  |  |  |  |  |  |  |  |  |  |  |  |  |  |  |  |  |  |  |  |  |  |  |  |  |  |  |  |  |  |  |  |  |  |  |
|  |  |                                                                           |                                                                           |                                                                           |                                                                           |                                                                           |                                                                           |  |  |                                                                                 |                                                                                 |                                                                                 |                                                                                 |                                                                                 |                                                                                 |                                                                    |                                                                    |                                                                    |                                                                    |                                                                    |                                                                    |                                                            |                                                            |                          |                          |                                                     |                                                     |                                                     |                                                     |                                                                |                                                                |                                                                |                                                                |                                                                            |                                                                  |                                                                  |                                                                  |                                                                  |                                                                  |  |  |                                                                 |                                                                 |                                                                 |                                                                 |                                                                 |                                                                 |  |  |                                                           |                                                           |                                                           |                                                           |                                                               |                                                               |                                                               |                                                               |                                                                |                                                                |                                                                |                                                                |                                                                |                                                                |  |  |                                                                  |                                                                  |                                                                  |                                                                  |                                                                  |                                                                  |  |  |                                                                      |                                                                      |                                                                      |                                                                      |                                                                      |                                                                      |  |  |  |  |  |  |  |  |  |  |  |  |  |  |  |  |  |  |  |  |  |  |  |  |  |  |  |  |  |  |  |  |  |  |  |  |  |  |  |  |  |  |  |  |  |  |  |  |  |  |  |  |  |  |  |  |
|  |  | Vladimir, Gd-duc de Russie ∞ Léonida, Pcesse Bagration-Moukhranskaïa      | Vladimir, Gd-duc de Russie ∞ Léonida, Pcesse Bagration-Moukhranskaïa      | Vladimir, Gd-duc de Russie ∞ Léonida, Pcesse Bagration-Moukhranskaïa      | Vladimir, Gd-duc de Russie ∞ Léonida, Pcesse Bagration-Moukhranskaïa      | Vladimir, Gd-duc de Russie ∞ Léonida, Pcesse Bagration-Moukhranskaïa      | Vladimir, Gd-duc de Russie ∞ Léonida, Pcesse Bagration-Moukhranskaïa      |  |  | Guillaume, prince impérial allemand ∞ Cécile, Pcesse de Mecklembourg-Schwerin   | Guillaume, prince impérial allemand ∞ Cécile, Pcesse de Mecklembourg-Schwerin   | Guillaume, prince impérial allemand ∞ Cécile, Pcesse de Mecklembourg-Schwerin   | Guillaume, prince impérial allemand ∞ Cécile, Pcesse de Mecklembourg-Schwerin   | Guillaume, prince impérial allemand ∞ Cécile, Pcesse de Mecklembourg-Schwerin   | Guillaume, prince impérial allemand ∞ Cécile, Pcesse de Mecklembourg-Schwerin   |                                                                    |                                                                    | Alexandre Ier, roi des Hellènes ∞ Aspasía Mános                    | Alexandre Ier, roi des Hellènes ∞ Aspasía Mános                    | Alexandre Ier, roi des Hellènes ∞ Aspasía Mános                    | Alexandre Ier, roi des Hellènes ∞ Aspasía Mános                    | Alexandre Ier, roi des Hellènes ∞ Aspasía Mános            | Alexandre Ier, roi des Hellènes ∞ Aspasía Mános            |                          |                          | Hélène, Pcesse de Grèce ∞ Carol II roi de Roumanie  | Hélène, Pcesse de Grèce ∞ Carol II roi de Roumanie  | Hélène, Pcesse de Grèce ∞ Carol II roi de Roumanie  | Hélène, Pcesse de Grèce ∞ Carol II roi de Roumanie  | Hélène, Pcesse de Grèce ∞ Carol II roi de Roumanie             | Hélène, Pcesse de Grèce ∞ Carol II roi de Roumanie             |                                                                |                                                                | Paul Ier, roi des Hellènes ∞ Frederika, Pcesse de Hanovre                  | Paul Ier, roi des Hellènes ∞ Frederika, Pcesse de Hanovre        | Paul Ier, roi des Hellènes ∞ Frederika, Pcesse de Hanovre        | Paul Ier, roi des Hellènes ∞ Frederika, Pcesse de Hanovre        | Paul Ier, roi des Hellènes ∞ Frederika, Pcesse de Hanovre        | Paul Ier, roi des Hellènes ∞ Frederika, Pcesse de Hanovre        |  |  | Siméon II, roi des Bulgares ∞ Margarita Gómez-Acebo             | Siméon II, roi des Bulgares ∞ Margarita Gómez-Acebo             | Siméon II, roi des Bulgares ∞ Margarita Gómez-Acebo             | Siméon II, roi des Bulgares ∞ Margarita Gómez-Acebo             | Siméon II, roi des Bulgares ∞ Margarita Gómez-Acebo             | Siméon II, roi des Bulgares ∞ Margarita Gómez-Acebo             |  |  | Isabelle, Pcesse d'Orléans-Bragance ∞ Henri, Cte de Paris | Isabelle, Pcesse d'Orléans-Bragance ∞ Henri, Cte de Paris | Isabelle, Pcesse d'Orléans-Bragance ∞ Henri, Cte de Paris | Isabelle, Pcesse d'Orléans-Bragance ∞ Henri, Cte de Paris | Isabelle, Pcesse d'Orléans-Bragance ∞ Henri, Cte de Paris     | Isabelle, Pcesse d'Orléans-Bragance ∞ Henri, Cte de Paris     |                                                               |                                                               | Françoise, Pcesse d'Orléans-Bragance ∞ Duarte, duc de Bragance | Françoise, Pcesse d'Orléans-Bragance ∞ Duarte, duc de Bragance | Françoise, Pcesse d'Orléans-Bragance ∞ Duarte, duc de Bragance | Françoise, Pcesse d'Orléans-Bragance ∞ Duarte, duc de Bragance | Françoise, Pcesse d'Orléans-Bragance ∞ Duarte, duc de Bragance | Françoise, Pcesse d'Orléans-Bragance ∞ Duarte, duc de Bragance |  |  | Charles Ier, Empereur d'Autriche-Hongrie ∞ Zita, Pcesse de Parme | Charles Ier, Empereur d'Autriche-Hongrie ∞ Zita, Pcesse de Parme | Charles Ier, Empereur d'Autriche-Hongrie ∞ Zita, Pcesse de Parme | Charles Ier, Empereur d'Autriche-Hongrie ∞ Zita, Pcesse de Parme | Charles Ier, Empereur d'Autriche-Hongrie ∞ Zita, Pcesse de Parme | Charles Ier, Empereur d'Autriche-Hongrie ∞ Zita, Pcesse de Parme |  |  | Victor-Emmanuel, Pce de Naples ∞ Marina Doria                        | Victor-Emmanuel, Pce de Naples ∞ Marina Doria                        | Victor-Emmanuel, Pce de Naples ∞ Marina Doria                        | Victor-Emmanuel, Pce de Naples ∞ Marina Doria                        | Victor-Emmanuel, Pce de Naples ∞ Marina Doria                        | Victor-Emmanuel, Pce de Naples ∞ Marina Doria                        |  |  |  |  |  |  |  |  |  |  |  |  |  |  |  |  |  |  |  |  |  |  |  |  |  |  |  |  |  |  |  |  |  |  |  |  |  |  |  |  |  |  |  |  |  |  |  |  |  |  |  |  |  |  |  |  |
|  |  | Vladimir, Gd-duc de Russie ∞ Léonida, Pcesse Bagration-Moukhranskaïa      | Vladimir, Gd-duc de Russie ∞ Léonida, Pcesse Bagration-Moukhranskaïa      | Vladimir, Gd-duc de Russie ∞ Léonida, Pcesse Bagration-Moukhranskaïa      | Vladimir, Gd-duc de Russie ∞ Léonida, Pcesse Bagration-Moukhranskaïa      | Vladimir, Gd-duc de Russie ∞ Léonida, Pcesse Bagration-Moukhranskaïa      | Vladimir, Gd-duc de Russie ∞ Léonida, Pcesse Bagration-Moukhranskaïa      |  |  | Guillaume, prince impérial allemand ∞ Cécile, Pcesse de Mecklembourg-Schwerin   | Guillaume, prince impérial allemand ∞ Cécile, Pcesse de Mecklembourg-Schwerin   | Guillaume, prince impérial allemand ∞ Cécile, Pcesse de Mecklembourg-Schwerin   | Guillaume, prince impérial allemand ∞ Cécile, Pcesse de Mecklembourg-Schwerin   | Guillaume, prince impérial allemand ∞ Cécile, Pcesse de Mecklembourg-Schwerin   | Guillaume, prince impérial allemand ∞ Cécile, Pcesse de Mecklembourg-Schwerin   |                                                                    |                                                                    | Alexandre Ier, roi des Hellènes ∞ Aspasía Mános                    | Alexandre Ier, roi des Hellènes ∞ Aspasía Mános                    | Alexandre Ier, roi des Hellènes ∞ Aspasía Mános                    | Alexandre Ier, roi des Hellènes ∞ Aspasía Mános                    | Alexandre Ier, roi des Hellènes ∞ Aspasía Mános            | Alexandre Ier, roi des Hellènes ∞ Aspasía Mános            |                          |                          | Hélène, Pcesse de Grèce ∞ Carol II roi de Roumanie  | Hélène, Pcesse de Grèce ∞ Carol II roi de Roumanie  | Hélène, Pcesse de Grèce ∞ Carol II roi de Roumanie  | Hélène, Pcesse de Grèce ∞ Carol II roi de Roumanie  | Hélène, Pcesse de Grèce ∞ Carol II roi de Roumanie             | Hélène, Pcesse de Grèce ∞ Carol II roi de Roumanie             |                                                                |                                                                | Paul Ier, roi des Hellènes ∞ Frederika, Pcesse de Hanovre                  | Paul Ier, roi des Hellènes ∞ Frederika, Pcesse de Hanovre        | Paul Ier, roi des Hellènes ∞ Frederika, Pcesse de Hanovre        | Paul Ier, roi des Hellènes ∞ Frederika, Pcesse de Hanovre        | Paul Ier, roi des Hellènes ∞ Frederika, Pcesse de Hanovre        | Paul Ier, roi des Hellènes ∞ Frederika, Pcesse de Hanovre        |  |  | Siméon II, roi des Bulgares ∞ Margarita Gómez-Acebo             | Siméon II, roi des Bulgares ∞ Margarita Gómez-Acebo             | Siméon II, roi des Bulgares ∞ Margarita Gómez-Acebo             | Siméon II, roi des Bulgares ∞ Margarita Gómez-Acebo             | Siméon II, roi des Bulgares ∞ Margarita Gómez-Acebo             | Siméon II, roi des Bulgares ∞ Margarita Gómez-Acebo             |  |  | Isabelle, Pcesse d'Orléans-Bragance ∞ Henri, Cte de Paris | Isabelle, Pcesse d'Orléans-Bragance ∞ Henri, Cte de Paris | Isabelle, Pcesse d'Orléans-Bragance ∞ Henri, Cte de Paris | Isabelle, Pcesse d'Orléans-Bragance ∞ Henri, Cte de Paris | Isabelle, Pcesse d'Orléans-Bragance ∞ Henri, Cte de Paris     | Isabelle, Pcesse d'Orléans-Bragance ∞ Henri, Cte de Paris     |                                                               |                                                               | Françoise, Pcesse d'Orléans-Bragance ∞ Duarte, duc de Bragance | Françoise, Pcesse d'Orléans-Bragance ∞ Duarte, duc de Bragance | Françoise, Pcesse d'Orléans-Bragance ∞ Duarte, duc de Bragance | Françoise, Pcesse d'Orléans-Bragance ∞ Duarte, duc de Bragance | Françoise, Pcesse d'Orléans-Bragance ∞ Duarte, duc de Bragance | Françoise, Pcesse d'Orléans-Bragance ∞ Duarte, duc de Bragance |  |  | Charles Ier, Empereur d'Autriche-Hongrie ∞ Zita, Pcesse de Parme | Charles Ier, Empereur d'Autriche-Hongrie ∞ Zita, Pcesse de Parme | Charles Ier, Empereur d'Autriche-Hongrie ∞ Zita, Pcesse de Parme | Charles Ier, Empereur d'Autriche-Hongrie ∞ Zita, Pcesse de Parme | Charles Ier, Empereur d'Autriche-Hongrie ∞ Zita, Pcesse de Parme | Charles Ier, Empereur d'Autriche-Hongrie ∞ Zita, Pcesse de Parme |  |  | Victor-Emmanuel, Pce de Naples ∞ Marina Doria                        | Victor-Emmanuel, Pce de Naples ∞ Marina Doria                        | Victor-Emmanuel, Pce de Naples ∞ Marina Doria                        | Victor-Emmanuel, Pce de Naples ∞ Marina Doria                        | Victor-Emmanuel, Pce de Naples ∞ Marina Doria                        | Victor-Emmanuel, Pce de Naples ∞ Marina Doria                        |  |  |  |  |  |  |  |  |  |  |  |  |  |  |  |  |  |  |  |  |  |  |  |  |  |  |  |  |  |  |  |  |  |  |  |  |  |  |  |  |  |  |  |  |  |  |  |  |  |  |  |  |  |  |  |  |
|  |  | Maria, Gde-Dsse de Russie ∞ François-Guillaume, Pce de Prusse             | Maria, Gde-Dsse de Russie ∞ François-Guillaume, Pce de Prusse             | Maria, Gde-Dsse de Russie ∞ François-Guillaume, Pce de Prusse             | Maria, Gde-Dsse de Russie ∞ François-Guillaume, Pce de Prusse             | Maria, Gde-Dsse de Russie ∞ François-Guillaume, Pce de Prusse             | Maria, Gde-Dsse de Russie ∞ François-Guillaume, Pce de Prusse             |  |  | Louis-Ferdinand, Pce de Prusse ∞ Kira, Gde-Dsse de Russie                       | Louis-Ferdinand, Pce de Prusse ∞ Kira, Gde-Dsse de Russie                       | Louis-Ferdinand, Pce de Prusse ∞ Kira, Gde-Dsse de Russie                       | Louis-Ferdinand, Pce de Prusse ∞ Kira, Gde-Dsse de Russie                       | Louis-Ferdinand, Pce de Prusse ∞ Kira, Gde-Dsse de Russie                       | Louis-Ferdinand, Pce de Prusse ∞ Kira, Gde-Dsse de Russie                       |                                                                    |                                                                    | Alexandra, Pcesse de Grèce ∞ Pierre II, roi de Yougoslavie         | Alexandra, Pcesse de Grèce ∞ Pierre II, roi de Yougoslavie         | Alexandra, Pcesse de Grèce ∞ Pierre II, roi de Yougoslavie         | Alexandra, Pcesse de Grèce ∞ Pierre II, roi de Yougoslavie         | Alexandra, Pcesse de Grèce ∞ Pierre II, roi de Yougoslavie | Alexandra, Pcesse de Grèce ∞ Pierre II, roi de Yougoslavie |                          |                          | Michel Ier, roi de Roumanie ∞ Anne, Pcesse de Parme | Michel Ier, roi de Roumanie ∞ Anne, Pcesse de Parme | Michel Ier, roi de Roumanie ∞ Anne, Pcesse de Parme | Michel Ier, roi de Roumanie ∞ Anne, Pcesse de Parme | Michel Ier, roi de Roumanie ∞ Anne, Pcesse de Parme            | Michel Ier, roi de Roumanie ∞ Anne, Pcesse de Parme            |                                                                |                                                                | Constantin II, roi des Hellènes ∞ Anne-Marie, Pcesse de Danemark           | Constantin II, roi des Hellènes ∞ Anne-Marie, Pcesse de Danemark | Constantin II, roi des Hellènes ∞ Anne-Marie, Pcesse de Danemark | Constantin II, roi des Hellènes ∞ Anne-Marie, Pcesse de Danemark | Constantin II, roi des Hellènes ∞ Anne-Marie, Pcesse de Danemark | Constantin II, roi des Hellènes ∞ Anne-Marie, Pcesse de Danemark |  |  | Kardam, Pce de Tarnovo ∞ Miriam Ungría y López                  | Kardam, Pce de Tarnovo ∞ Miriam Ungría y López                  | Kardam, Pce de Tarnovo ∞ Miriam Ungría y López                  | Kardam, Pce de Tarnovo ∞ Miriam Ungría y López                  | Kardam, Pce de Tarnovo ∞ Miriam Ungría y López                  | Kardam, Pce de Tarnovo ∞ Miriam Ungría y López                  |  |  | Henri, Cte de Paris ∞ Marie-Thérèse, Dsse de Wurtemberg   | Henri, Cte de Paris ∞ Marie-Thérèse, Dsse de Wurtemberg   | Henri, Cte de Paris ∞ Marie-Thérèse, Dsse de Wurtemberg   | Henri, Cte de Paris ∞ Marie-Thérèse, Dsse de Wurtemberg   | Henri, Cte de Paris ∞ Marie-Thérèse, Dsse de Wurtemberg       | Henri, Cte de Paris ∞ Marie-Thérèse, Dsse de Wurtemberg       |                                                               |                                                               | Duarte, duc de Bragance ∞ Isabel de Castro Curvello de Herédia | Duarte, duc de Bragance ∞ Isabel de Castro Curvello de Herédia | Duarte, duc de Bragance ∞ Isabel de Castro Curvello de Herédia | Duarte, duc de Bragance ∞ Isabel de Castro Curvello de Herédia | Duarte, duc de Bragance ∞ Isabel de Castro Curvello de Herédia | Duarte, duc de Bragance ∞ Isabel de Castro Curvello de Herédia |  |  | Otto, Aduc d'Autriche ∞ Regina, Pcesse de Saxe-Meiningen         | Otto, Aduc d'Autriche ∞ Regina, Pcesse de Saxe-Meiningen         | Otto, Aduc d'Autriche ∞ Regina, Pcesse de Saxe-Meiningen         | Otto, Aduc d'Autriche ∞ Regina, Pcesse de Saxe-Meiningen         | Otto, Aduc d'Autriche ∞ Regina, Pcesse de Saxe-Meiningen         | Otto, Aduc d'Autriche ∞ Regina, Pcesse de Saxe-Meiningen         |  |  | Emmanuel-Philibert, Pce de Piémont ∞ Clotilde Courau                 | Emmanuel-Philibert, Pce de Piémont ∞ Clotilde Courau                 | Emmanuel-Philibert, Pce de Piémont ∞ Clotilde Courau                 | Emmanuel-Philibert, Pce de Piémont ∞ Clotilde Courau                 | Emmanuel-Philibert, Pce de Piémont ∞ Clotilde Courau                 | Emmanuel-Philibert, Pce de Piémont ∞ Clotilde Courau                 |  |  |  |  |  |  |  |  |  |  |  |  |  |  |  |  |  |  |  |  |  |  |  |  |  |  |  |  |  |  |  |  |  |  |  |  |  |  |  |  |  |  |  |  |  |  |  |  |  |  |  |  |  |  |  |  |

## Titulature et honneurs

### Titulature
- 2 juin 1940 – 1er avril 1947 : Son Altesse Royale le prince Constantin de Grèce et de Danemark ;
- 1er avril 1947 – 6 mars 1964 : Son Altesse Royale le diadoque de Grèce et prince de Danemark ;
- 6 mars 1964 – 1er juin 1973 : Sa Majesté le roi des Hellènes ;
- 1er juin 1973 – 10 janvier 2023 : Sa Majesté le roi Constantin II.

### Honneurs

#### Palmarès olympique
Jeux olympiques d'été de 1960 à Rome ( Italie) : 
- Médaille d'or pour l'épreuve de voile de Dragon, avec ses coéquipiers Odysséas Eskitzóglou et Geórgios Zaïmis[75].

#### Principales décorations étrangères
- Grand-croix de l’ordre de Léopold II (Belgique)[341] ;
- Chevalier de l'ordre de l'Éléphant (Danemark, 1962)[342],[343] ;
- Grand commandeur de l'ordre de Dannebrog (Danemark, 1964)[344] ;
- Chevalier de l'ordre de la Toison d'or (Espagne, 1964)[345] ;
- Commandeur de la Legion of Merit (États-Unis)[341] ;
- Grand-croix de l'ordre de la Légion d'honneur (France)[341] ;
- Chevalier grand-croix au grand cordon de l'ordre du Mérite de la République italienne (Italie, 1962)[346] ;
- Grand cordon de l'ordre suprême de la Renaissance (Jordanie)[341] ;
- Chevalier de l'ordre du Lion d'or de la maison de Nassau (Luxembourg)[347] ;
- Collier de l'ordre de l'Aigle aztèque (Mexique)[341] ;
- Grand-officier de l'ordre de Saint-Charles (Monaco)[341] ;
- Grand-croix avec collier de l'ordre de Saint-Olaf (Norvège, 1964)[341],[348] ;
- Chevalier grand-croix de l'ordre de la maison d'Orange (Pays-Bas)[341] ;
- Collier de l'ordre du Nil (République arabe unie)[341] ;
- Grand-croix de l'ordre national du Lion du Sénégal (Sénégal)[341] ;
- Chevalier de l'ordre des Séraphins (Suède, 1964)[341],[349] ;
- Collier de l'ordre de la Dynastie Chakri (Thaïlande)[341].

#### Principales autres décorations dynastiques
- Grand cordon de l'ordre d'Idris Ier (maison Al-Sanoussi)[341] ;
- Chevalier de l'ordre du Saint-Esprit (maison de Bourbon)[350] ;
- Chevalier grand-croix de justice de l'ordre sacré et militaire constantinien de Saint-Georges (maison de Bourbon-Siciles, 1962)[351] ;
- Chevalier de l'ordre de Sainte-Anne (maison Romanov, 1969)[352] ;
- Chevalier de l'ordre suprême de la Très Sainte Annonciade (maison de Savoie)[341].

#### Autres récompenses
- Loup d'argent de l'Association scoute britannique (1963)[78] ;
- Faisan d'or de l'Association scoute du Japon (1964)[353] ;
- Trophée Beppe-Croce de la Fédération mondiale de voile (2010)[354].

### Mémoires du roi
- (el) Γεώργιος Π. Μαλούχος, Βασιλεύς Κωνσταντίνος, t. I, II et III, Athènes, Εκδόσεις Το Βήμα,‎ 2015, 411 p. (ISBN 978-960-503-693-5).

### SurConstantinIIet son règne
- (en) Panagiotis Dimitrakis, Greece and the English : British Diplomacy and the Kings of Greece, Londres, Tauris Academic Studies, 2009, 212 p. (ISBN 978-1-84511-821-1).
- (en) Peter Murtagh, The Rape of Greece : The King, the Colonels and the Resistance, Londres, Simon and Schuster, 1994, 212 p. (ISBN 978-1-84511-821-1).
- (en) Olga S. Opfell, « H.M. Constantine II, King of the Hellenes », dans Royalty Who Wait: The 21 Heads of Formerly Regnant Houses of Europe, Londres, McFarland & Co, 2001 (ISBN 0-7864-0901-0), p. 203-211.
- (en) Nicholas Tantzos, H.M. Konstantine XIII : King of the Hellenes, Atlantic International Publications, 1990, 264 p. (ISBN 0-938311-12-3).

### SurConstantinIIet les autres membres de la famille royale
- Celia Bertin, Marie Bonaparte, Paris, Perrin, 1982, 433 p. (ISBN 2-262-01602-X).
- (es) Eva Celada, Irene de Grecia : La princesa rebelde, Plaza & Janés, 2007, 274 p. (ISBN 978-84-01-30545-0 et 84-01-30545-4).
- (en) Arturo E. Beéche, Michael of Greece et Helen Hemis-Markesinis, The Royal Hellenic dynasty, Eurohistory, 2007, 182 p. (ISBN 978-0-9771961-5-9 et 0-9771961-5-1).
- (en) Stelio Hourmouzios, No Ordinary Crown : A Biography of King Paul of the Hellenes, Weidenfeld & N, 1972, 375 p. (ISBN 0-297-99408-5).
- (en) Alan Palmer et Michael of Greece, The Royal House of Greece, Weidenfeld Nicolson Illustrated, 1990 (ISBN 0-297-83060-0).
- (es) Ricardo Mateos Sáinz de Medrano, La Familia de la Reina Sofía, La Dinastía griega, la Casa de Hannover y los reales primos de Europa, Madrid, La Esfera de los Libros, 2004, 573 p. (ISBN 84-9734-195-3).
- Costas M. Stamatopoulos, De La Royauté Hellénique, Kapon Editions, 2016 (ISBN 978-618-5209-03-2).
- (en) John Van der Kiste, Kings of the Hellenes : The Greek Kings, 1863-1974, Sutton Publishing, 1994, 200 p. (ISBN 0-7509-2147-1).
- (en) Hugo Vickers, Alice : Princess Andrew of Greece, Londres, Hamish Hamilton, 2000, 477 p. (ISBN 0-241-13686-5).

### Histoire de la Grèce
- (en) Richard Clogg, A Concise History of Modern Greece, Cambridge, University Press, 1992, 291 p. (ISBN 978-0-521-00479-4, lire en ligne).
- (en) Daniele Ganser, « The Secret War in Greece », dans NATO's Secret Armies: Operation GLADIO and Terrorism in Western Europe, Routledge, 2005 (ISBN 0714685003, lire en ligne), p. 212-223.
- (en) C. M. Woodhouse, Modern Greece : A Short History, Faber and Faber, 1998 (ISBN 978-0-571-19794-1, lire en ligne).

### Bases de données et dictionnaires
- (en + el) Site officiel
- Ressources relatives au sport :   - CIO
  - Comité olympique hellénique
  - Fédération mondiale de voile
  - Olympedia
- Ressources relatives aux beaux-arts :   - British Museum
  - National Portrait Gallery
- Ressource relative à l'audiovisuel :   - IMDb
- Notices dans des dictionnaires ou encyclopédies généralistes :   - Britannica
  - Brockhaus
  - Den Store Danske Encyklopædi
  - Deutsche Biographie
  - Dizionario di Storia
  - Enciclopedia De Agostini
  - Gran Enciclopèdia Catalana
  - Internetowa encyklopedia PWN
  - Nationalencyklopedin
  - Munzinger
  - Store norske leksikon
  - Treccani
  - Visuotinė lietuvių enciklopedija
- Notices d'autorité :   - VIAF
  - ISNI
  - LCCN
  - GND
  - Israël
  - Grèce
  - WorldCat

### Autres liens externes
- (en) « King Constantine », sur The Greek Royal Family (consulté le 16 avril 2021).
- (en) « H.M. King Constantine », sur The International Committee / IOC Members (consulté le 16 avril 2021).